# Personaggi di The Flash

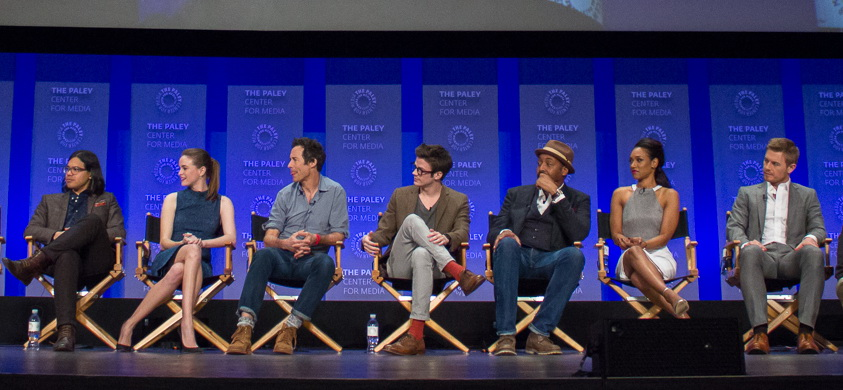
Il cast principale della serie al PaleyFest 2015

Questa voce contiene un elenco dei personaggi presenti nella serie televisiva The Flash, legata all'Arrowverse. 

## Personaggi principali
- Legenda:      Cast principale;      Ruolo ricorrente;      Guest;      Non appare.

| Personaggio                            | Interprete             | Apparizioni | Apparizioni | Apparizioni | Apparizioni | Apparizioni | Apparizioni | Apparizioni | Apparizioni | Apparizioni |
| -------------------------------------- | ---------------------- | ----------- | ----------- | ----------- | ----------- | ----------- | ----------- | ----------- | ----------- | ----------- |
| Personaggio                            | Interprete             | Stagione 1  | Stagione 2  | Stagione 3  | Stagione 4  | Stagione 5  | Stagione 6  | Stagione 7  | Stagione 8  | Stagione 9  |
| Barry Allen / Flash                    | Grant Gustin           | Regolare    | Regolare    | Regolare    | Regolare    | Regolare    | Regolare    | Regolare    | Regolare    | Regolare    |
| Iris Ann West                          | Candice Patton         | Regolare    | Regolare    | Regolare    | Regolare    | Regolare    | Regolare    | Regolare    | Regolare    | Regolare    |
| Caitlin Snow / Killer Frost            | Danielle Panabaker     | Regolare    | Regolare    | Regolare    | Regolare    | Regolare    | Regolare    | Regolare    | Regolare    | Regolare    |
| Eddie Thawne                           | Rick Cosnett           | Regolare    | Guest       | Guest       |             |             |             |             | Guest       | Ricorrente  |
| Cisco Ramon / Vibe                     | Carlos Valdes          | Regolare    | Regolare    | Regolare    | Regolare    | Regolare    | Regolare    | Regolare    |             |             |
| Harrison Wells                         | Tom Cavanagh           | Regolare    | Regolare    | Regolare    | Regolare    | Regolare    | Regolare    | Regolare    |             | Guest       |
| Joe West                               | Jesse L. Martin        | Regolare    | Regolare    | Regolare    | Regolare    | Regolare    | Regolare    | Regolare    | Regolare    | Ricorrente  |
| Wally West / Kid Flash                 | Keiynan Lonsdale       |             | Regolare    | Regolare    | Guest       | Guest       | Guest       |             |             | Guest       |
| Julian Albert Desmond / Dottor Alchemy | Tom felton             |             |             | Regolare    |             |             |             |             |             |             |
| Clifford DeVoe / Pensatore             | Neil Sandilands        |             |             |             | Regolare    |             |             |             |             |             |
| Cecile Horton                          | Danielle Nicolet       | Guest       |             | Ricorrente  | Regolare    | Regolare    | Regolare    | Regolare    | Regolare    | Regolare    |
| Ralph Dibny / Elongated Man            | Hartley Sawyer         |             |             |             | Ricorrente  | Regolare    | Regolare    |             |             |             |
| Nora West-Allen                        | Jessica Parker Kennedy |             |             |             | Ricorrente  | Regolare    | Ricorrente  | Ricorrente  | Ricorrente  | Ricorrente  |
| Cicada                                 | Chris Klein            |             |             |             |             | Regolare    |             |             |             |             |
| Allegra Garcia                         | Kayla Compton          |             |             |             |             |             | Ricorrente  | Regolare    | Regolare    | Regolare    |
| Chester P. Punk                        | Brandon McKnight       |             |             |             |             |             | Guest       | Regolare    | Regolare    | Regolare    |

### Barry Allen
Bartholomew "Barry" Henry Allen/The Flash  (stagione 1-9), interpretato da Grant Gustin, doppiato da Alessandro Campaiola.
È un giovane perito della scientifica del dipartimento di polizia di Central City. Quando aveva undici anni sua madre venne uccisa da un uomo dotato di superpoteri, e suo padre venne ingiustamente arrestato per l'omicidio. Barry, conscio della sua innocenza, decide di trovare il vero assassino, indagando su crimini che coinvolgono i criminali con i superpoteri, per avvicinarsi alla verità. A causa di un malfunzionamento dell'acceleratore di particelle degli STAR Labs, Barry viene colpito da un fulmine generato dall'acceleratore, che lo porta a uno stato comatoso che è durato quasi un anno. Al suo risveglio scopre di possedere un potere straordinario che ha acquisito grazie al fulmine, la supervelocità. Con il nome di Flash decide di combattere gli altri metaumani che usano i loro poteri per scopi criminali. Quando scoprirà che l'assassino di sua madre è Eobard Thawne, avrà l'occasione di tornare indietro nel tempo con la supervelocità e salvare sua madre, ma deciderà di non farlo, lasciando le cose così come sono. Nel corso della seconda stagione il personaggio sarà invece decisamente meno attaccato alla figura della madre, che verrà difficilmente citata. Peraltro il suo amore per Iris scemerà decisamente, portandolo a nutrire interesse verso Patty Spivot, aiutante di Joe. È dotato di una super velocità che gli consente di correre talmente velocemente che le persone non lo vedono quando si muove inoltre può correre sulle pareti verticali e sull'acqua oltretutto può, facendo far vibrare le sue molecole ad una certa frequenza, attraversare le materia. Tramite determinati apparecchi può viaggiare nel tempo; ci riesce anche raggiungendo alte velocità, ma la velocità di punta decide l'intervallo del salto temporale; nella prima e seconda stagione, Barry riesce a tornare indietro di qualche ora, al massimo meno di un giorno, laddove l'Anti-Flash è riuscito a tornare indietro fino all'infanzia di Barry; tuttavia la futura versione di Barry è stata in grado di seguirlo, prova che la sua velocità può ancora aumentare. Durante la terza stagione Barry si fidanzerà con Iris e andranno a convivere. Dopo aver sconfitto Savitar entrerà nella forza della velocità, rappresentata in forma umana dalla madre Nora. Sei mesi dopo viene fatto uscire dalla forza della velocità dal suo team e ne esce con una velocità. nettamente superiore a quella di Wally e a quella che aveva prima e, soprattutto, ne esce "rinato" infatti afferma e dimostra di aver, non solo, superato la morte dei suoi genitori, ma anche tutti i suoi sensi di colpa. Nell'ottavo episodio della quarta stagione, "crisi su terra-x" si sposerà con Iris. Dopo essere stato incastrato per l'omicidio di Clifford DeVoe verrà condannato e rinchiuso ad Iron Heights. Dopo esser stato tirato fuori dalla prigione, dovrá affrontare DeVoe. Subirà un duro colpo con la morte di Ralph Dibny e se ne prenderà la colpa. Alla fine riesce a sconfiggere Devoe anche grazie all'aiuto di sua figlia Nora, venuta dal futuro.

### Iris West
Iris Ann West/The Flash (stagione 1-9) interpretata da Candice Patton, doppiata da Valentina Favazza.
È la migliore amica di Barry, i due si conoscono da quando erano bambini e sono cresciuti insieme dopo che il padre di Iris si è fatto carico di Barry, in seguito alla morte della madre e all'arresto del padre. Barry è sempre stato innamorato di lei. Lavora come giornalista inoltre è una grande sostenitrice di Flash, tanto da aprire un blog su di lui, inconsapevole che in realtà l'eroe è il suo amico. Sarà proprio il suo blog a permetterle di farsi assumere in un giornale locale. Desiderava diventare un poliziotto come suo padre, ma quest'ultimo le impedì di entrare all'accademia di polizia essendo sempre stato molto protettivo con lei. Iris afferma di considerare Barry solo un amico, ma in realtà è innamorata di lui. La ragazza inoltre intraprenderà una relazione con Eddie, ma poi egli si suicida per evitare che Eobard Thawne nasca (siccome suo discendente).
Durante la terza stagione Iris si fidanzerà con Barry e andranno a convivere e si sposeranno nella quarta stagione.

### Caitlin Snow/Killer Frost
Caitlin Snow/Killer Frost/Frost/Khione (stagione 1-9), interpretata da Danielle Panabaker, doppiata da Perla Liberatori.
È una ricercatrice che lavora agli STAR Labs, nonché amica di Barry, infatti aiuta Flash nella sua lotta contro gli altri metaumani malvagi. Quando era bambina suo padre, malato di sclerosi multipla, morì. Per questa ragione sua madre, Carla Tannhauser, si concentro solo sul lavoro, lasciando perdere la figlia. Lei credeva che il suo fidanzato, Ronnie Raymond, fosse morto durante l'incidente dell'acceleratore di particelle, per poi scoprire che è ancora vivo, trasformatosi nel metaumano Firestorm. Caitlin e Ronnie si sposano ma subito dopo lui muore per salvare Central City. Nella seconda stagione, durante un viaggio dimensionale a Terra-2, i ragazzi incontreranno la versione alternativa di Caitlin, Killer Frost, e il suo fidanzato Ronnie, Deathstorm, entrambi verranno uccisi da Hunter Zolomon.
Nella terza stagione otterrà i poteri a causa di Flashpoint e per due volte diventerà la malvagia Killer Frost, alleandosi con Savitar e minacciando anche i membri del Team ma alla fine ritornerà se stessa pur rifiutando la cura.
All'inizio della quarta stagione ritorna nel team e si scopre che nei sei mesi precedenti ha lavorato per una gangster chiamata Amunet in un bar, avendo inoltre una doppia personalità condivisa con Killer Frost che riemerge in momenti di rabbia o minacce. Grazie all'aiuto di Iris riesce a convincere Frost a condividere il corpo entrambe, coesistendo pacificamente. Durante uno scontro con il Pensatore perderà Killer Frost. Dopo aver scoperto che c'è ancora una traccia criogenica in lei farà di tutto per riavere Frost. Scoprirà grazie a Cisco che i suoi poteri non sono dovuti all'acceleratore, ma che li possedeva sin da bambina.
Nella quinta stagione riesce a superare il blocco mentale creato da Devoe e riaccedere ai suoi poteri.

### Cisco Ramon / Vibe
Francisco "Cisco" Ramon/Vibe (stagione 1-7), interpretato da Carlos Valdes, doppiato da Alessio Puccio.
È un ricercatore che lavora agli STAR Labs, lui e Caitlin diventano buoni amici di Barry, e lo aiutano nella lotta contro gli altri metaumani che usano i loro poteri per scopi malvagi. Ha l'abitudine di dare sempre degli pseudonimi ai supercriminali. Eobard ha affermato che pure Cisco, come Barry, si è trasformato in un metaumano il giorno in cui l'acceleratore di particelle si azionò.
Nella quarta stagione si fidanza con l'esattrice di Terra-19, Gypsy (il cui vero nome è Cynthia) e incontrerà anche il padre di quest'ultima, Breacher (Josh). Lascerà Gypsy a causa delle diverse vedute che avevano sulla loro relazione.
Nella quinta stagione, a seguito di uno scontro con Cicada, si ferisce alle mani e fa più fatica ad usare i poteri. Sarà poi costretto a fingere la propria morte, per sfuggire a Cicada che voleva ucciderlo.

### Harrison Wells
Harrison Wells (stagione 1-7), interpretato da Thomas Cavanagh, doppiato da Sandro Acerbo (Harrison Wells).
Geniale scienziato di Central City, che aveva l'ambizione di creare una sua società per costruire invenzioni e studiare l'universo; a tale scopo creerà un acceleratore di particelle che non funzionerà come previsto; l'esplosione, avvenuta nel 2020, genera un'onda di materia oscura che innesca la trasformazione di molti individui, dando il via all'era dei metaumani, tra cui Barry Allen/Flash. Tuttavia il velocista Eobard Thawne/Anti-Flash, rimasto bloccato nel passato 15 anni prima che la serie cominci, non ha intenzione di attendere tanto e decide di interferire con gli eventi; il criminale provoca un incidente che uccide Tess, la moglie di Wells, e usa la sua tecnologia avanzata per assumere le sembianze di Wells, uccidendolo nel processo e sostituendosi a lui. Sotto le spoglie di Wells, Thawne crea gli Star Labs, costruisce l'acceleratore e lo fa esplodere nel 2014, dieci anni prima del previsto. Nella seconda stagione dopo l'apertura del varco temporale arriva Harrison "Harry" Wells di Terra-2 che come il suo alter ego ha creato il Flash di Terra-2, ma anche il suo acerrimo nemico Zoom. Tornerà anche una versione alternativa dell'Anti-Flash di un altro tempo. Nella terza stagione ritornerà Harrison Wells di Terra-2 per qualche puntata e aiuterà il gruppo a rimpiazzare la sua presenza con un altro Harrison Wells di un'altra Terra. Alla fine nel gruppo entrerà Harrison H.R. Wells di Terra-19 che si rivela non essere uno scienziato. Nella quarta stagione il Wells di Terra-2 torna come membro fisso del Team. Nella quinta stagione il team chiede aiuto a Harrison "Sherloque" Wells, il miglior detective del multiverso. Nella sesta stagione arriverà su Terra 1 Harrison Nash Wells, che provocherà la Crisi.

### Joe West
Detective Joe West (stagione 1-8), interpretato da Jesse L. Martin, doppiato da Alberto Angrisano.
È il padre di Iris, Wally e Jenna West è un detective del dipartimento di polizia di Central City. Si è preso cura di Barry fin da quando era un bambino. Inizialmente pure lui credeva che suo padre fosse l'assassino di Nora, ma quando vede gli straordinari poteri di Barry, capisce che Henry è innocente. Come detective aiuta sempre Barry, coprendo le sue tracce, e gli vuole bene come a un figlio. Nella seconda stagione scopre di avere un figlio, Wally West, che andrà a vivere con lui. Nella terza stagione si fidanza con il procuratore distrettuale, Cecile Horton la quale rimarrà incinta nella quarta stagione. Nel finale della quarta stagione Cecile da alla luce la sua nuova figlia, Jenna Marie West.

### Eddie Thawne
Edward "Eddie" Thawne (stagione 1, ricorrente stagione 9, guest star stagioni 2-3), interpretato da Rick Cosnett, doppiato da Gianfranco Miranda.
È un detective del dipartimento di polizia di Central City, nonché partner di Joe. Lui e Iris intraprendono una relazione. Nonostante l'amore che c'è tra i due, Eddie spesso è incerto sulla loro relazione, essendo molto geloso di Barry, conscio che quest'ultimo e Iris provano dei sentimenti che vanno oltre l'amicizia, infatti i due si lasceranno proprio a causa dell'amore che Iris prova per il supereroe. Pure lui verrà a conoscenza del segreto di Barry, e deciderà di aiutarlo nella sua lotta contro i metaumani. Si sacrificherà, uccidendosi, per uccidere l'Anti-flash in quanto egli è un suo discendente del XXII secolo.

### Wally West/Kid Flash
Wally West / Kid Flash (stagioni 2-4, ricorrente stagioni 5-9), interpretato da Keiynan Lonsdale, doppiato da Manuel Meli.
Figlio di Joe West e fratello di Iris. Nei fumetti Wally è nipote di Iris, e farà da spalla a Flash sotto il mantello di Kid Flash, prima di prendere l'identità di Flash dopo la sparizione di Barry in uno dei megacrossover DC. Nella serie TV è il fratello di Iris (ciò lo si scopre solo nella seconda stagione) e diventa un fan di Flash dopo che quest'ultimo dona la sua velocità a Zoom per salvarlo. Nella terza stagione diventa un velocista grazie alla pietra filosofale, anche se lo era già stato in flashpoint, si fidanzerà con Jesse Quick e rimarrà chiuso per un breve periodo nella forza della velocità, ma verrà salvato da Jay Garrick. Dopo la sconfitta di Savitar e l'addio di Barry, lui e Cisco combattono insieme il crimine aiutati da Joe. Nel terzo episodio della quarta stagione, dopo il ritorno di Barry e la rottura con Jesse, lascerà il team Flash, ma ritornerà nell'episodio 7 per rientrare nel team, cosa che non farà perché, dopo l'invasione nazista, verrà reclutato nel team delle Leggende.

### Julian Albert Desmond/Dottor Alchemy
Julian Albert Desmond/Dottor Alchemy (stagione 3), interpretato da Tom Felton, doppiato da Flavio Aquilone.
Nuovo detective della Polizia di Central City e collega di Barry. Aveva una sorella, Emma Desmond, che morì da giovane. Anni dopo un'allucinazione della sorella, in realtà Savitar sotto mentite spoglie, lo convince a cercare la Pietra Filosofale. Soggiogato da Savitar assume l'identità di Dottor Alchemy cominciando a trasformare in metaumani coloro che lo erano in Flashpoint. Dopo che Julian viene liberato dal giogo di Savitar si unisce al Team Flash e si innamora di Caitlin, prima che questa diventi Killer Frost. Nella quarta stagione si scopre che ha lasciato il team e si è trasferito a Londra.

### Clifford DeVoe/Pensatore
Clifford DeVoe / Pensatore (stagione 4), interpretato da Neil Sandilands, doppiato da Andrea Lavagnino.
Un metaumano dall'intelligenza straordinaria e professore all'Università di Central City, è sposato con Marlize DeVoe. Prova un odio immenso per la tecnologia, pensando che sia un cancro. Inizia quindi a organizzare insieme alla moglie un piano per "illuminare" l'umanità, cioè riportare i cervelli ad uno stadio più semplice. Nella quarta stagione inizia il suo piano facendo uscire Barry dalla forza della velocità e gli scaglia contro i suoi Samuroidi. Per sopperire al suo fisico in deterioramento riesce a prendere il controllo del corpo di Dominic Lanse e a incastrare Barry per l'omicidio. In seguito prende il corpo di Ralph Dibny dopo aver rubato i poteri di tutti i meta-umani da lui creati. Viene sconfitto nel finale della quarta stagione, grazie al tradimento di Marlize.

### Ralph Dibny/Elongated Man
Ralph Dibny / Elongated Man (stagione 4-7), interpretato da Hartley Sawyer, doppiato da Daniele Giuliani.
È un meta-umano con la capacità di allungare il suo corpo a lunghezze e dimensioni sovrumane. Entra in seguito a far parte del Team Flash e prende il posto di Barry quando questi è rinchiuso ad Iron Heights. Sarà lui, alla fine dell'episodio 13 a far assolvere Barry, comparendo al suo appello con le sembianze di Devoe. Si innamora di Izzy Bowin, una meta del bus, il cui corpo verrà preso da Devoe e per questo sarà sua intenzione ucciderlo ma, venendo persuaso da Barry lo risparmierà e Devoe si impadronirà del suo corpo. Riprenderà il proprio corpo dopo lo scontro finale con Devoe.

### Nora West-Allen/XS
Nora West-Allen  (Stagione 5, ricorrente stagioni 4,7,9), interpretata da Jessica Parker Kennedy, doppiata da Elena Perino.
La figlia di Barry e Iris, proveniente dal futuro. Il suo soprannome è XS. Appare per la prima volta al matrimonio di Barry e Iris come cameriera, cercando di aiutare Barry. Ritorna quando incontra Cisco e Ralph al Jitters e gli paga il caffè per poi sedersi e scrivere in un diario gli stessi strani simboli che Barry scriveva nel primo episodio. Incontra Caitlin e Harry Wells, apparendo all'inizio cordiale per poi diventare seria una volta che se ne sono andati. Si presenta alla festa di Cecile regalando a lei e Joe dei pannolini ma scappa una volta vista Iris. Si scopre inoltre che è una velocista e i suoi fulmini sono gialli e viola. Nella quinta stagione si scopre che è tornata indietro nel tempo per poter incontrare Barry, dato che è svanito quando aveva pochi anni. Non ha un buon rapporto con Iris, perché quando era piccola le ha impiantato un chip che le annullava i poteri, venendo a sapere di essere una velocista molti anni dopo. A seguito di una missione nel passato Nora scopre che Eobard Thawne ha ucciso sua nonna e per questo Barry lo odia. Nora torna quindi nel 2049 e dice a Thawne, imprigionato ad Iron Heghts, che non si fida e non vuole più il suo aiuto. Dopo che Barry le confida che secondo lui chiunque, persino Thawne, può cambiare Nora torna nel futuro e accetta l'aiuto di Thawne. In seguito, grazie alle indagini di Sherloque, il team scoprirà della sua alleanza con Thawne e la rinchiuderà nella Pipeline. È fan del gioco The Oregon Trail.

### Orlin Dwyer/Cicada
Orlin Dwyer/Cicada (stagione 5), interpretato da Chris Klein, doppiato da Alessandro Quarta.
Durante la notte dell'Illuminazione Orlin portò sua nipote, Grace Gibbons, al Carnevale di Central City. Entrambi furono colpiti dai pezzi del satellite degli STAR Labs, pieno di materia oscura. Orlin si procurò una ferita al petto mentre Grace cadde in coma. Quando Gridlock stava venendo trasportato ad Iron Heights Cicada attacco il convoglio, uccidendo Gridlock ma lasciando solamente feriti i poliziotti. Cicada incontra Flash per la prima volta dopo che questi e XS sconfiggono Vanessa Jensen, Cicada arrivò e lancio il suo pugnale nella schiena della Jensen. Successivamente tenne ostaggio Joe West a casa sua, per ottenere informazioni su Vibe. Dopo uno scontro con Vibe e Flash nella foresta fu portato a credere che Vibe era morto. In seguito Orlin visitò Grace all'ospedale. Una settimana dopo, mentre era a casa, Orlin scoprì di aver ottenuto la super forza. Successivamente fu affrontato dal Team Flash, che aveva creato un piano per annullare il suo pugnale. All'inizio il piano sembrò funzionare ma dopo che Vibe lancio il pugnale nello spazio, Cicada riuscì a richiamarlo e scappare. In seguito scopre che anche Grace è divenuta una metaumana e viene convinto dal team a prendere la cura per i meta. Viene ucciso dalla Grace del futuro mentre cerca di convincerla ad abbandonare la missione. Prova un grande odio verso i metaumani, dovuto alla morte della sorella per mano loro e al fatto che sua nipote Grace è caduta in coma. La sua unica arma è un pugnale a forma di fulmine, estratto dal satellite degli STAR Labs, che può negare i poteri ai metaumani e creare campi di forza. Il pugnale gli permette inoltre di localizzarli, illuminandosi di rosso in presenza di un meta. Indossa una maschera di stampo industriale per coprire la sua faccia e camuffare la sua voce.

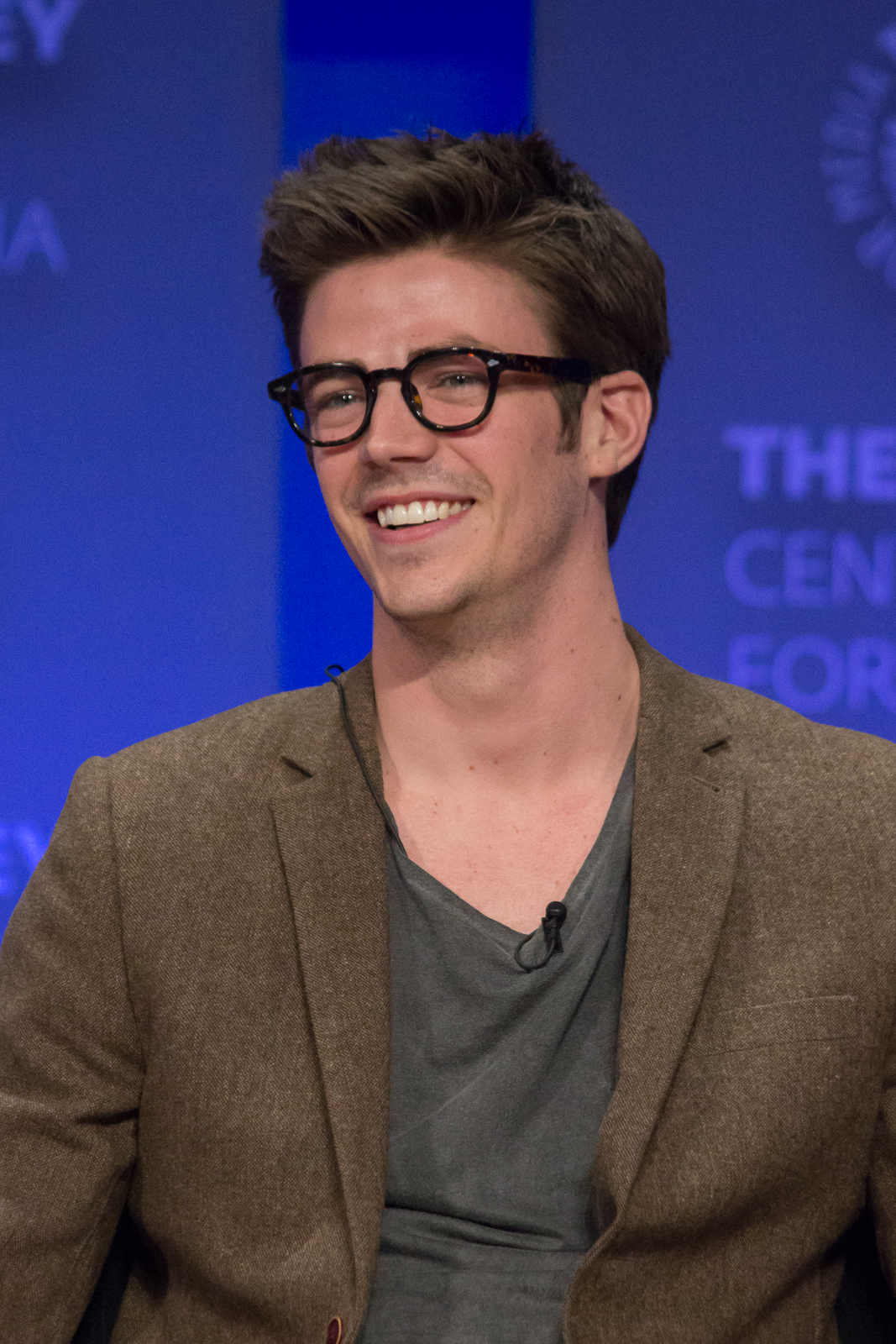
Grant Gustin interpreta Barry Allen/Flash.
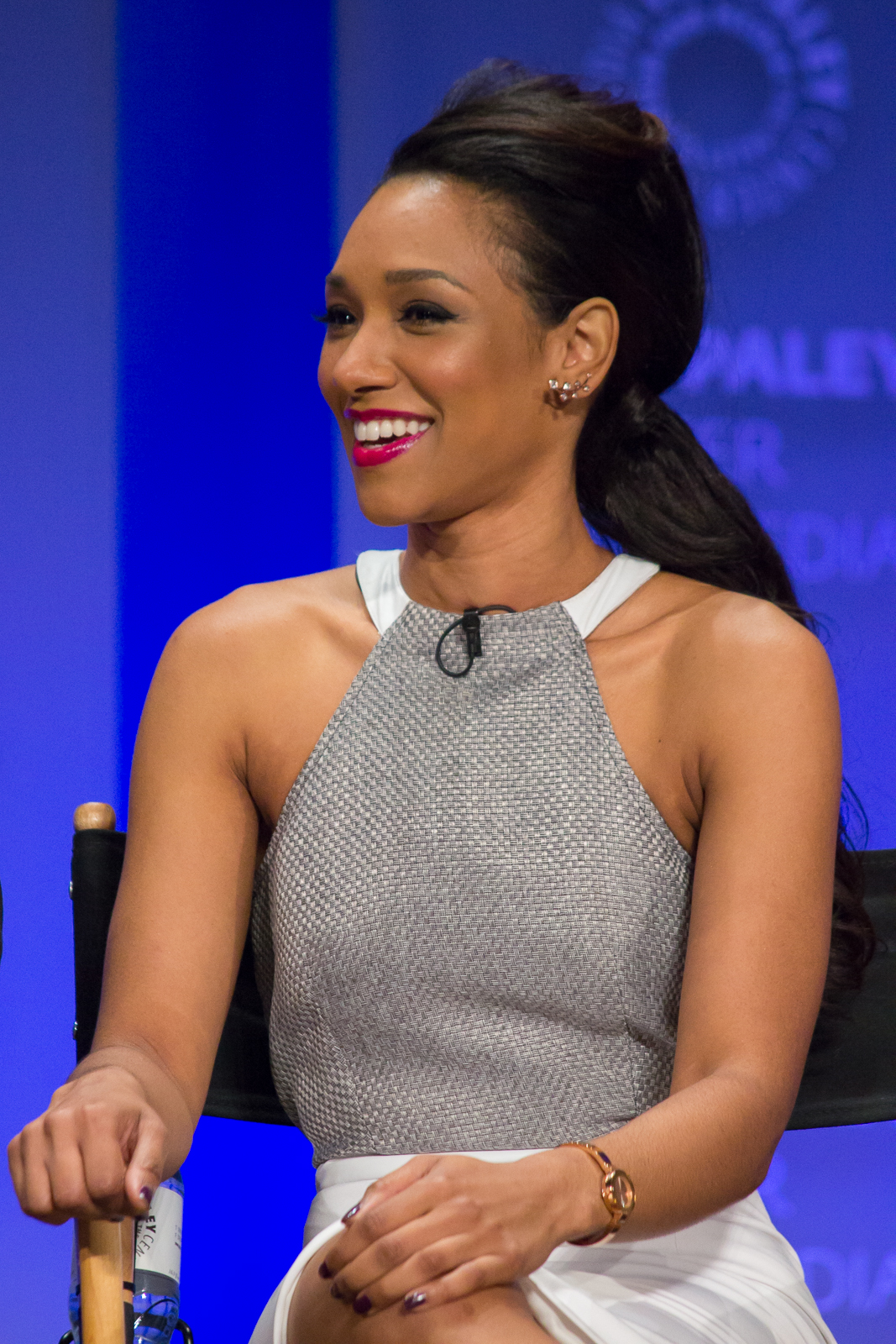
Candice Patton interpreta Iris West.
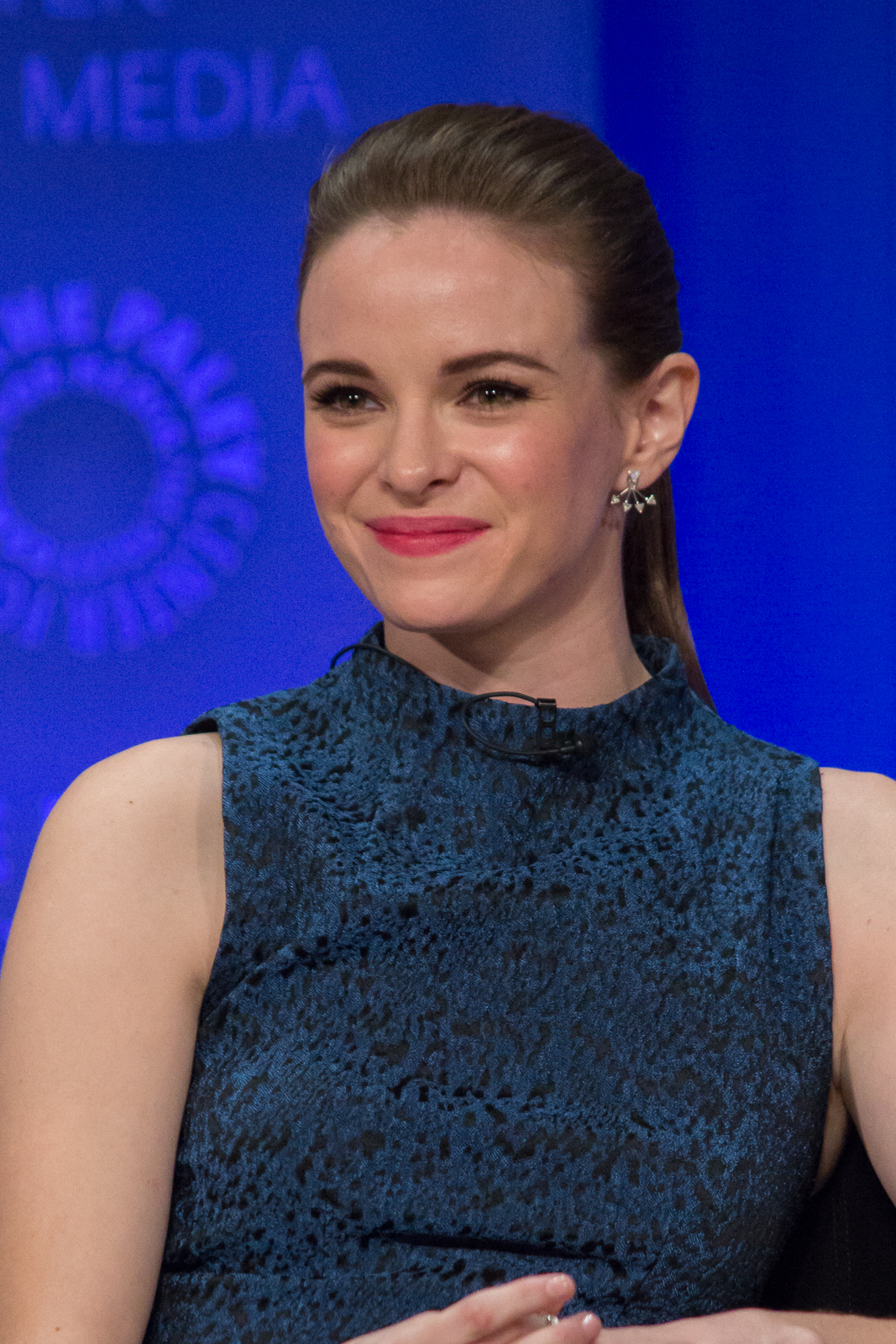
Danielle Panabaker interpreta la dott.ssa Caitlin Snow/Killer Frost.
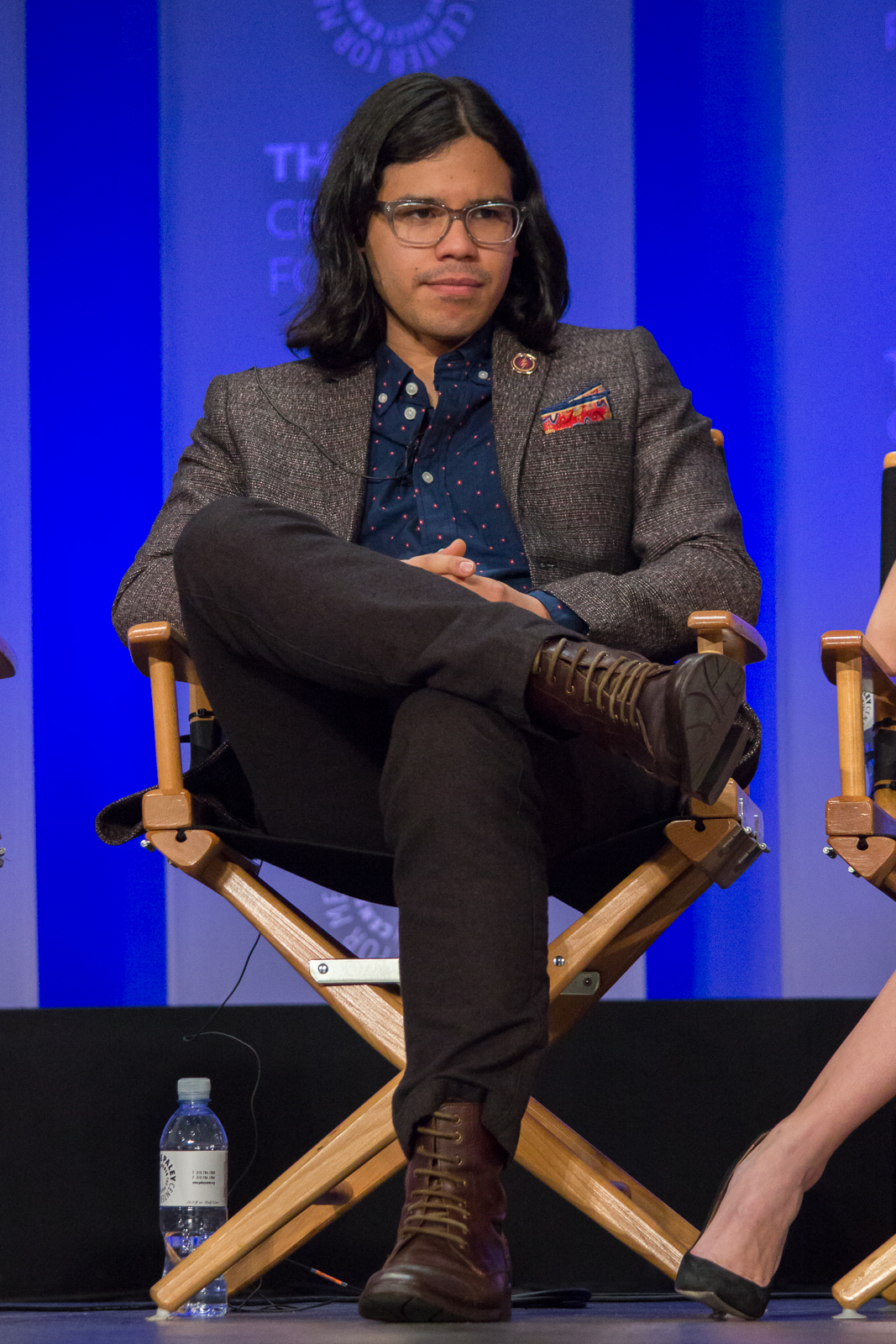
Carlos Valdes interpreta Cisco Ramon/Vibe.
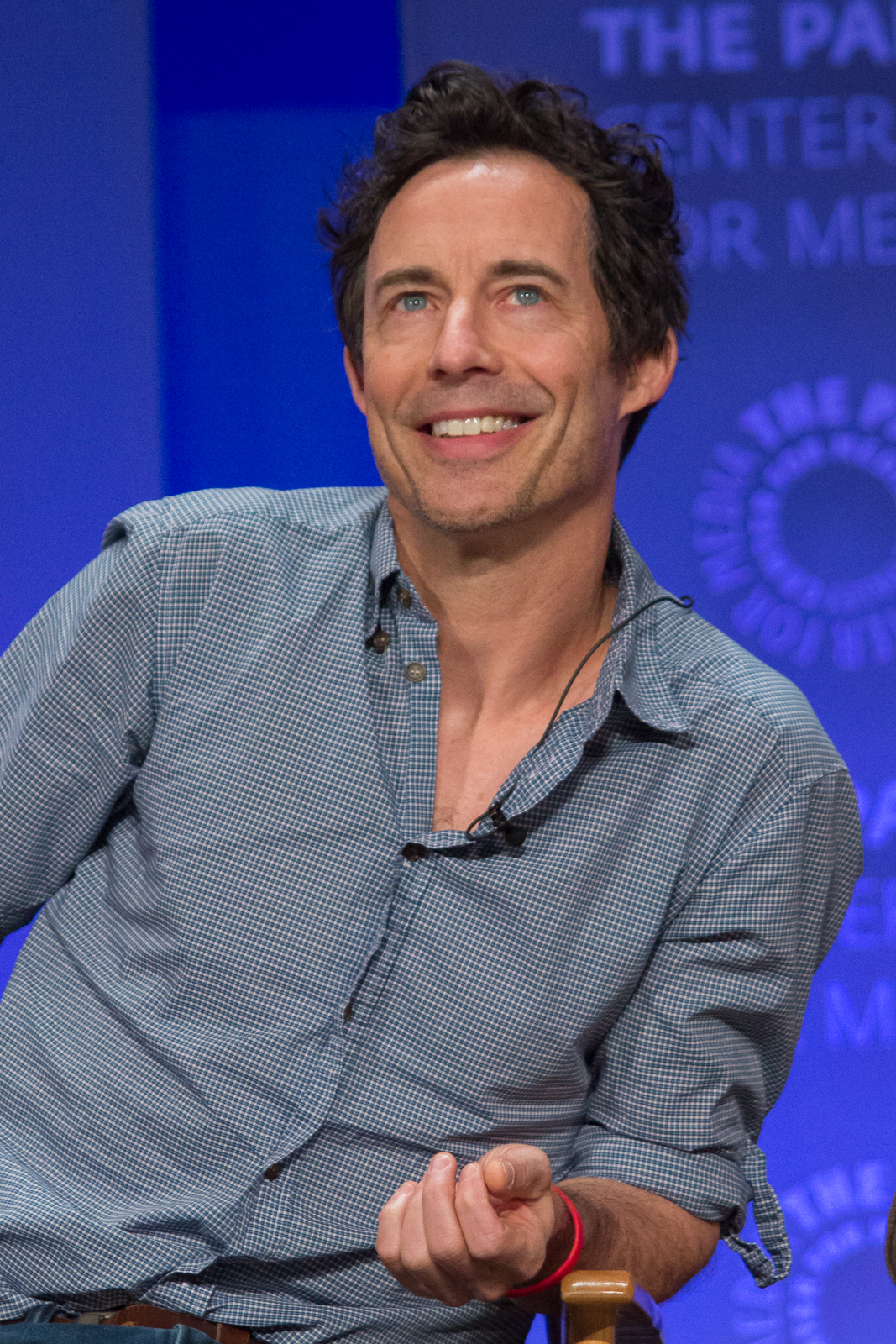
Thomas Cavanagh interpreta il dottor Harrison Wells/Eobard Thawne/Anti-Flash; Harrison "Harry" Wells; Harrison "H.R." Wells
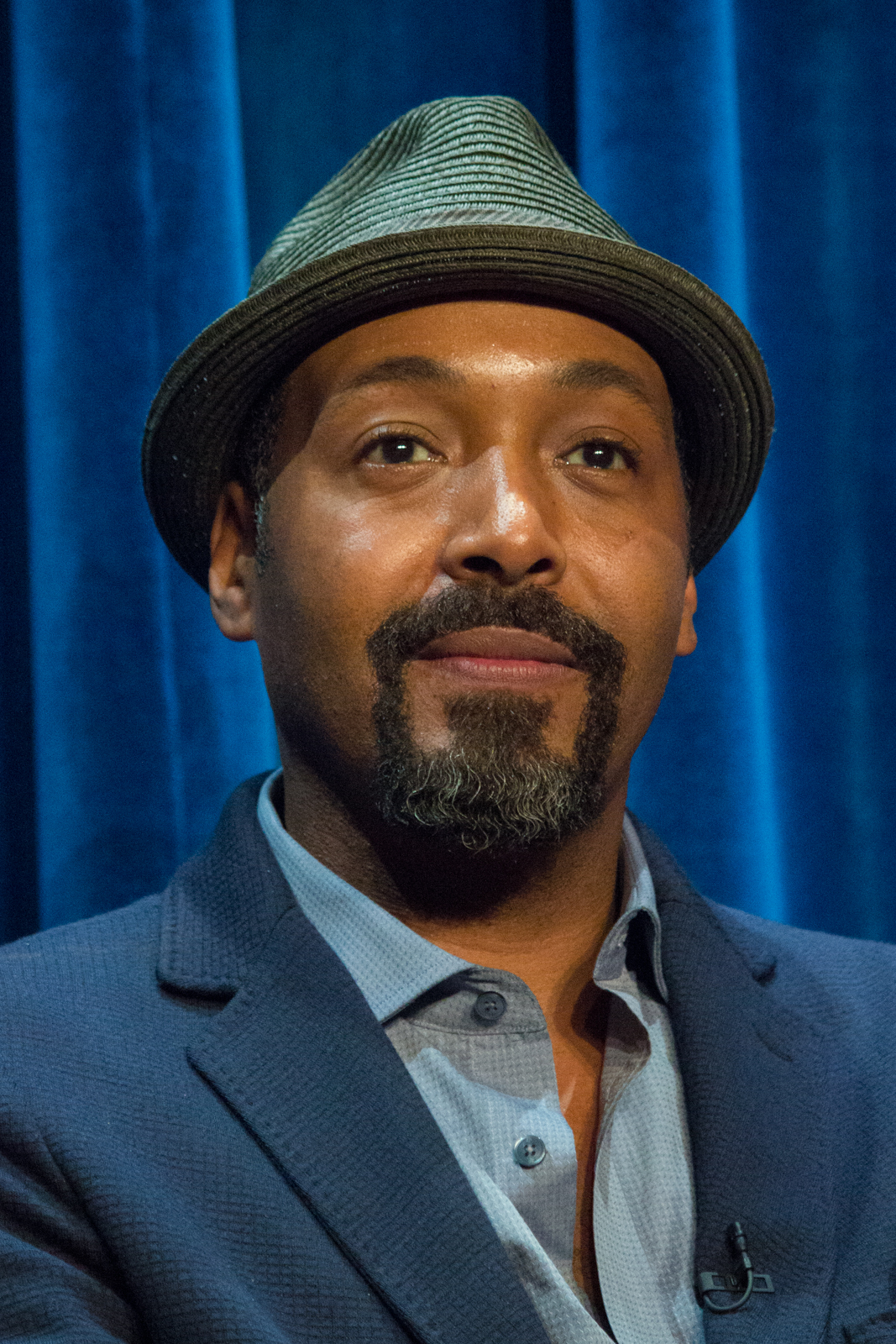
Jesse L. Martin interpreta il Detective Joe West.
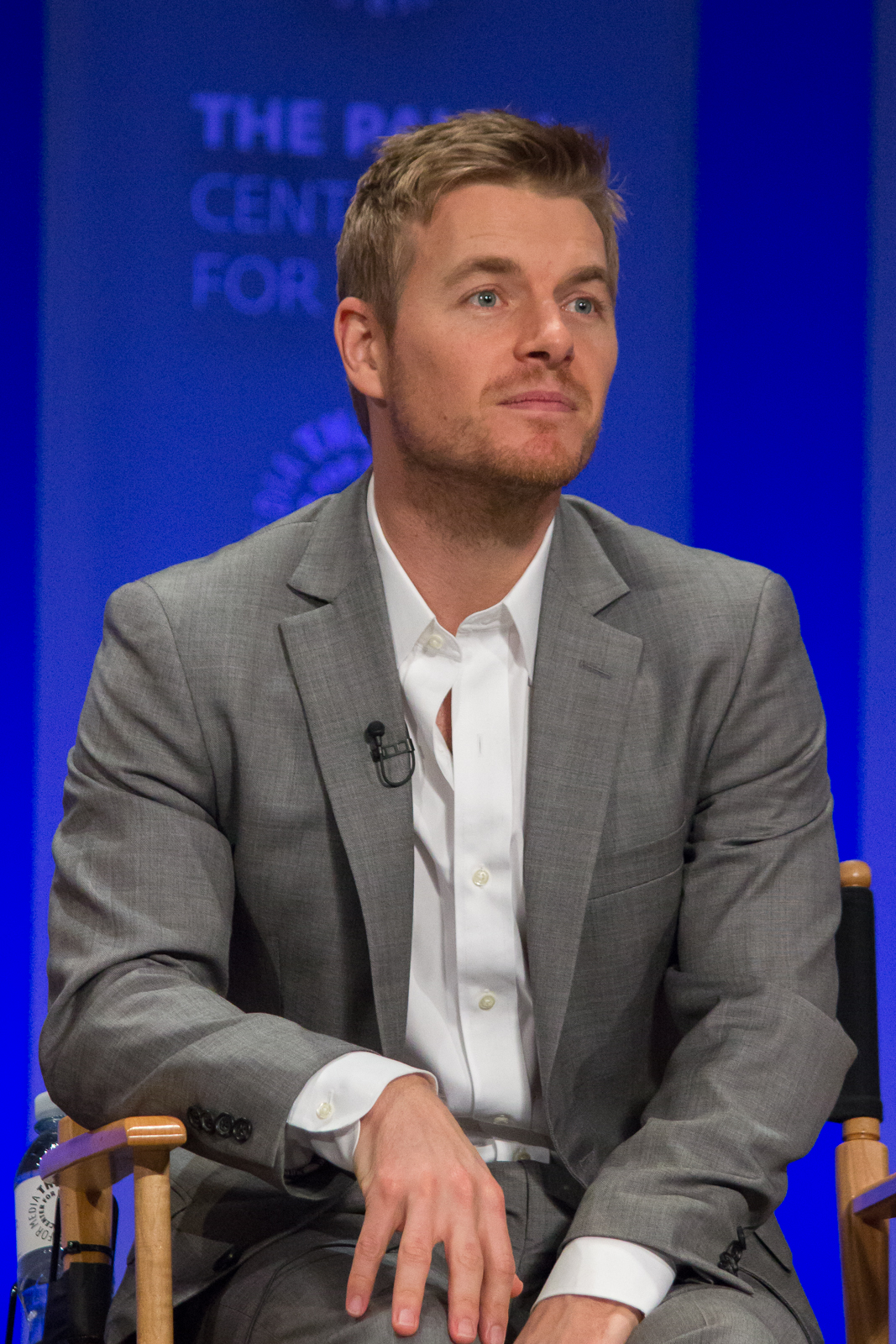
Rick Cosnett interpreta Eddie Thawne.
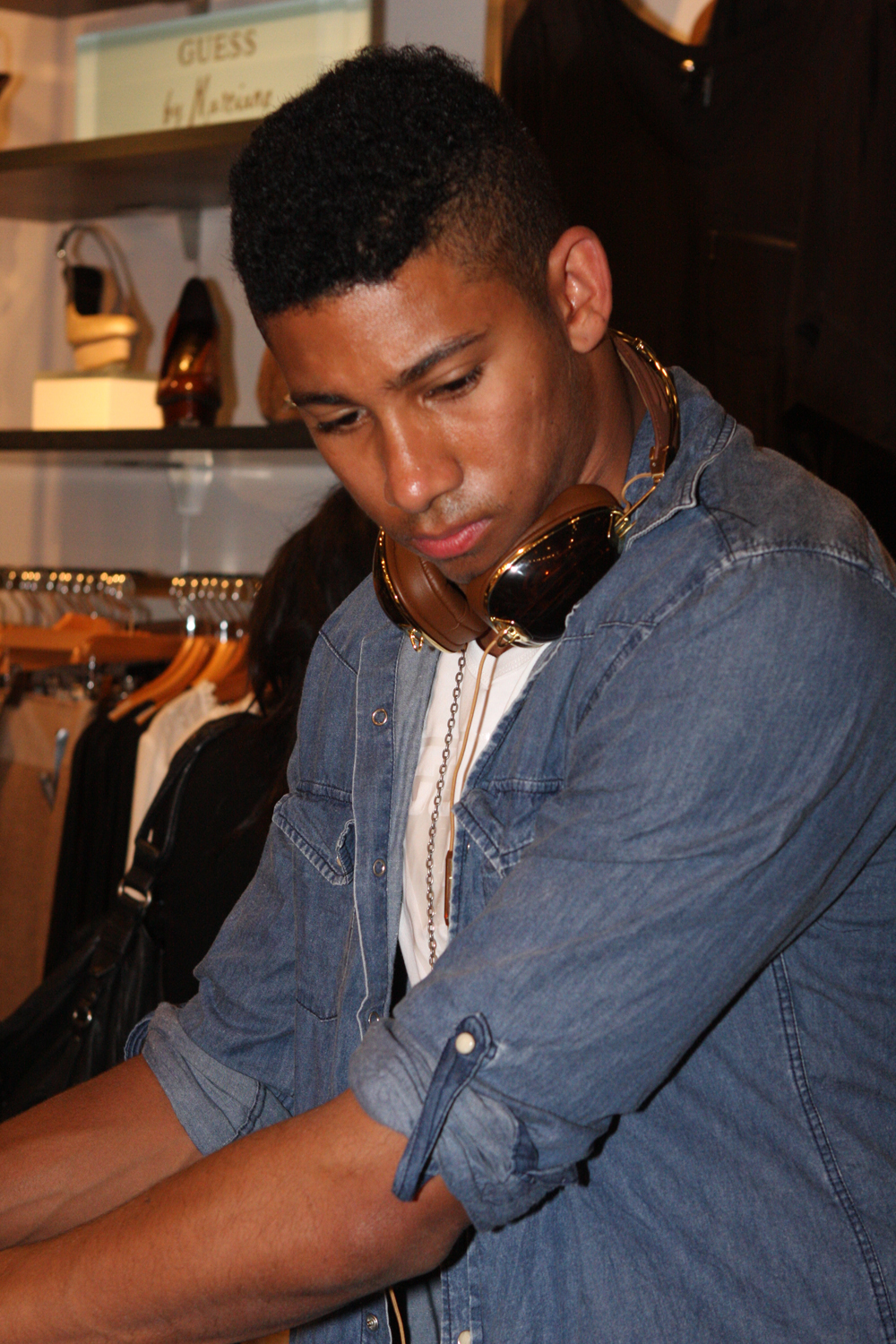
Keiynan Lonsdale interpreta Wally West/Kid Flash
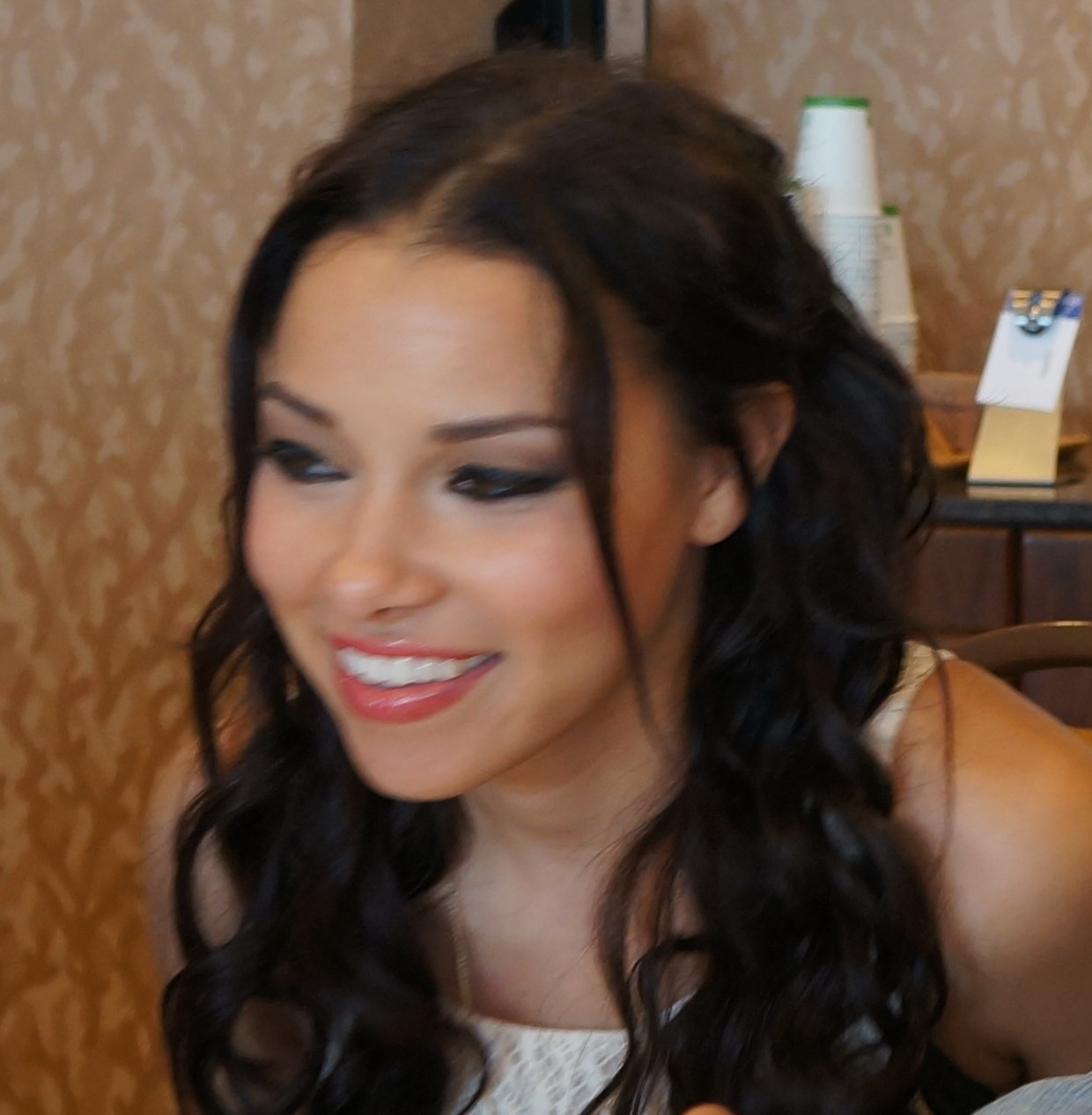
Jessica Parker Kennedy interpreta Nora West-Allen/XS
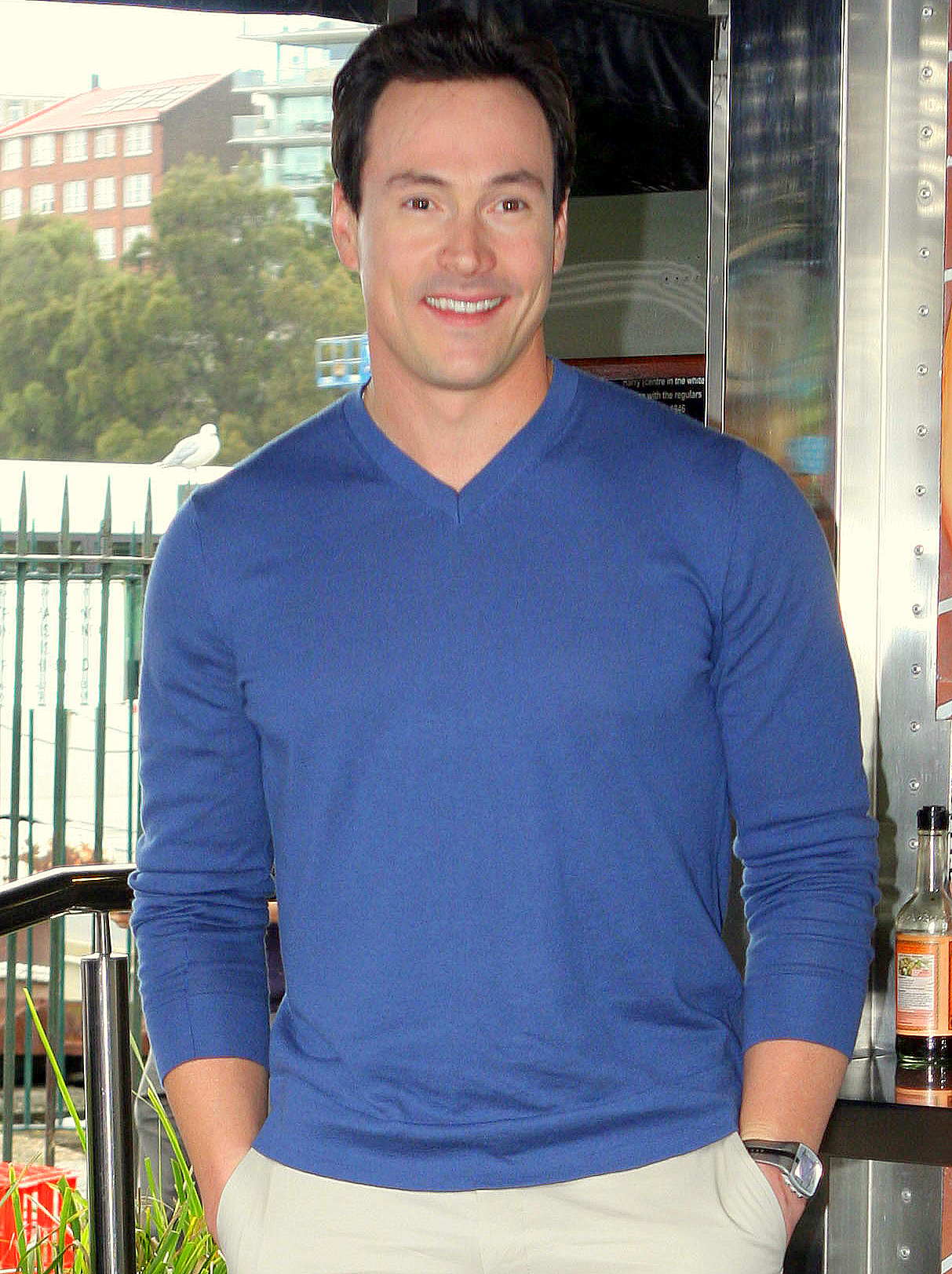
Chris Klein interpreta Cicada

### Allegra Garcia
(ricorrente stagione 6, stagioni 7-9), interpretata da Kayla Compton, doppiata da Marta Filippi. È una meta-umana con la capacità di manipolare l'energia elettromagnetica. È una criminale riformata ed ex membro della banda di Ultraviolet chiamata Aranas.Dopo aver liberato il suo nome dall'essere incorniciato dalla sua defunta cugina, Esperanza Garcia, Allegra è diventata una scrittrice del The Central City Citizen sotto il comando di Iris West-Allen e membra del Team Flash e Team Citizen. È anche la fidanzata di Chester P. Runk, un'amica/figlia surrogata del defunto Nash Wells e una cara amica della defunta Frost.

### Chester P. Runk
(guest star stagione 6,stagioni 7-9)                                                                                       Chester Phineas "Chuck" Runk è uno scienziato e streamer online a Central City. Dopo aver stabilizzato i suoi poteri e aver incontrato Barry Allen, è diventato un membro del Team Flash.Chester ha aiutato la squadra a combattere Eva McCulloch e le Forze. Dopo che Cisco ha lasciato il Team Flash e i Laboratori S.T.A.R. per diventare il prossimo direttore della tecnologia e della scienza dell’A.R.G.U.S., le sue responsabilità sono state trasferite a Chester che ora funge da principale supporto tecnico e specialista tecnico del team. Chester ha anche finito di costruire la macchina di suo padre per aiutare il Team Flash a eliminare i cloni di Godspeed.Dopo aver aiutato il Team Flash a convincere Barry a salvare la vita di Eobard Thawne e aver sconfitto Despero durante l'Armageddon, Chester è stato attaccato da Deathstorm ha lavorato con il Team Flash per fermarlo. Dopo aver sconfitto Deathstorm, Chester ha tenuto Allegra come loro due e il resto della squadra Flash ha pianto per aver sentito la notizia della morte di Frost.Un paio di settimane dopo, le versioni negative delle Forze si sono presentate e hanno restituito all’Anti-Flash la sua velocità, il che ha dimostrato che Barry aveva ragione a lasciare che Thawne muoia per sempre. Chester ha aiutato il Team Flash a combattere le Forze Negative, mentre Barry ha sconfitto e ucciso Thawne una volta per tutte salvando Central City ancora una volta. Chester è anche il fidanzato di Allegra Garcia.

## Personaggi secondari
Elenco dei personaggi che sono apparsi nella serie in ruoli secondari

### Introdotti nella prima stagione

#### Henry Allen; Jay Garrick/Flash II
Henry Allen (stagione 1-3), interpretato da John Wesley Shipp, doppiato da Stefano Benassi.
Padre di Barry, accusato per aver ucciso sua moglie Nora, ovvero, la madre di Barry. Viene scagionato dall'accusa di omicidio dopo che Barry consegna alle autorità un video dove Eobard confessa di essersi macchiato della morte di Nora. Nella seconda stagione decide di lasciare Central City. Viene ucciso da Hunter Zolomon. La sua morte è ciò che spingerà Barry a creare Flashpoint.
Jay Garrick
Il doppelganger di Henry Allen da Terra-3, il Flash di quel piano dimensionale. Viene catturato da Zoom che lo imprigiona, facendogli indossare una maschera di ferro. Nella quarta stagione Jay decide di ritirarsi dopo una missione con Barry e Jesse Quick, per poi tornare su Terra-3 e allenare una nuova velocista.
Nora Thompson Allen (stagione 1-in corso), interpretata da Michelle Harrison, doppiata da Emanuela Baroni.
Madre di Barry. Uccisa, quando suo figlio era ancora bambino, da Eobard Thawne.

#### Oliver Queen/Green Arrow
Oliver Queen/Green Arrow (stagione 1-9 in corso), interpretato da Stephen Amell, doppiato da Riccardo Rossi.
Oliver Queen è il protagonista della serie Arrow. Conobbe Barry a Starling City durante un'indagine a causa del Mirakuru. Quando Oliver venne ferito, Felicity Smoak chiese aiuto a Barry per salvarlo, venendo così a conoscenza della sua identità. I due divennero amici e la notte in cui Barry ritorna da Starling City viene colpito dal fulmine entrando in coma. Solo nove mesi dopo, quando Barry si risveglia dal coma, corre fino a Starling City per chiedere consiglio a Oliver su cosa fare dei suoi poteri. L'arciere gli risponde che lui grazie ai suoi poteri avrebbe potuto essere d'esempio per gli altri e salvare le persone in difficoltà. In entrambe le serie, quando i due personaggi si incontrano, vengono spesso messe in evidenza le loro diversità. Oliver è molto più violento e drastico, arrivando ad uccidere i criminali; Barry invece disdegna l'uso della violenza e in alcuni momenti ha anche criticato Oliver per questo. Ma nonostante tutto, entrambi si stimano a vicenda.

#### Ray Palmer/Atom
Ray Palmer/Atom (stagione 1-in corso), interpretato da Brandon Routh, doppiato da Marco Vivio.
Ricco industriale e stimato scienziato che utilizza la sua armatura ATOM per diventare un giustiziere. Molto amico di Oliver Queen. Diventerà uno dei protagonisti del secondo spin-off di Arrow, Legends of Tomorrow.

#### Felicity Smoak/Overwatch
Felicity Smoak/Overwatch (stagione 1-in corso), interpretata da Emily Bett Rickards, doppiata da Paola Majano.
È un membro del Team Arrow ed aiuta Oliver fin dalla prima stagione nella sua lotta al crimine a Starling City. Inizialmente lei e Barry provano dei sentimenti l'uno per l'altra essendo molto simili e avendo un'alchimia perfetta, ma alla fine rimangono solo buoni amici.

#### John Diggle/Spartan
John Diggle/Spartan (stagione 1-in corso), interpretato da David Ramsey, doppiato da Simone Mori.
È un membro del "Team Arrow" e formalmente la guardia del corpo di Oliver. La prima volta che incontra Barry rimane così colpito dai suoi poteri e dalla sua velocità da rimanere quasi senza parole.

#### Capitano David Singh
Capitano David Singh (stagioni 1-in corso), interpretato da Patrick Sabongui, doppiato da Roberto Gammino.
È il capitano del dipartimento di polizia di Central City in cui lavorano Barry, Joe ed Eddie.

#### Ronnie Raymond/Firestorm/Deathstorm
Ronald "Ronnie" Raymond/Firestorm/Deathstorm (stagioni 1-3, guest star stagione 8), interpretato da Robbie Amell, doppiato da Matteo Liofredi.
Ronnie era un ricercatore degli STAR Labs e fidanzato di Caitlin Snow. La notte in cui l'acceleratore di particelle subì un malfunzionamento decise di sacrificarsi drasticamente per salvare i presenti nell'edificio. Nonostante tutti credessero che fosse morto, in realtà le sue cellule si sono fuse con quelle del dottor Martin Stein, dando vita a un metaumano capace di dominare il fuoco, denominato "Firestorm". Dopo aver scoperto che Ronnie è ancora vivo, Caitlin dovrà salutarlo nuovamente dato che sia lui che il dottor Stein decidono di partire per andare da uno scienziato che li aiuterà a comprendere al meglio i loro poteri. Caitlin e Ronnie si sposeranno solamente nell'ultimo episodio della prima stagione, per poi morire all'inizio della seconda, sacrificandosi, unendosi con Stein diventando Firestorm, stabilizzando un wormhole che avrebbe risucchiato il pianeta. Ronnie tornerà nella seconda stagione come Deathstorm di Terra 2., il quale verrà ucciso da Zolomon. Nell’ottava stagione torna come antagonista sotto forma di Deathstorm, un mostro del caos che uccide per nutrirsi

#### Martin Stein
Martin Stein/Firestorm (stagioni 1-4), interpretato da Victor Garber, doppiato da Ambrogio Colombo.
È uno stimato scienziato, il giorno del malfunzionamento dell'acceleratore di particelle degli STAR Labs, le cellule di Ronnie Raymond si fusero con il suo corpo, rendendolo la seconda controparte di Firestorm. Diventerà uno dei protagonisti del primo spin-off di The Flash e il terzo spin-off di Arrow, Legends of Tomorrow. Muore nella terza stagione di Legends of Tomorrow  (episodio 8) per poter permettere agli amici (tra cui Barry e Oliver) di fuggire da Terra-x e tornare a casa.

#### Leonard Snart/Captain Cold
Leonard Snart/Captain Cold (stagioni 1-4), interpretato da Wentworth Miller, doppiato da Roberto Certomà.
È un criminale che appare a Central City nella prima stagione e che conosce l'identità di Flash. Snart è un uomo intelligente e riflessivo, ha fatto uso di una speciale pistola a raggi congelanti rubata agli STAR Labs che poteva inoltre rallentare la velocità di Barry. È molto freddo e calcolatore, studia accuratamente tutte le possibili varianti dei piani che attua per rubare ciò che desidera, compresi i tempi di reazioni di chiunque possa provare a fermarlo. A dispetto delle sue qualità criminali, Snart prova un enorme affetto per sua sorella minore Lisa, infatti è pronto a fare qualsiasi cosa per proteggerla, compreso allearsi con Barry che, dopo averlo visto combattere per una persona cara, gli farà capire che anche lui, se decidesse di abbracciare una giusta causa, potrebbe diventare un eroe. Diventerà uno dei protagonisti del primo spin-off di The Flash e il terzo spinoff di Arrow, Legends of Tomorrow. Per una curiosa coincidenza, Miller aveva dato la sua voce a Deathstroke in Young Justice nel 2013. Morirá nella 3ª stagione. Ricomparirá nel crossover : "Crisis on Earth-X", come la copia di Snart della Terra-X

#### Mick Rory/Heat Wave
Mick Rory/Heat Wave (stagioni 1-4), interpretato da Dominic Purcell, doppiato da Francesco Prando.
È il socio di Snart, rimase ustionato durante una rapina andata male, infatti metà del suo corpo è ricoperto da ustioni di terzo grado. Ha una vera ossessione per il fuoco. Diversamente da Snart, Mick ha carattere impulsivo e completamente privo di autocontrollo. Faceva uso di una speciale pistola lanciafiamme donatagli da Snart. Diventerà uno dei protagonisti del primo spin-off di The Flash e il terzo spin-off di Arrow, Legends of Tomorrow.

#### Tina McGee
Dr. Christina "Tina" McGee (stagione 1-2), interpretata da Amanda Pays, doppiata da Laura Boccanera.
Amanda Pays ha ricoperto il medesimo ruolo nella serie degli anni '90, in cui era una scienziata degli STAR Labs. Qui è il capo di una società rivale, vecchia conoscenza di Wells, con cui non parla più da quando egli è improvvisamente cambiato dopo l'incidente. Nonostante questo, Tina ignora che Wells è morto ed Eobard Thawne aveva preso il suo posto. Durante la prima stagione Thawne attacca il suo laboratorio come Anti-Flash per ottenere un prototipo di generatore di tachioni, un congegno gli permetterebbe di assorbire tanta velocità da poter viaggiare nel tempo per ritornare a casa, nel futuro. Nella seconda stagione parlando con Flash, dopo che lui l'aveva salvata da un attacco di Black Siren, gli confesserà che già da tempo aveva capito che lui e Barry Allen sono la stessa persona.

#### Linda Park; Dottor Light
Linda Park (stagione 1-2), interpretata da Malese Jow, doppiata da Joy Saltarelli.
È una giornalista e collega di lavoro di Iris. Lei e Barry intraprenderanno una breve relazione, ma lui la lascerà a causa dei sentimenti che prova per Iris. Lei e Barry rimangono buoni amici, inoltre le rivela di essere Flash.
La sua controparte di Terra 2 è una criminale metaumana che si fa chiamare Dottor Light. Nella serie a fumetti Linda è la moglie di Wally West, nipote di Iris e destinato a ricevere anch'egli il superpotere della velocità indossando il costume di Kid Flash.

#### Eobard Thawne/Anti-Flash
Eobard Thawne/Anti-Flash (stagione 1-in corso), interpretato da Matt Letscher, doppiato da Roberto Chevalier.
È un velocista proveniente dal 2151, si fa chiamare l'Anti-Flash. È stato lui, viaggiando indietro nel tempo, a uccidere la madre di Barry, anche se in realtà voleva uccidere lo stesso Allen. Non potendo più usare i suoi poteri (per aver consumato tutta la Forza di Velocità), non può più ritornare nel suo tempo. Dopo aver ucciso il vero dottor Harrison Wells e sua moglie causando un incidente stradale, assume la sua identità e le sue sembianze diventando il capo degli STAR Labs. Sviluppa l'acceleratore di particelle, sapendo subito che non avrebbe funzionato, con l'obiettivo di dare i poteri a Barry in anticipo e servirsene per tornare nel suo tempo. A tale scopo fa da mentore a Barry per aiutarlo a comprendere e sfruttare le potenzialità date dalla Forza di Velocità, ma i suoi insegnamenti e le descrizioni, basate sull'esperienza diretta, col tempo insospettiscono Barry e Joe. Il suicidio del suo antenato Eddie cambia la linea temporale ed Eobard smette di esistere. Tuttavia Thawne riappare anche nelle stagioni successive, prima come viaggiatore temporale al suo primo incontro con Flash, poi come prigioniero nella linea alternativa Flashpoint; Barry torna indietro alla fine della seconda stagione per impedirgli di uccidere la madre, ma è costretto a liberarlo quando comprende che la linea alternativa stava sovrascrivendo quella originale. L'Anti-Flash ricompare nella seconda stagione di Legends of Tomorrow, in cui viaggia avanti e indietro nel tempo e si allea con Malcolm Merlyn e Damien Darhk  e viene ucciso dal Flash Nero. In Crisi su Terra-X, Thawne ricompare con le sembianze di Wells, alla fine Barry lo sconfigge ma lo lascia andare, per dimostrarsi migliore di lui. Nella quinta stagione di The Flash Thawne è imprigionato ad Iron Heights nel 2049 e sta apparentemente collaborando con Nora West-Allen. Inoltre nel futuro ha affrontato Superman, battendolo. Eobard è uno dei velocisti più rapidi di sempre, poiché ha risolto l'equazione della Forza della Velocità, e ha migliorato le sue prestazioni tramite lo sfruttamento dei tachioni; per questo nella prima serie ruba (col costume di Anti-Flash) un congegno dei laboratori Mercury diretti da Tina McGee, un tempo amica di Wells; con esso cerca di ricaricarsi e resta sempre sulla sedia a rotelle fingendosi paraplegico. Il motivo che lo spinge ad aiutare Barry è duplice: capire maggiormente la natura del loro potere e preparare un piano di riserva nel caso sia scoperto. Eobard Thawne riesce a fasare attraverso le pareti vibrando tutto il corpo, a trafiggere le persone facendo vibrare solo la mano, a creare immagini di se stesso correndo ad alta velocità tra due posizioni; è anche un abile stratega, avendo pianificato ogni mossa per 15 anni e previsto stratagemmi di riserva, un bravo giocatore di scacchi e conosce il latino; ha cognizioni avanzate di meccanica, ingegneria, fisica e chimica; ha fatto costruire negli Star Labs una stanza segreta, la Volta Temporale, dove nasconde il costume, il congegno a tachioni e una finestra sul futuro controllata da Gideon, una AI futuristica creata dal futuro Barry che mostra un giornale del 2024, grazie al quale scopre immediatamente i cambiamenti alla linea temporale.

#### Dante Ramon
Dante Ramon, interpretato da Nicholas Gonzalez.
Il fratello di Cisco Ramon. È molto ricco e spesso prende in giro il fratello, che si è ridotto a fare da assistente di laboratorio. Col tempo però i due finiranno per legare molto di più e si aiuteranno a vicenda come veri fratelli. A seguito di Flashpoint Dante muore in un incidente stradale. La sua controparte di Terra-2 è un criminale metaumano chiamato Rupture che fa parte del gruppo di Zoom.

#### Mason Bridge
Mason Bridge (stagione 1), interpretato da Roger Howarth, doppiato da Nanni Baldini.
È uno stimato giornalista, vincitore di due premi Pulitzer, e collega di lavoro di Iris. Quando indagherà su Harrison Wells, alias Eobard Thawne, verrà ucciso da quest'ultimo.

#### Mark Mardon / Mago del Tempo
Mark Mardon/Mago del Tempo (stagione 1-2, 5), interpretato da Liam McIntyre, doppiato da Fabio Boccanera.
È un metaumano con il potere di controllare gli agenti atmosferici. Anche suo fratello Clay aveva lo stesso potere, entrambi lo hanno ottenuto tramite l'acceleratore di particelle degli STAR Labs. Dopo la morte di Clay, nel primo episodio, Mark diventa l'unico con questo potere. Quando Mark si apprestava a distruggere Central City, Barry, per poterlo fermare, ritorna indietro nel tempo di un giorno e alla fine riesce a catturarlo. Riesce poi a liberarsi grazie all'aiuto di Leonard Snart, e affronterà nuovamente Barry avvalendosi della collaborazione di James Jesse, ma il velocista scarlatto li sconfiggerà entrambi facendoli arrestare.

#### Lisa Snart/Golden Glider
Lisa Snart/Golden Glider (stagione 1-2), interpretata da Peyton List, doppiata da Laura Lenghi.
È la sorella di Leonard Snart, ed è una criminale. Al pari del fratello è astuta e competente e utilizza una pistola tecnologicamente avanzata degli STAR Labs, creata da Cisco. Nonostante le enormi differenze di personalità e stile di vita, Lisa è molto attratta da Cisco e col tempo i due legano, tanto che la donna arriva a definirlo il suo primo ed unico amico. I due arriveranno anche a baciarsi.

#### Shawna Baez/Peek-A-Boo
Shawna Baez/Peek-A-Boo (stagioni 1, 4), interpretata da Britne Oldford, doppiata da Virginia Brunetti.
È una metaumana, possiede il potere di teletrasportarsi ovunque voglia, ma a condizione che riesca a vedere il punto preciso in cui vuole teletrasportarsi. Si avvale dei suoi poteri per compiere le sue attività criminali.

#### Hartley Rathaway/Pifferaio
Hartley Rathaway/Pifferaio (stagione 1-in corso), interpretato da Andy Mientus, doppiato da Alessandro Sanguigni.
Un tempo era un giovane e promettente ricercatore degli STAR Labs, serio, arrogante e presuntuoso, rivale di Cisco. Usando la sua tecnologia diventa un criminale, utilizzando congegni che generano potenti ultrasuoni ad alta frequenza. È diventato malvagio proprio a causa di Eobard Thawne mentre questi fingeva di essere Wells, dal momento che lo avvertì che l'acceleratore di particelle sarebbe saltato in aria ma lui, già consapevole di questo, non lo ascoltò e lo fece cacciare, ciò inasprì molto anche il rapporto con i suoi genitori con cui perde i contatti. Quando Barry (nella seconda stagione) torna indietro nel tempo al momento della sua cattura per farsi rivelare da Eobard come diventare più veloce, inconsapevolmente avvia una catena secondaria di eventi che fanno redimere Hartley, che diventa amico sia di Cisco che di Caitlin, in buoni rapporti con i propri genitori e anche amico di Barry ed è lui a salvarlo dalla furia del tempo che lo stava per uccidere usando le frequenze ultrasoniche dei suoi guanti. Nella serie a fumetti utilizza un flauto il cui suono ipnotizza la gente.

#### William Tockman/Re degli Orologi
William Tockman/Re degli Orologi (stagione 1), interpretato da Robert Knepper, doppiato da Carlo Valli.
È un rapinatore di banche ed ex dipendente delle Industrie Kord. Ha la sindrome di MacGregor, una malattia terminale. Invece di utilizzare il denaro che ha rubato per curarsi, l'ha usato per la sorella che soffre di fibrosi cistica. Il personaggio è apparso prima in Arrow nell'episodio 2x14 e poi in The Flash nell'episodio 1x07.

#### Brie Larvan/Bug-Eyed Bandit
Brie Larvan/Bug-Eyed Bandit (stagione 1), interpretata da Emily Kinney, doppiata da Erica Necci.
È un ex ingegnere meccanico dei Laboratori Mercury, in grado di controllare api robotiche velenose costruite da lei stessa. È stata sconfitta da Felicity Smoak che l'ha definita la sua nemesi.

#### Grodd
Grodd,doppiato in originale da David Sobolov e in italiano da Massimo Corvo.
Un gorilla "adottato" da Eobard quando questi aveva le sembianze di Wells. Il generale Wade Eiling,all'epoca collaboratore di Thawne/Wells, gli iniettò diverse sostanze che avrebbero dovuto donargli poteri psichici. Tuttavia l'esperimento fallì e Thawne impedì a Eiling di continuare i suoi esperimenti. In seguito all'esplosione dell'acceleratore la materia oscura si mischiò ai sieri iniettatigli da Eiling e gli donò una grande intelligenza oltre a telecinesi e telepatia. Visto che Eobard lo ha salvato dai crudeli esperimenti a cui doveva essere sottoposto,lo considera un padre e farebbe di tutto per lui, cosa che il malvagio velocista ha spesso usato a suo vantaggio.

#### Hannibal Bates/Everyman
Hannibal Bates/Everyman (stagione 1), interpretato da Martin Novotny.
È un mutaforma, che riesce a ricopiare le fattezze di una persona toccandola.

#### Wade Eiling
Generale Wade Eiling (stagione 1-in corso), interpretato da Clancy Brown, doppiato da Sandro Iovino.
Generale dell'esercito americano interessato al progetto Firestorm.

#### Clyde Mardon
Clyde Mardon (stagione 1), interpretato da Chad Rook, doppiato da Paolo Vivio. 
Fratello di Mark Mardon, è anche lui un metaumano capace di controllare il tempo.

#### Jake Simmons/Deathbolt
Jake Simmons/Deathbolt (stagione 1), interpretato da Doug Jones, doppiato da Fabrizio Manfredi.
È un metaumano, appena arrivato a Starling City inizia a mietere vittime con i suoi poteri, ma Ray Palmer lo sconfigge con la sua armatura A.T.O.M. Dopo averlo battuto lo porta a Central City. Jake riappare nello spin-off della serie, The Flash, dove viene ucciso dal criminale Leonard Snart.

#### James Jesse/Trickster
James Jesse/Trickster (stagioni 1-2), interpretato da Mark Hamill, doppiato da Giorgio Lopez.
James Jesse era un criminale che si faceva chiamare Trickster, ma operava circa 20 anni prima che la serie cominci; nella prima stagione Joe West porta Barry a conoscerlo quando appare un nuovo criminale che usa il suo nome e i suoi trucchi; in seguito scopriranno che era un piano di Jesse per evadere con l'aiuto del suo imitatore, Axel Walker, in realtà suo figlio. Ne esiste almeno una versione alternativa sulle altre Terre, e durante la terza stagione in una di queste lo si vede affrontare Flash/Jay Garrick. Rispetto al fumetto nome e cognome sono stati invertiti; in origine si chiamava Jesse James; Trickster è apparso anche nella serie tv Flash degli anni 90, sempre col volto di Mark Hamill e la voce di Giorgio Lopez.

### Introdotti nella seconda stagione

#### Patty Spivot
Patty Spivot (stagione 2), interpretata da Shantel VanSanten e doppiata da Chiara Gioncardi.
Patty non ha gran simpatia per i criminali metaumani, in particolare Mark Mardon che uccise suo padre; per questo ha scelto di entrare in polizia; avrà una storia complicata con Barry che si concluderà nell'episodio 11, quando Patty lascerà Central City per andare a studiare in un'altra città per far parte della polizia scientifica; rivela a Barry, anche se lui non glielo conferma, che è a conoscenza del fatto che lui sia Flash.

#### Hunter Zolomon/Zoom/Flash Nero
Interpretato da Teddy Sears come Hunter Zolomon, mentre come Zoom viene interpretato da Ryan Handley e doppiato in originale da Tony Todd.In italiano è doppiato da Simone D'Andrea come Hunter Zolomon e da Michele Gammino come Zoom.Hunter Zolomon è un serial killer di Terra-2 arrestato e per 23 omicidi Quando l'acceleratore di particelle esplose, la materia oscura entrò nel manicomio dove era rinchiuso, donandogli il potere della super-velocità. L'uomo cercò di potenziarsi attraverso il siero Velocity, che gli donò abilità uniche per un velocista (come afferrare fulmini e viaggiare fra le dimensioni),ma lo condannò ad una morte lenta e dolorosa. Quando si formano dei portali fra il suo mondo e Terra-1 il velocista scopre l'esistenza di Flash e capisce che la velocità di quest'ultimo è l'unica cosa che può guarirlo. Così gli manda contro diversi metaumani della sua terra, sperando che lui li sconfigga diventando più forte,così potrà assorbire da lui molto più potere. Alla fine riesce nel suo intento (sebbene Barry in seguito riacquisisca la velocità),ma, ormai totalmente impazzito (probabilmente a causa del siero Velocity) decide di usare il macchinario noto come Magnetar per distruggere il multiverso,ma viene fermato e sconfitto da Barry e raggiunto dagli spettri del tempo (gli "esecutori" della Forza della Velocità),che gli consumano il volto ed il costume e lo privano della vista e della volontà, trasformandolo nel Flash Nero,un essere demoniaco che uccide i velocisti che non seguono le regole della Forza della Velocità.
Riappare in Legends of Tomorrow, come inseguitore di Eobard Thawne, che tramite i residui temporali è riuscito a sfuggire alla cancellazione dall'esistenza che avrebbe dovuto provocargli la morte del suo antenato Edward "Eddie" Thawne. Nell'ultimo episodio della terza stagione di The Flash, tenta di uccidere Savitar quando questi apre un portale per la Forza della Velocità. Viene però congelato da Caitlin Snow, divenuta alleata di Savitar. Quest'ultimo afferma che l'unica cosa capace di sconfiggere il Flash Nero è il freddo, e questa è l'unica occasione in cui Hunter viene chiamato con questo nome.

#### Jefferson Jackson/Firestorm
Jefferson "Jax" Jackson/Firestorm (stagione 2-4), interpretato da Franz Drameh, doppiato da Federico Campaiola.
Diventerà uno dei protagonisti del primo spin-off di The Flash e il terzo spin-off di Arrow, Legends of Tomorrow.

#### Carter Hall/Hawkman
Carter Hall/Hawkman (stagione 2), interpretato da Falk Hentschel, doppiato da Danilo Di Martino. Diventerà uno dei protagonisti del primo spin-off di The Flash e il terzo spin-off di Arrow, Legends of Tomorrow.

#### Kendra Saunders/Hawkgirl
Kendra Saunders/Hawkgirl (stagione 1-2), interpretata da Ciara Renée, doppiata da Benedetta Degli Innocenti. Diventerà uno dei protagonisti del primo spin-off di The Flash e il terzo spin-off di Arrow, Legends of Tomorrow.

#### Jesse Wells/Jesse Quick
Jesse Wells/Jesse Quick (stagione 2-in corso), interpretata da Violett Beane, doppiata da Erica Necci.
È la figlia di Harrison Wells di Terra-2, viene presa in ostaggio e imprigionata da Zoom. Quest'ultimo minaccia il dottor Wells di Terra-2, e lo costringe a rubare la velocità di Flash. Durante il tentativo di ridare a Barry la velocità, Jesse e Wally West (con cui avrà una storia a distanza) vengono colpiti dalla materia oscura; nella terza stagione Jesse ritorna su Terra-1 e mostra di poter attingere alla Forza di Velocità, oltre ad aver intrapreso la carriera di supereroina. Tornerà poi per chiedere al Team Flash di andare su Terra-2 per liberare suo padre a Gorilla City. Insieme a Wally e Barry fermerà Grodd e il suo esercito mentre invadono Central City. Nella quarta stagione si scopre che ha cacciato Harry dal suo team e poi rompe con Wally. Tornerà su Terra-1 per parlare con suo padre e si troverà a tentare di disinnescare una bomba nucleare con Barry e Jay Garrick.

#### Shay Lamden/King Shark
Shay Lamden/King Shark,doppiato in originale da David Hayter ed in italiano da Enrico Pallini.
Un abitante di Terra-2 divenuto un ibrido umano-squalo a causa dell'acceleratore di particelle. Fa parte del gruppo di metaumani al servizio di Zoom ed andrà su Terra-1 per uccidere Flash come lui gli ha ordinato, ma finirà per rimanervi bloccato quando i portali fra le due terre verranno chiusi. La sua controparte su Terra-1 è un biologo marino rimasto ucciso nell'esplosione dell'acceleratore.

#### Lyla Michaels
Lyla Michaels (stagione 2-in corso), interpretata da Audrey Marie Anderson, doppiata da Tiziana Avarista.
La moglie di John Diggle e direttrice dell'ARGUS.

### Introdotti nella terza stagione
Eve Teschmacher (stagione 3), interpretata da Andrea Brooks, doppiata da Monica Volpe. È l'assistente di James Olsen alla CatCo Media su Terra-38. Brooks riprende il suo ruolo da Supergirl.
Lily Stein (stagione 3), interpretata da Christina Brucato. È una scienziata figlia di Martin Stein.

#### Julian Albert Desmond/Dottor Alchemy
Julian Albert Desmond/Dottor Alchemy (stagione 3), interpretato da Tom Felton, doppiato da Flavio Aquilone.
Nuovo detective della Polizia di Central City e collega di Barry. Aveva una sorella, Emma Desmond, che morì da giovane. Anni dopo un'allucinazione della sorella, in realtà Savitar sotto mentite spoglie, lo convince a cercare la Pietra Filosofale. Soggiogato da Savitar assume l'identità di Dottor Alchemy cominciando a trasformare in metaumani coloro che lo erano in Flashpoint. Dopo che Julian viene liberato dal giogo di Savitar si unisce al Team Flash e si innamora di Caitlin, prima che questa diventi Killer Frost. Nella quarta stagione si scopre che ha lasciato il team e si è trasferito a Londra.

#### Samuel Scudder/Mirror Master
Samuel Scudder/Mirror Master (stagione 3), interpretato da Grey Damon, doppiato da Luigi Morville.
È un ladro, ex socio di Leonard Snart, l'esplosione dell'acceleratore di particelle degli S.T.A.R. Labs gli diede il potere di attraversare le superfici riflettenti.

#### Edward Clariss/The Rival
Edward Clariss/The Rival (stagione 3), interpretato da Todd Lasance, doppiato da Massimo Triggiani.
Nella linea temporale alternativa che Barry ha creato cambiando il passato (salvando Nora da Eobard) chiamata Flashpoint, Clariss era un supervelocista rivale di Wally, ma Joe lo uccide con un colpo di pistola. Quando Barry resetterà la linea temporale lasciando morire Nora, Clariss riceverà da Alchemy i poteri che aveva in Flashpoint, ma Savitar lo ucciderà.

#### Frankie Kane/Magenta
Frankie Kane (stagione 3), interpretata da Joey King, doppiata da Lucrezia Marricchi.
Una ragazza affetta da doppia personalità che ha ottenuto poteri di controllo sul magnetismo grazie ad Alchemy. Alla fine, grazie all'aiuto di Barry, riesce a sopprimere la sua personalità malvagia.

#### Carla Tannhauser
Dr. Carla Tannhauser (stagione 3), interpretata da Susan Walters, doppiata da Cristina Boraschi.
È la madre di Caitlin, un'affermata ricercatrice. Quando suo marito morì il rapporto tra lei e la figlia ne risentì molto. Gestisce le Tannhauser Industries, un'azienda poco fuori Central City. Nella terza stagione Caitlin va da lei per trovare una soluzione a Killer Frost, ma invano.

#### Music Meister
Music Meister (stagione 3), interpretato da Darren Criss e doppiato da Nanni Baldini, è un essere extra dimensionale con la capacità di ipnotizzare le persone con i suoi occhi, spedendoli in un mondo onirico da lui creato che gli permette di sottrarre le loro abilità.

#### Rosalind Dillon/Top
Rosalind Dillon/Top (stagione 3), interpretata da Ashley Rickards, doppiata da Valentina Stredini.La ragazza di Sam Scudder/Mirror Master. Ha ottenuto il potere di far perdere il senso dell'equilibrio alla persone guardandole negli occhi.

#### Abra Kadabra
Abra Kadabra (stagione 3), interpretato da David Dastmalchian, doppiato da Marco Mete.
Un criminale del 64º secolo che utilizza una tecnologia talmente avanzata da sembrare magia.

#### Kara Zor-El/Kara Danvers/Supergirl
Kara Zor-El/Kara Danvers/Supergirl (stagione 3-in corso), interpretata da Melissa Benoist, doppiata da Veronica Puccio.

#### J'onn J'onzz/Martian Manhunter
J'onn J'onzz / Martian Manhunter (stagione 3-in corso), interpretato da David Harewood, doppiato da Paolo Marchese.

#### Cynthia/Gypsy
Cynthia / Gypsy (stagione 3-in corso), interpretata da Jessica Camacho, doppiata da Emanuela Damasio.
Una metaumana, cacciatrice di taglie di Terra-19, che lavora per i Collettori ed ha gli stessi poteri di Cisco Ramon. Nella terza stagione arriverà su Terra-1 per catturare HR, ma viene convinta a tornare sulla sua terra senza di lui e facendo credere ai suoi superiori che è morto. Durante un viaggio su Terra-2 verrà catturata a Gorilla City e costretta da Grodd ad aprire un varco per Central City. Nella quarta stagione si scopre che ha iniziato a frequentare Cisco, ma i due in seguito si lasceranno.

#### Tracy Brand
Tracy Brand (stagione 3-in corso), interpretata da Anne Dudek, doppiata da Francesca Manicone.
Una scienziata alleata del Team Flash che ha creato la tecnologia nel futuro per distruggere Savitar. Nella première della quarta stagione si scopre che è una degli scienziati che hanno aiutato Cisco a costruire il dispositivo per liberare Barry.

### Introdotti nella quarta stagione

#### Ramsey Deacon/Kilgore
Ramsey Deacon/Kilgore (stagione 4-in corso), interpretato da Dominic Burgess, doppiato da Leonardo Graziano.
Rebecca Sharpe/Hazard (stagione 4-in corso), interpretata da Sugar Lyn Beard, doppiata da Daniela Abruzzese. Una meta-umana con il potere di manipolare la fortuna in suo favore. Il suo corpo verrà occupato da Devoe.

#### Marlize DeVoe/Mechanic
Marlize DeVoe / Mechanic (stagione 4-in corso), interpretata da Kim Engelbrecht, doppiata da Laura Amadei.
Un'ingegnera intelligente che progetta dispositivi per DeVoe, con la quale è sposata. All'inizio rimarrà fedele al marito fino a quando non comprenderà che è diventato un folle, ribellandosi.

#### Josh/Breacher
Josh/Breacher (stagione 4-in corso), interpretato da Danny Trejo, doppiato da Saverio Moriones.
È il padre di Gypsy, proveniente da Terra-19, all'inizio si dimostra ostile verso Cisco (tanto che gli dà la caccia per un giorno intero minacciando di ucciderlo e, scambiando Ralph per una creatura appartenente a una specie che minacciò di invadere il suo mondo, tenta di ucciderlo venendo poi fermato da Cisco), ma poi è a lui che si rivolge quando i suoi poteri spariscono e quando Cisco gli dice che i suoi poteri sono spariti perché ormai è troppo anziano, (infatti l'utilizzo di quel tipo di potere comporta un grande dispendio di energia), propone a Cisco di prendere il suo posto, in modo tale che possa anche passare più tempo con Gypsy.

#### Amunet Black/Blacksmith
Amunet Black/Blacksmith (stagione 4-in corso), interpretata da Katee Sackhoff, doppiata da Irene Di Valmo.
È una meta-umana che gestisce un mercato nero segreto di super criminali meta-umani.

## Guest star
Elenco di guest star ricorrenti che sono apparse nella serie in ruoli minori o in camei comunque significativi.

### Introdotti nella prima stagione

#### Roy Bivolo/Rainbow Rider
Roy Bivolo/Rainbow Rider (stagione 1), interpretato da Paul Anthony, doppiato da Ambrogio Colombo.
È un metaumano che ha il potere di scatenare la rabbia nelle persone quando le guarda negli occhi. Nei fumetti Roy non è un metaumano, ma solo un pittore daltonico che usando degli occhiali speciali può scatenare nelle persone diversi stati d'animo, a seconda del colore del raggio ottico che i suoi occhiali proiettano.

#### Gideon
Gideon (stagioni 1-2, 4-in corso), doppiata da Morena Baccarin, doppiata in italiano da Simona D'Angelo.
È un'I.A. creata da Barry Allen e usata anche da Eobard Thwane.

#### Quentin Lance
Capitano Quentin Lance (stagione 1), interpretato da Paul Blackthorne, doppiato da Massimo Rossi.
È il capitano della polizia di Starling City e padre di Laurel Lance / Black Canary e Sara Lance/White Canary

#### Tess Morgan
Tess Morgan (stagione 1), interpretata da Bre Blair.
Moglie di Harrison Wells di Terra-1, muore in un incidente stradale causato da Eobard Thawne.

#### Kyle Nimbus/The Mist
Kyle Nimbus / The Mist (stagione 1), interpretato da Anthony Carrigan, doppiato da Riccardo Scarafoni.
È un metaumano che ha il potere di trasformarsi in una nebbia velenosa.

#### Dinah Laurel Lance/Black Canary
Dinah Laurel Lance / Black Canary (stagione 1-in corso), interpretata da Katie Cassidy, doppiata da Domitilla D'Amico
È un membro della squadra di Oliver, eroina di Starling City. Nella seconda stagione, Zoom recluterà la sua controparte di Terra-2, Black Siren, che ha lo stesso potere (l'urlo sonico) dovuto però non alla tecnologia ma all'esposizione al reattore degli Star Labs. Black Siren sarà imprigionata durante l'assalto delle forze di Zoom contro Terra-2, ma verrà liberata da Prometheus nella quinta stagione di Arrow.

#### Tony Woodward/Girder
Tony Woodward/Girder (stagioni 1-2), interpretato da Greg Finley, doppiato da Francesco Venditti.
È un metaumano, reso tale dell'acceleratore di particelle degli STAR Labs. Ha il potere di trasformare il corpo in metallo. Lui e Barry erano compagni di scuola quando erano piccoli. Tony decide di usare i suoi poteri per darsi alla criminalità, ma Barry dopo diversi tentativi riesce a sconfiggerlo e a rinchiuderlo nella prigione per i metaumani degli STAR Labs. Verrà poi ucciso dal metaumano Farooq Gibran/Blackout dopo essere stato liberato da Wells/Thawne.

#### Axel Walker/Trickster
Axel Walker/Trickster (stagione 1), interpretato da Devon Graye e doppiato da Francesco Pezzulli. Il figlio di James Jesse/ Trickster e della sua ex-complice compagna Zoey Clark (alias Prank), ha seguito le orme del padre, diventando un criminale ed usando i suoi gadget. Tuttavia,a differenza di Jesse,non è psicopatico.

### Introdotti nella seconda stagione

#### Eddie Slick/Sand Demon
Eddie Slick/Sand Demon (stagione 2), interpretato da Kett Turton.Un metaumano di Terra-2 con il potere di trasformare il suo corpo in sabbia. I suoi unici punti deboli sono la lontananza dall'acqua, che rende secco il suo corpo, e l'alto calore, che lo trasforma in vetro.
La sua controparte di Terra-1 è un piromane senza poteri.

### Introdotti nella sesta stagione
Dott. Ramsey Rosso/Bloodwork (stagione 6), interpretato da Sendhil Ramamurthy e doppiato da Ruggero Andreozzi
Joseph Carver (stagione 6), interpretato da Eric Nenninger e doppiato da Giorgio Borghetti

### Introdotti nella settima stagione
Bart Allen/lmpulse (stagione 7), interpretato da Jordan Fisher.
Figlio di Barry e Iris e fratello minore di Nora.
Nel 2049 Bart è il supereroe lmpulse e opera a Central City assieme alla sorella Nora. ll suo nemico principale è Godspeed, colpevole dell'uccisione Jay Garrick, che Bart considerava il suo mentore. Quando Godspeed usa il tapis roulant esposto al museo di Flash per tornare indietro nel tempo, Bart e Nora decidono di seguirlo per fermarlo, incontrando così i genitori.
August Heart/Godpseed (stagione 7), interpretato da Karan Oberoi.
Desideroso di correre più veloce della luce, August uccide Jay Garrick davanti a lmpulse, consacrandolo come suo rivale, dando vita allo stesso rapporto che ha sempre differenziato Barry e Thawne. Sfruttando il tapis roulant nel museo di Flash, August torna indietro nel tempo creando una quantità spropositata di suoi cloni, che si dividono in due fazioni: una metà aiuta August nel cercare di rubare la velocità a Flash, mentre l'altra vuole uccidere August, che nel frattempo ha perso la memoria.

#### Solovar
Solovar,doppiato in originale da Keith David. Il meta-gorilla telepatico a capo di Gorilla City.
- Lossen Chambers as Dr. Ambres[19]
- Kiana Madeira as Spencer Young / Spin
- Kyle Secor as Thomas Snow / Icicle
- Daniel Cudmore as William Lang / Gridlock[20]
- Erin Cummings as Vanessa Jansen / Block[21]
- Marty Finochio as Bruno Moretti[22]
- Troy James as Peter Merkel / Rag Doll
  - Phil LaMarr voices Rag Doll[23]
- Reina Hardesty as Joslyn "Joss" Jackam / Weather Witch[24][25]

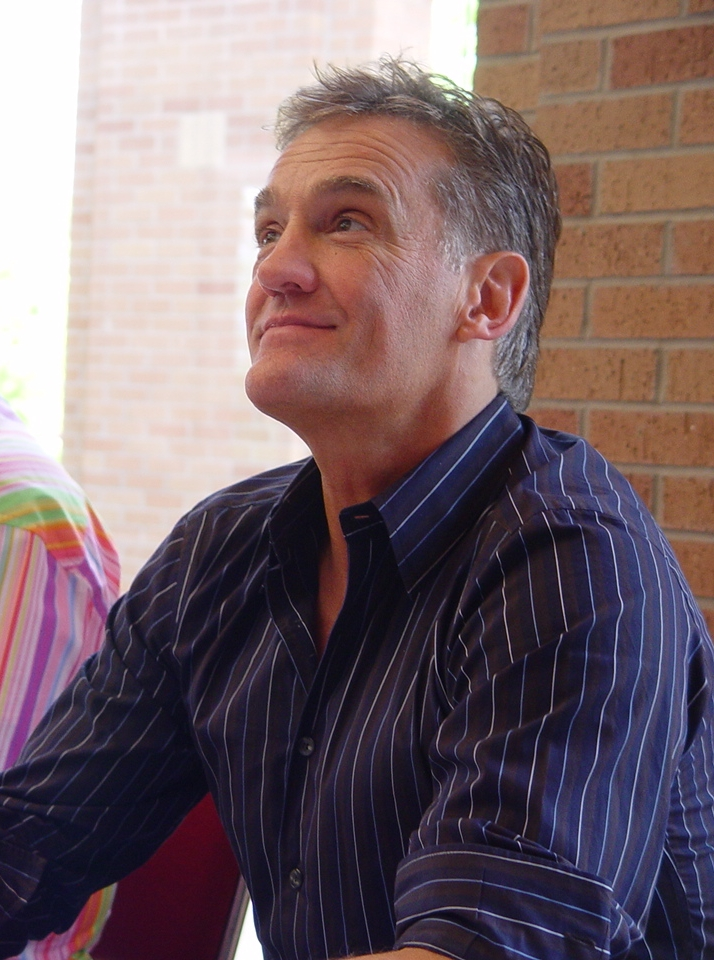
John Wesley Shipp interpreta Henry Allen; Jay Garrick e Berry Allen/Flash di Terra 90
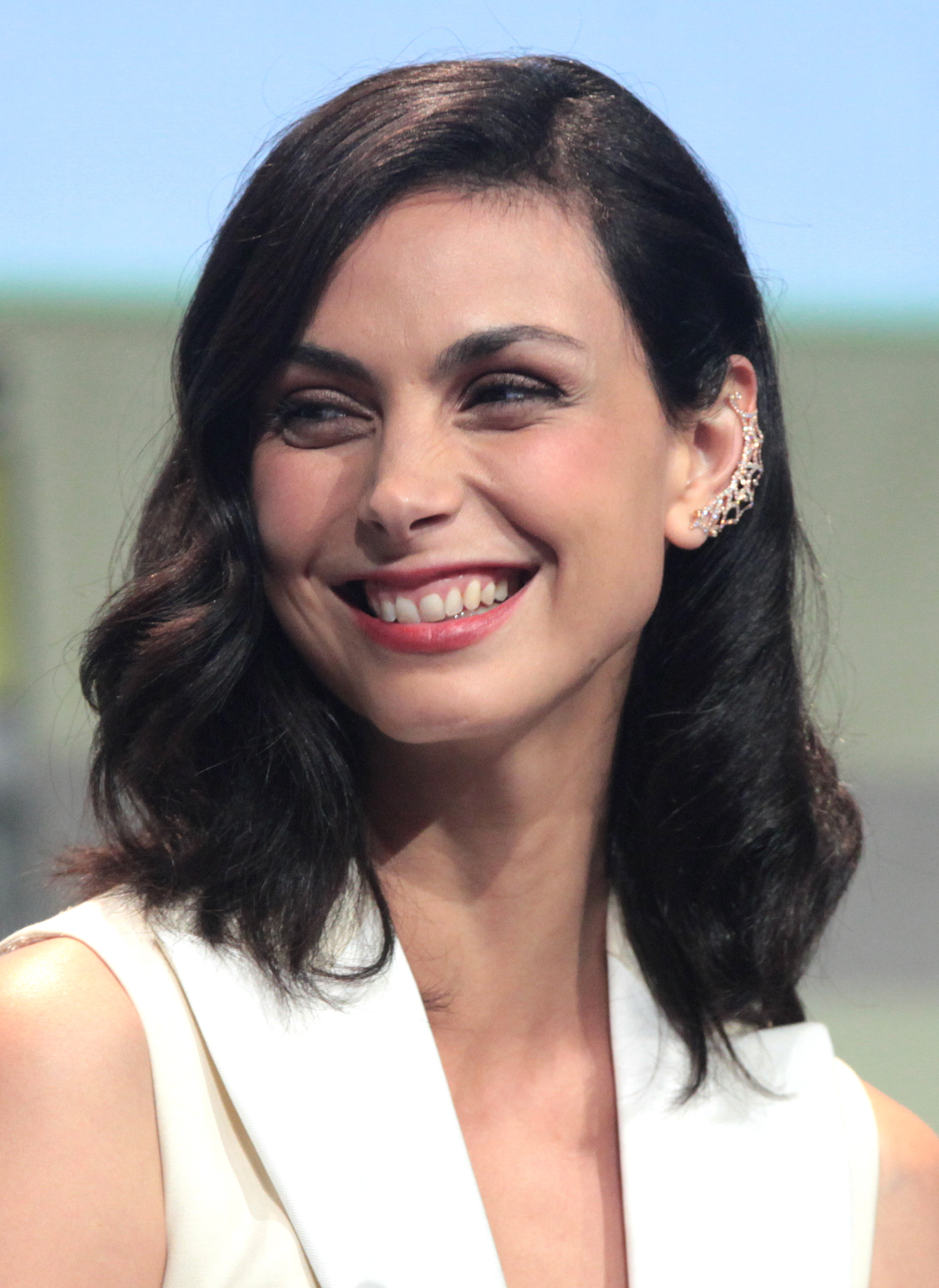
Morena Baccarin interpreta Gideon
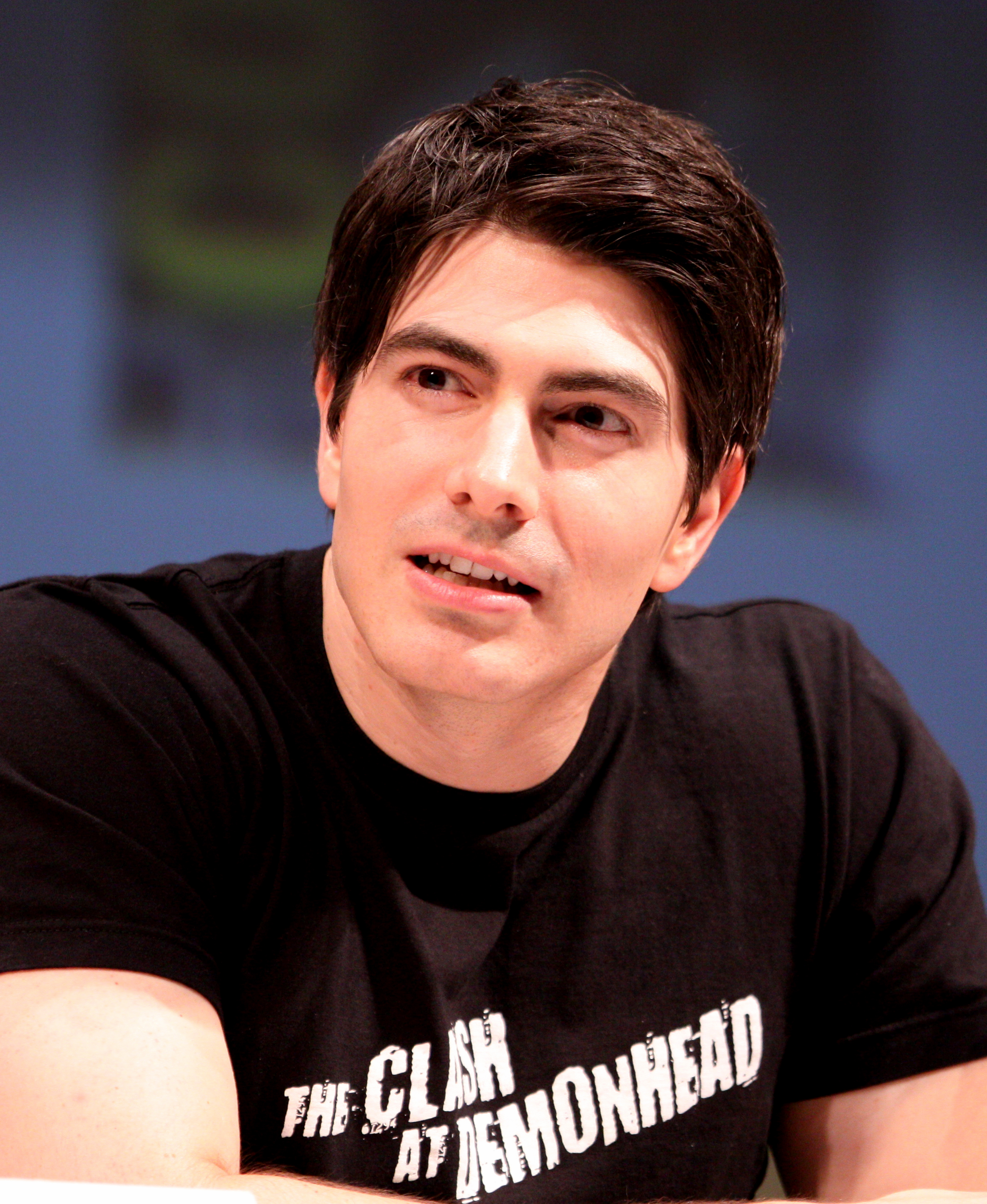
Brandon Routh interpreta Ray Palmer
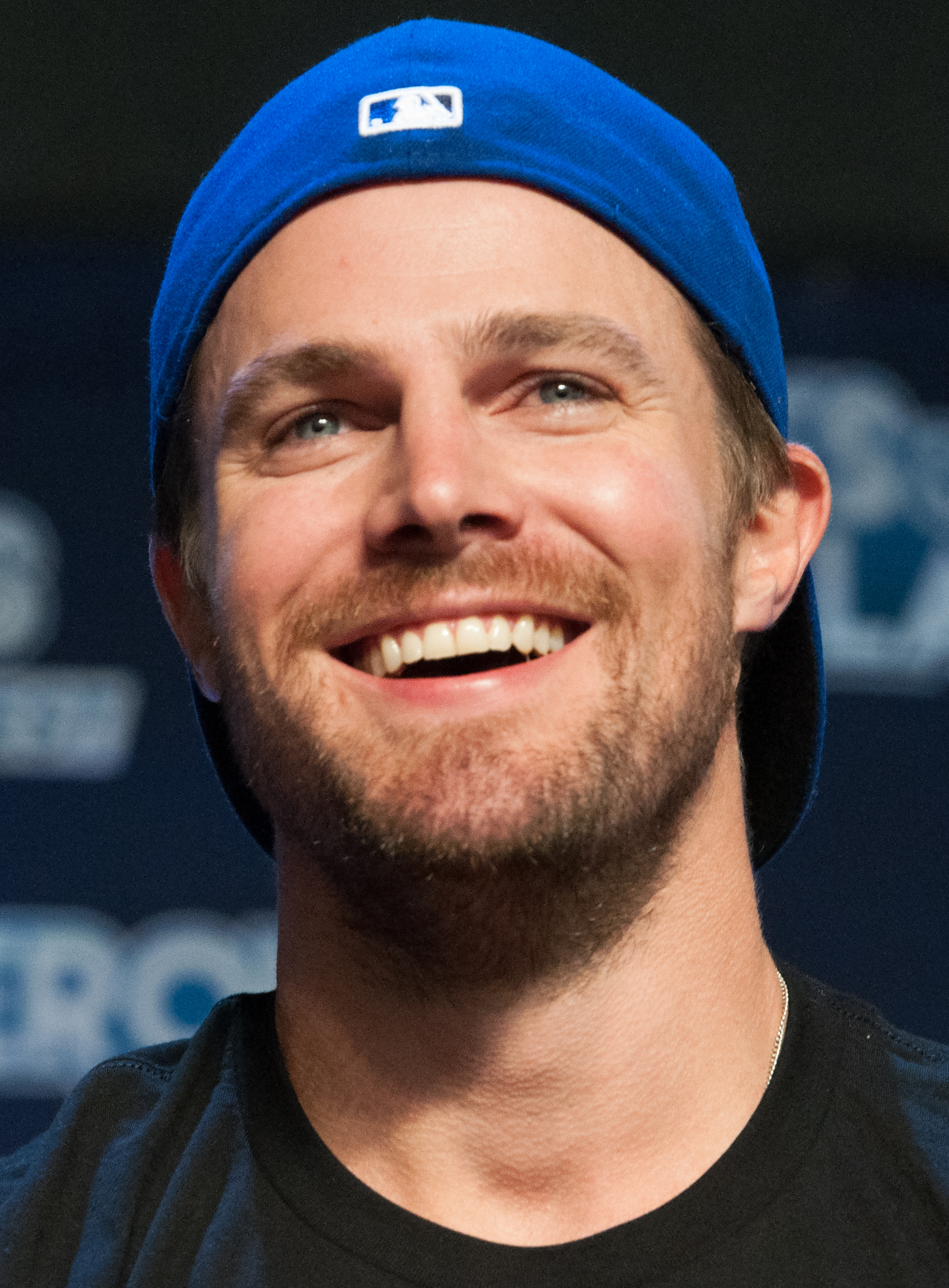
Stephen Amell interpreta Oliver Queen
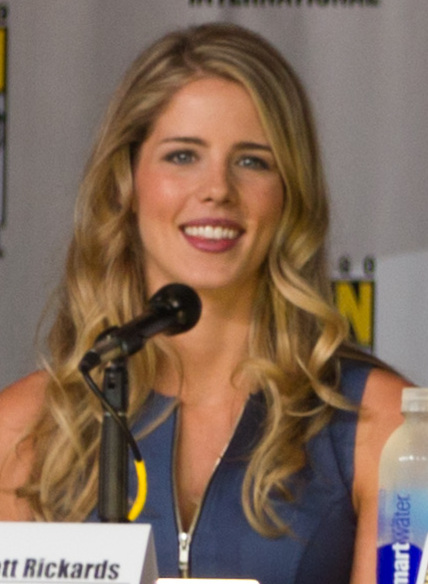
Emily Bett Rickards interpreta Felicity Smoak
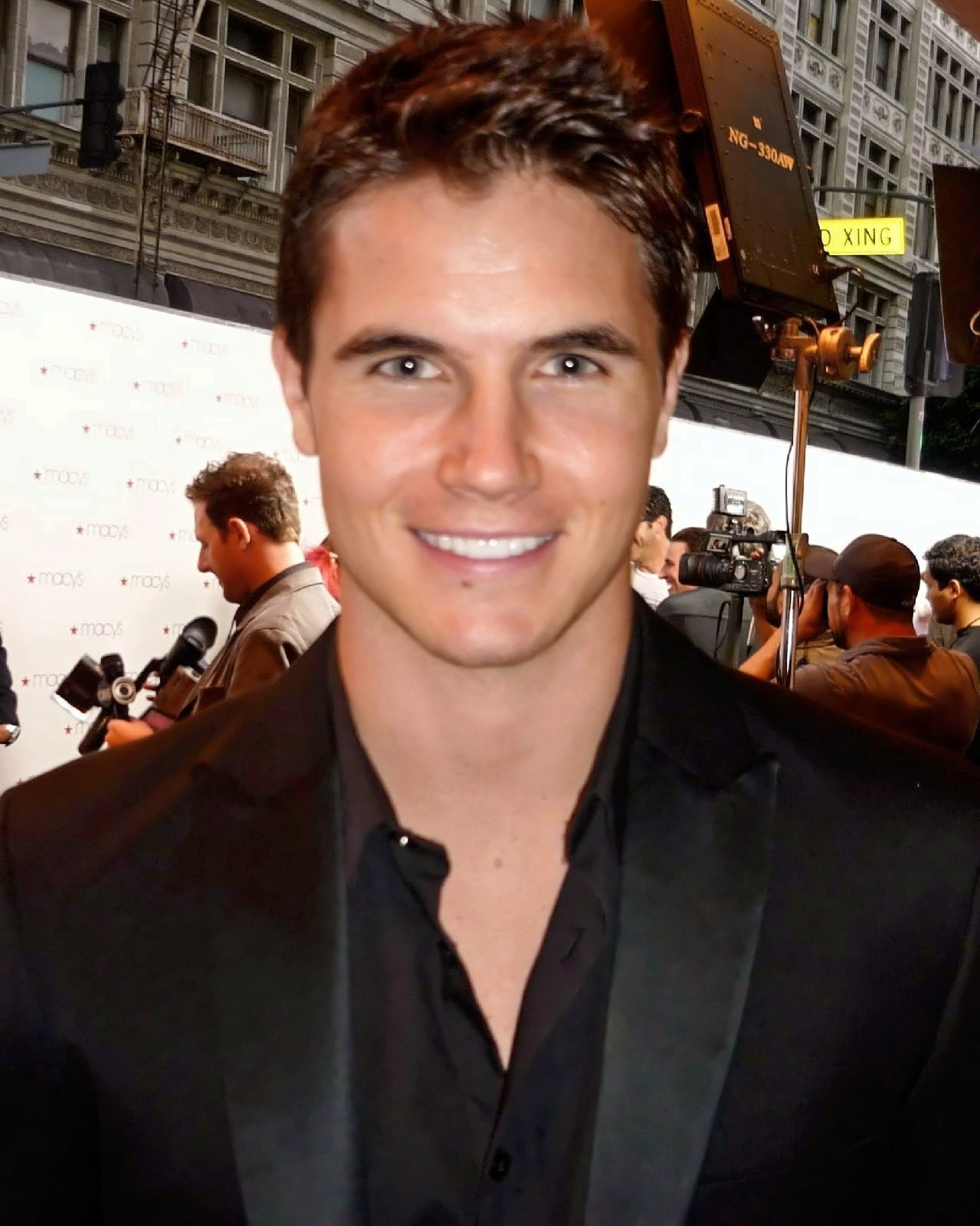
Robbie Amell interpreta Ronnie Raymond
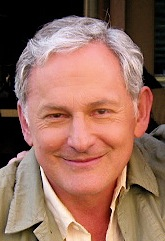
Victor Garber interpreta Martin Stein
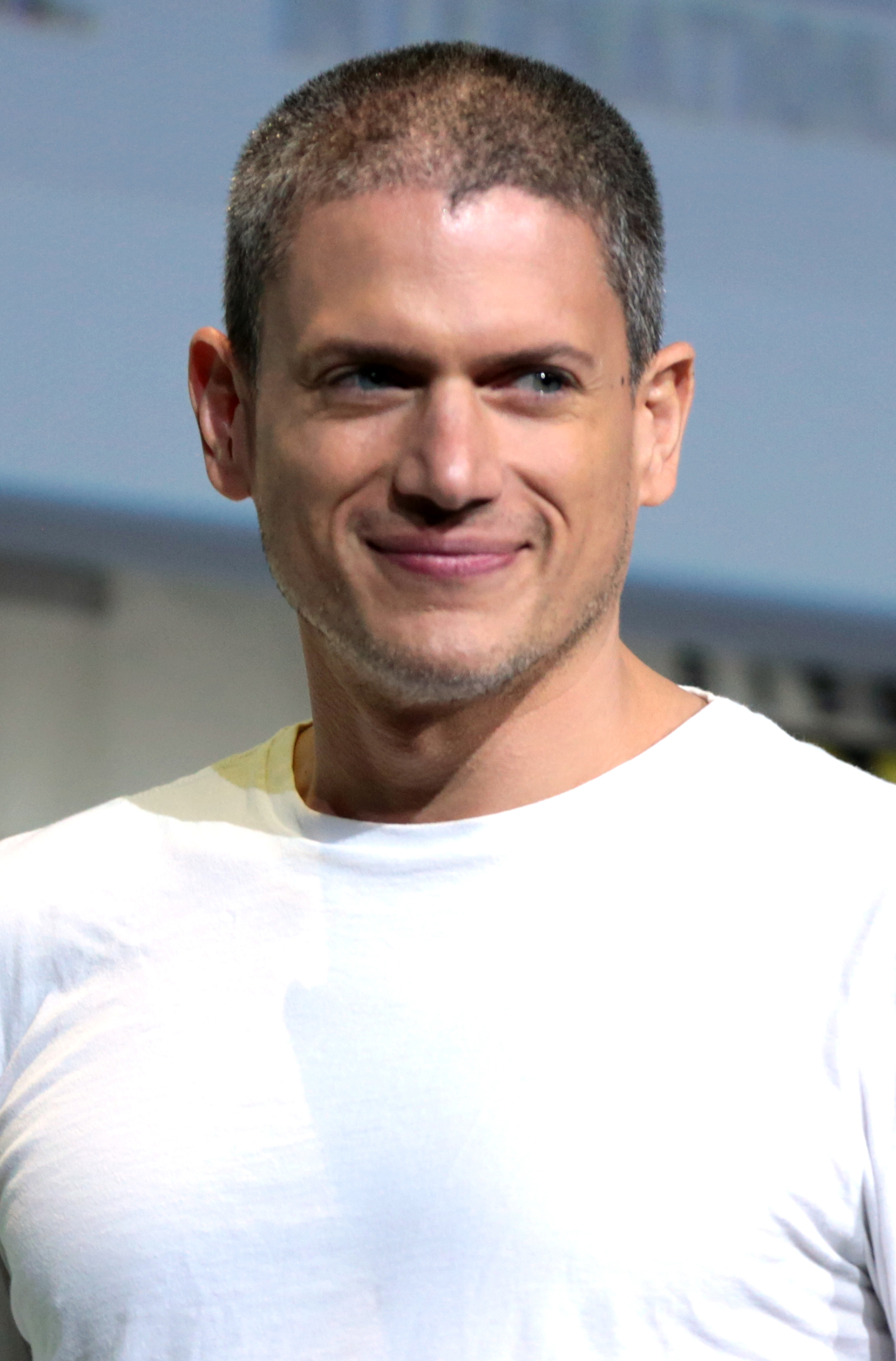
Wentworth Miller interpreta Leonard Snart
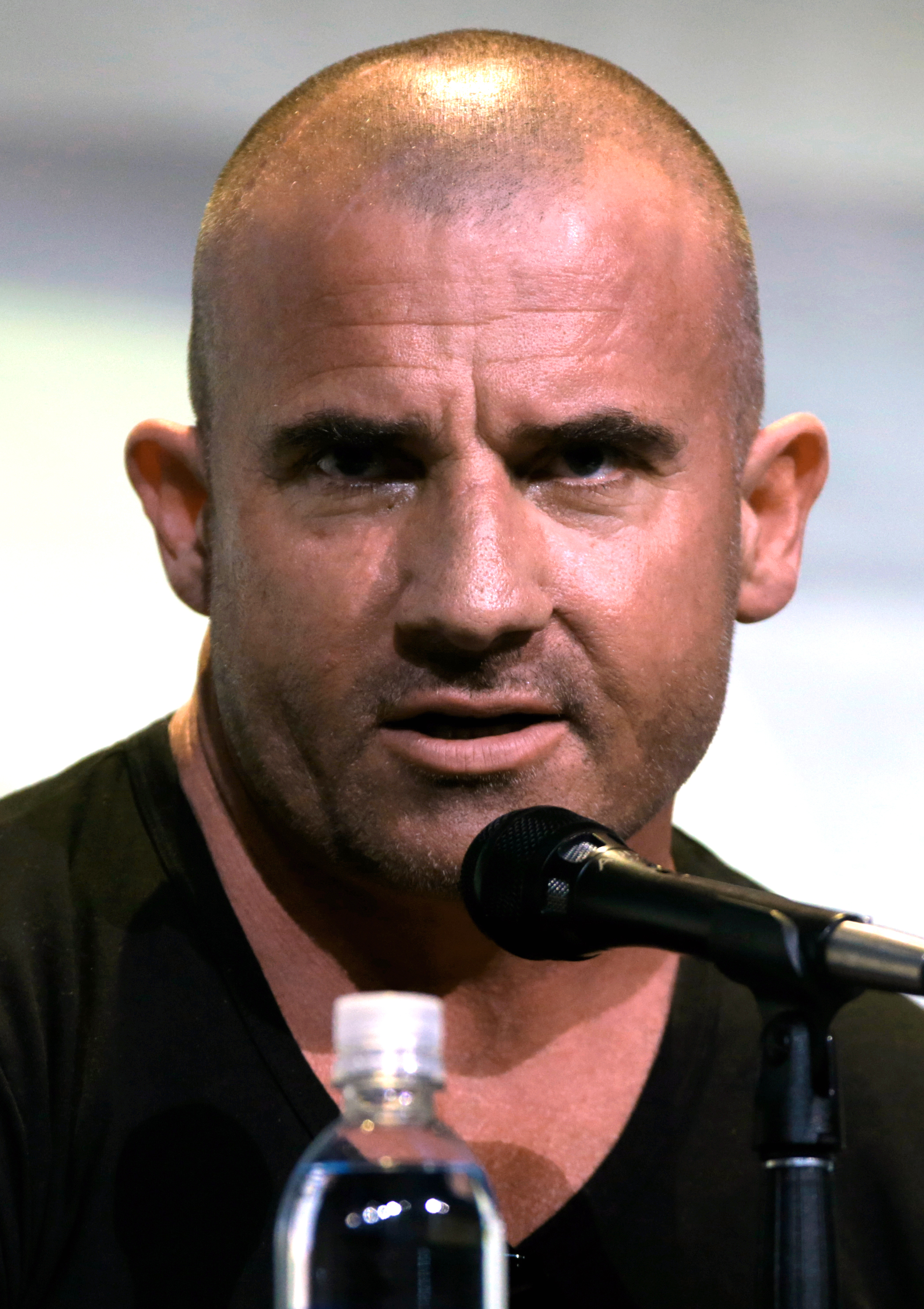
Dominic Purcell interpreta Mick Rory
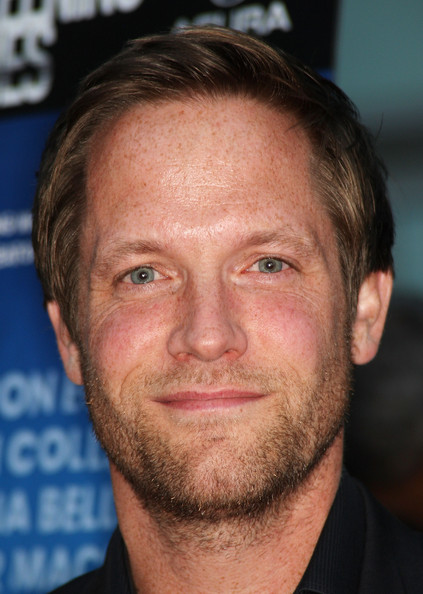
Matt Letscher interpreta Eobard Thawne/ Anti-Flash
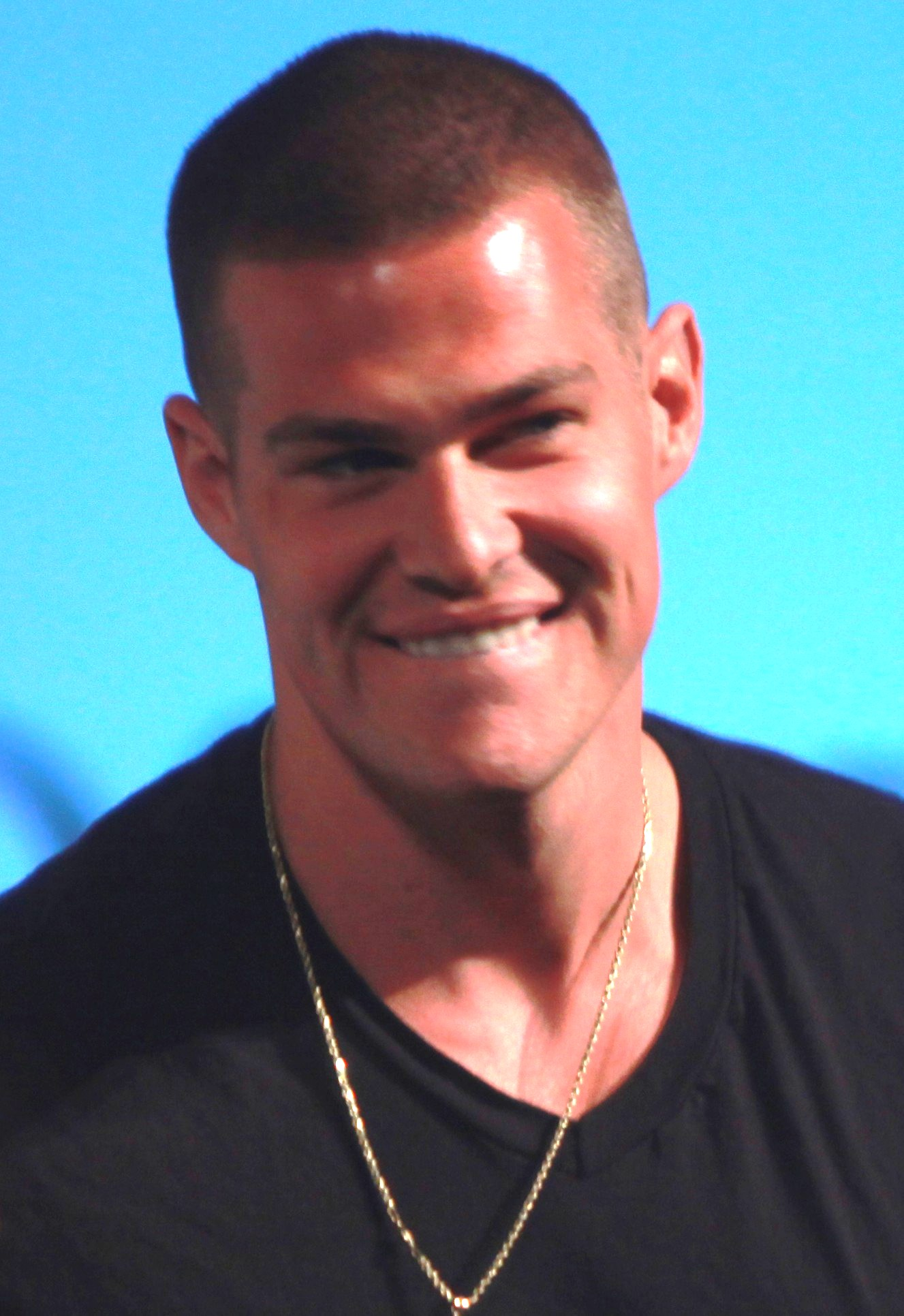
Greg Finley interpreta Tony Woodward
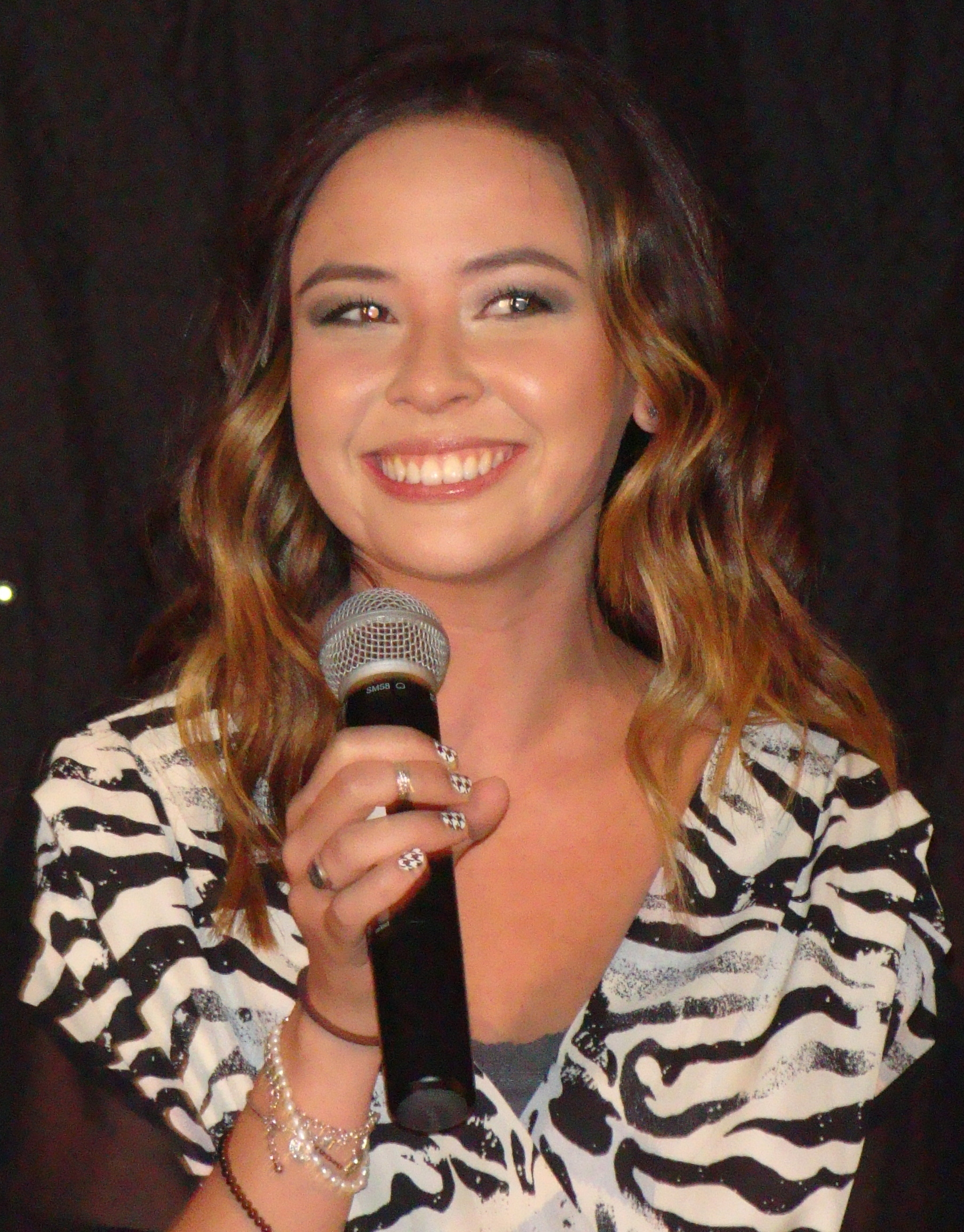
Malese Jow interpreta Linda Park;Dottor Light
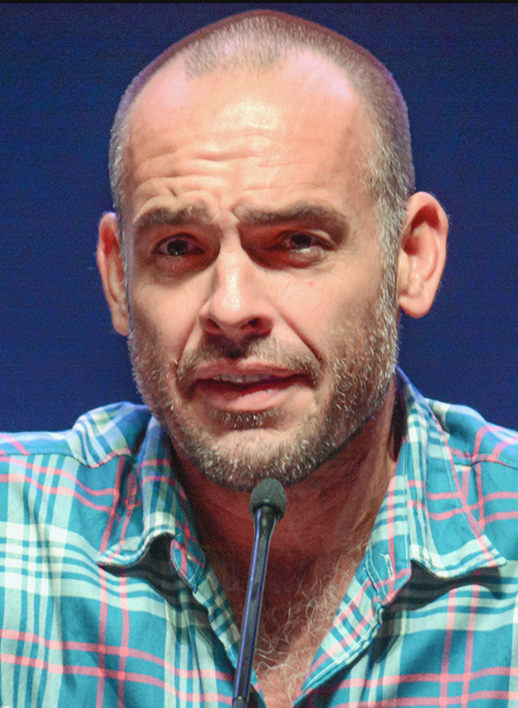
Paul Blackthorne interpreta Cap. Quentin Lance
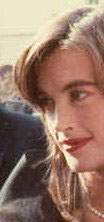
Amanda Pays interpreta Tina McGee
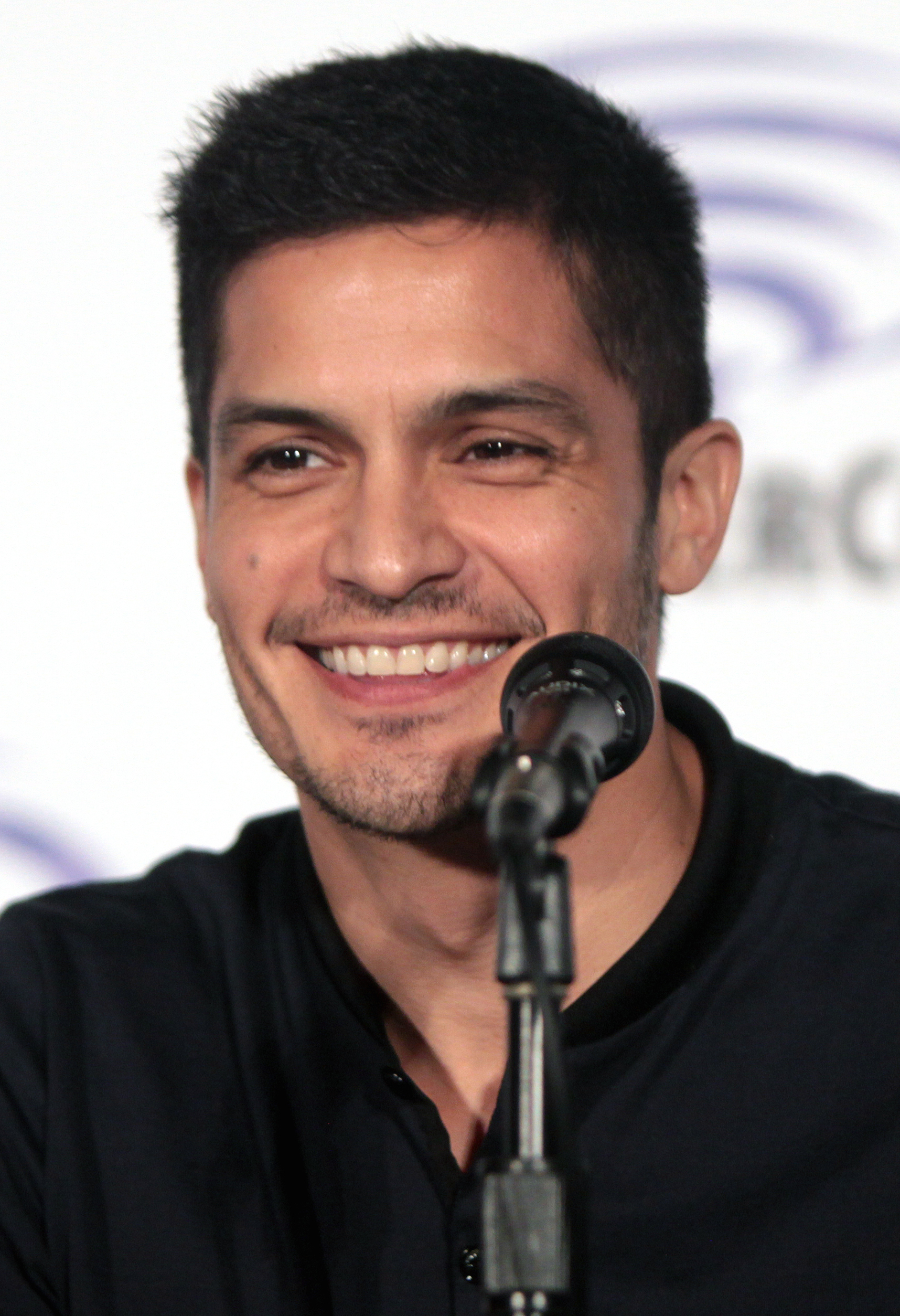
Nicholas Gonzalez interpreta Dante Ramon;Rupture
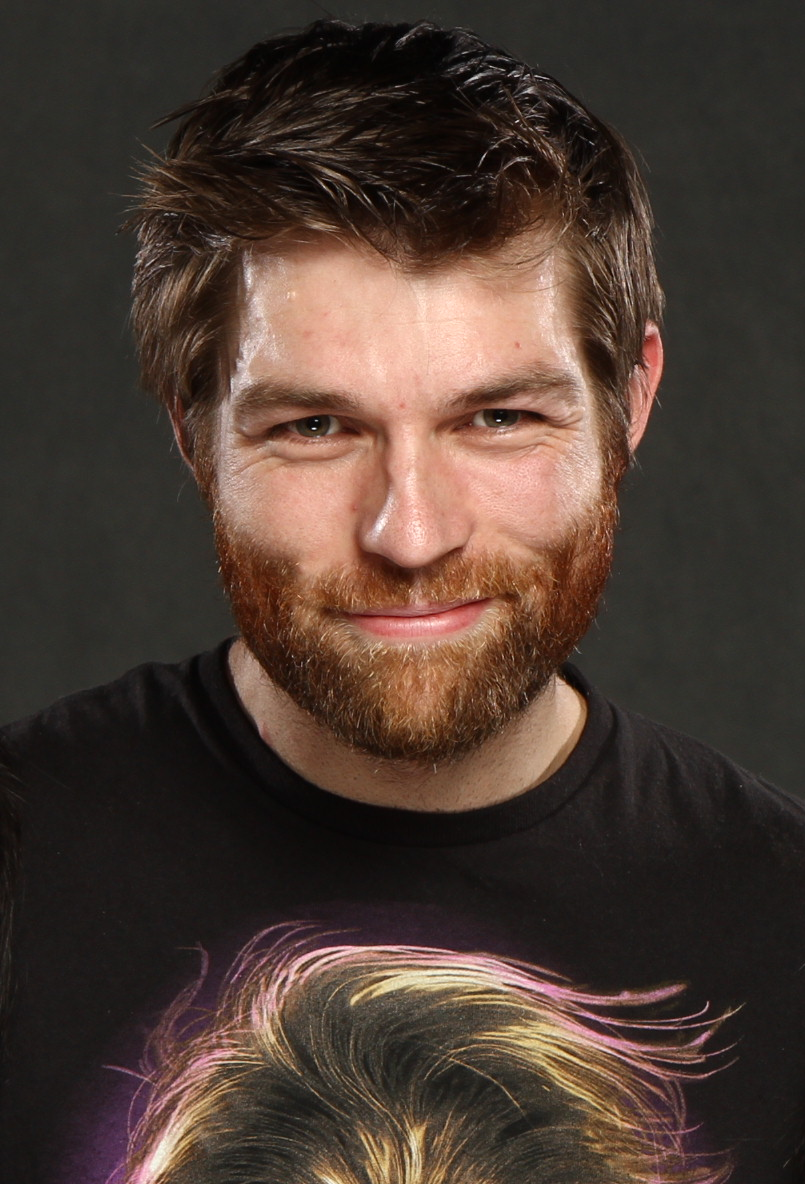
Liam McIntyre interpreta Mark Mardon
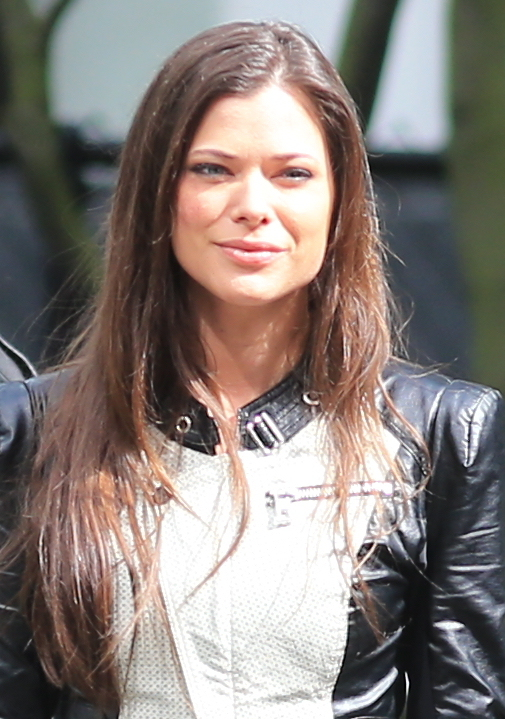
Peyton List interpreta Lisa Snart
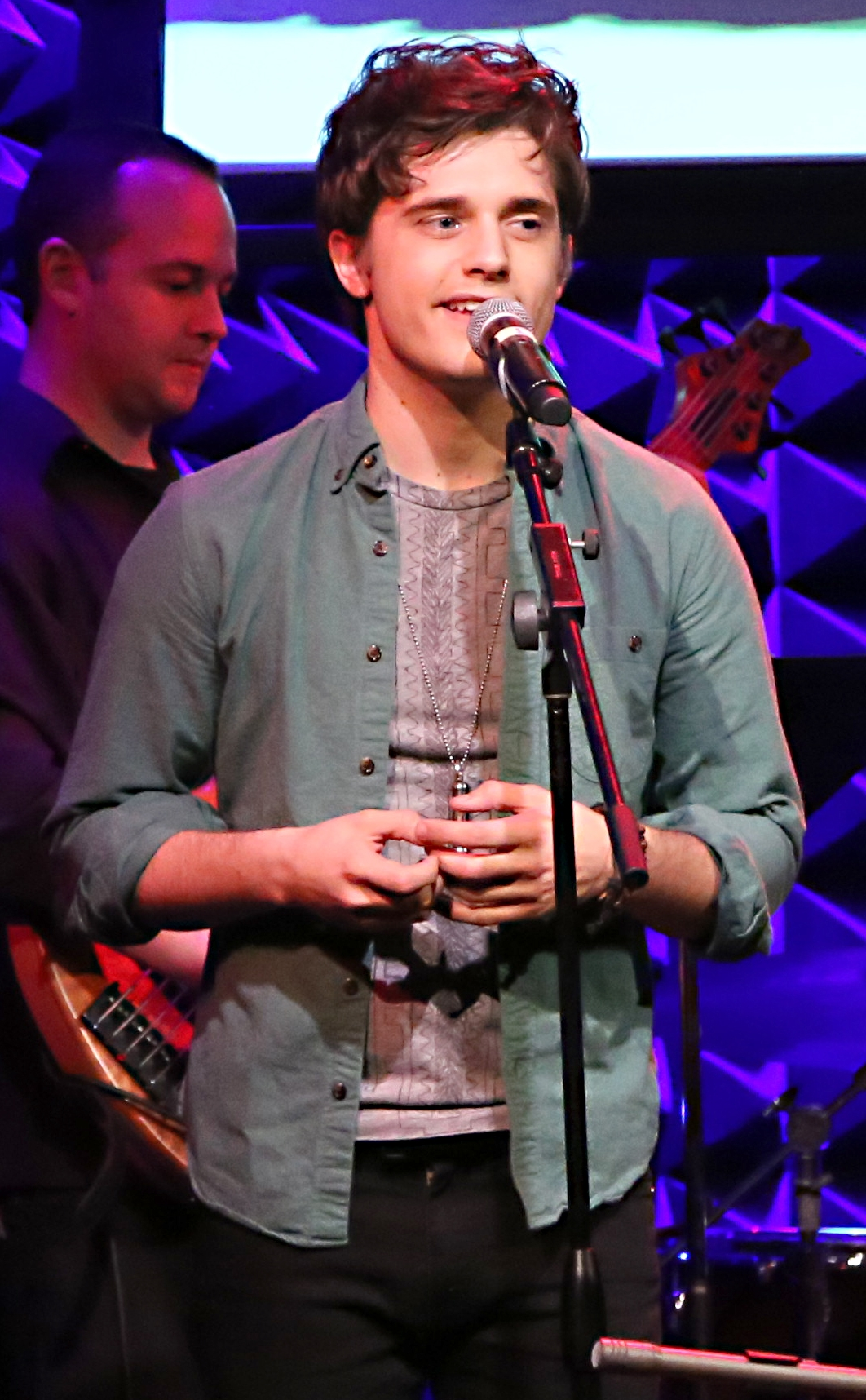
Andy Mientus interpreta Hartley Rathaway
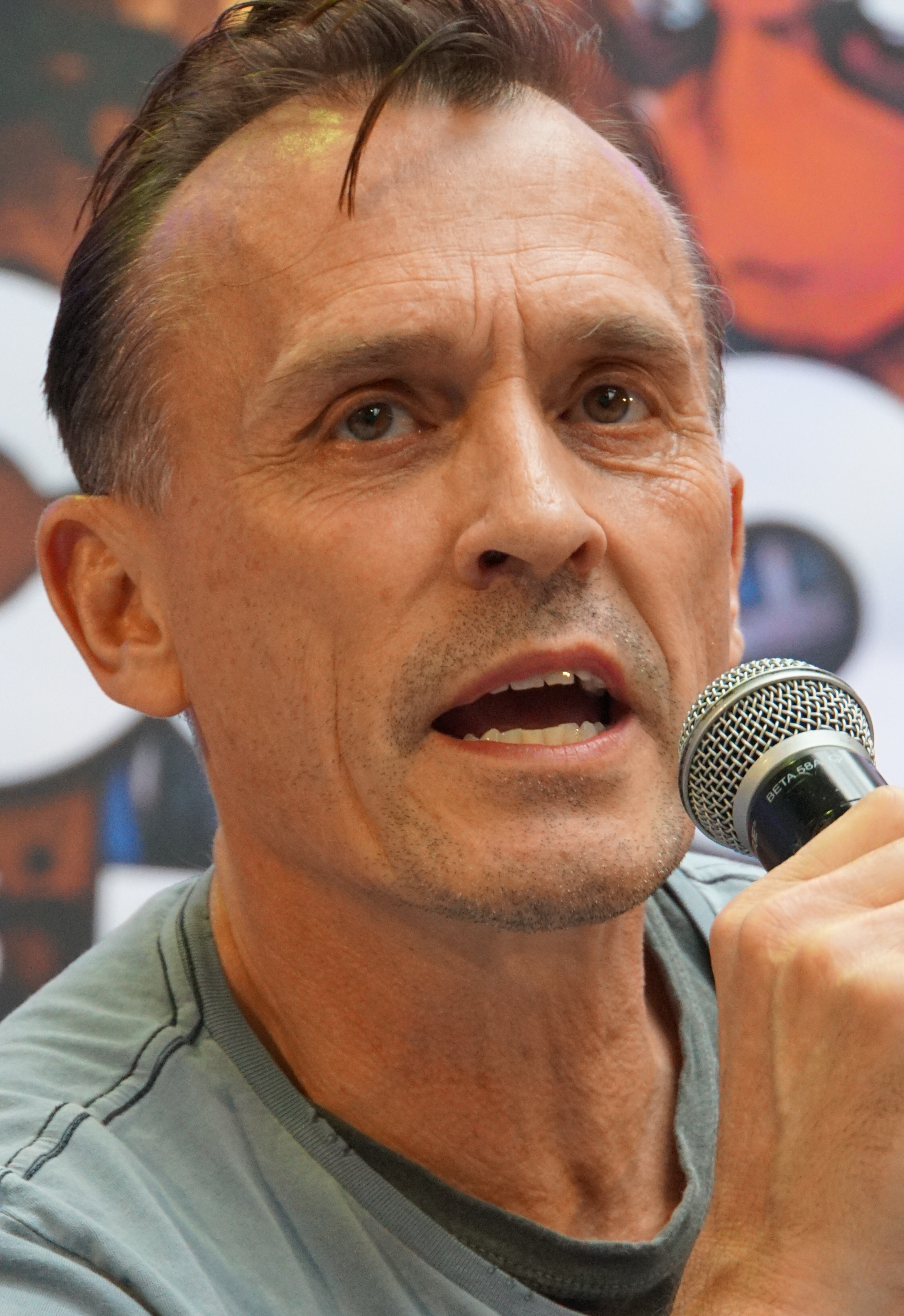
Robert Knepper interpreta William Tockman
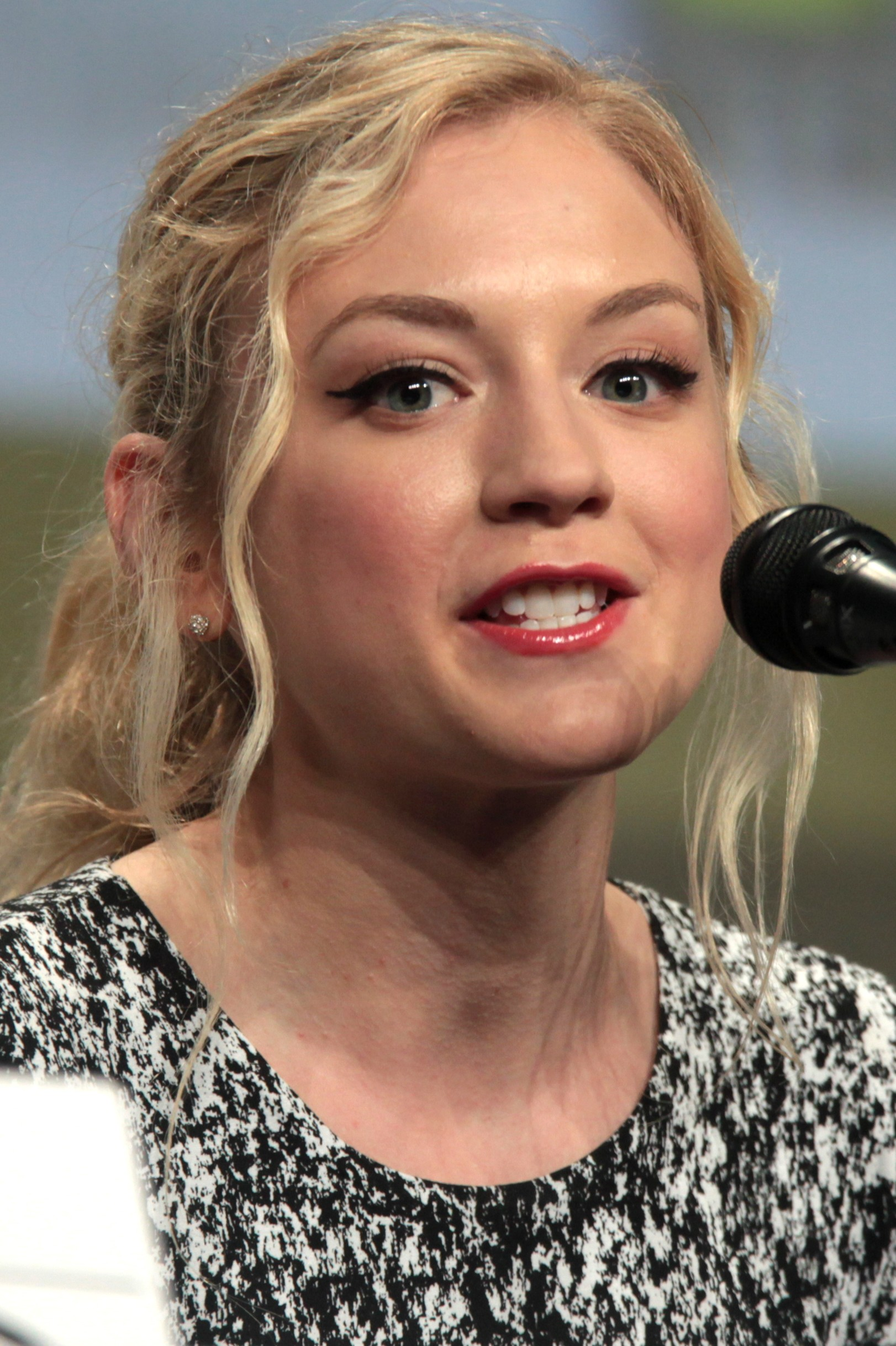
Emily Kinney interpreta Brie Larvan
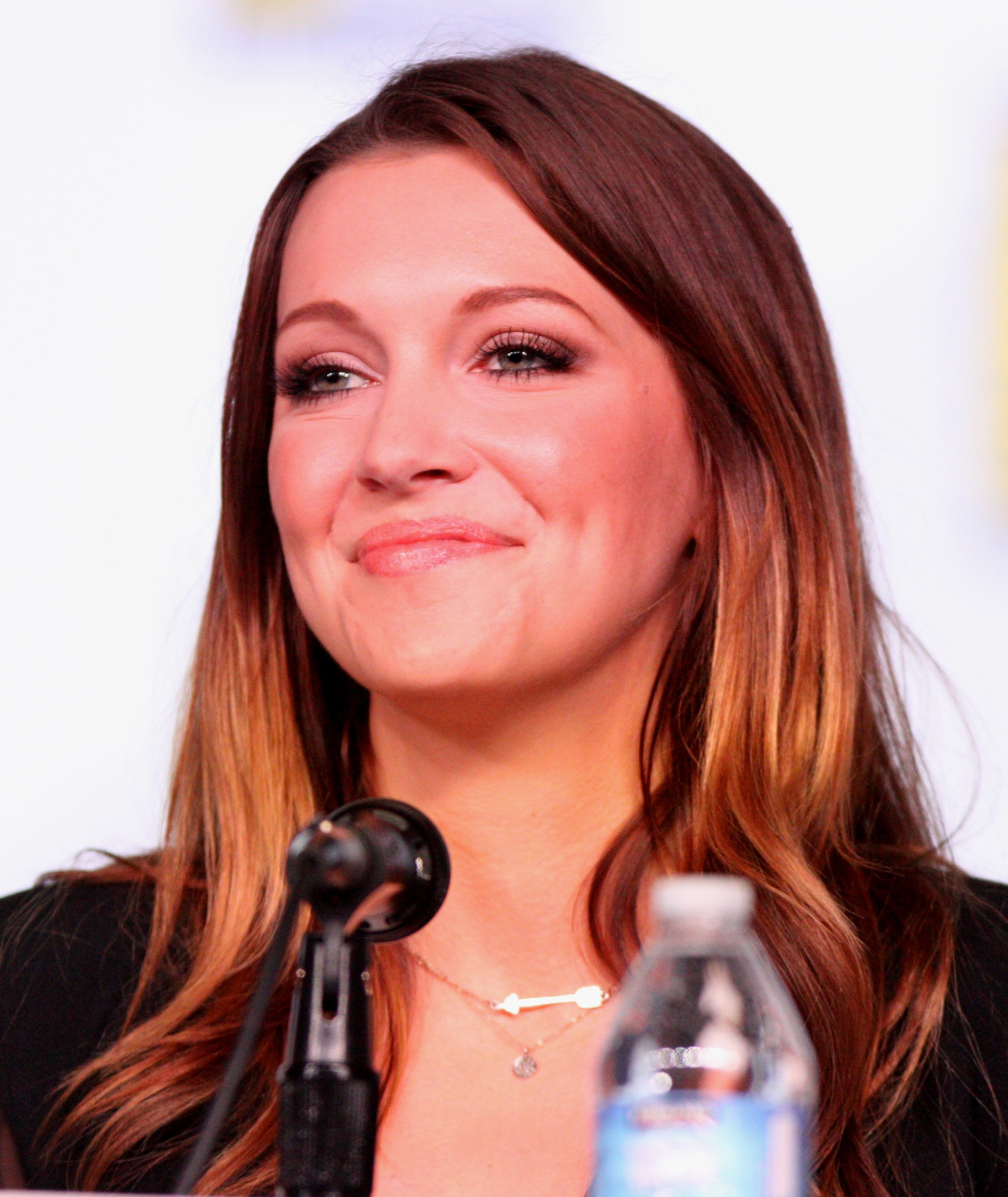
Katie Cassidy interpreta Laurel Lance
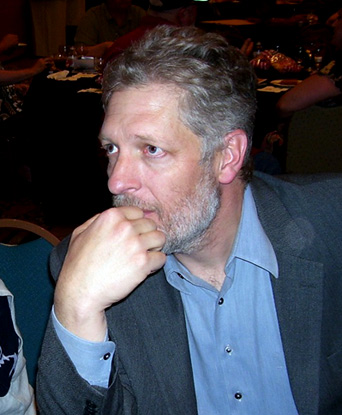
Clancy Brown interpreta Gen. Wade Eiling
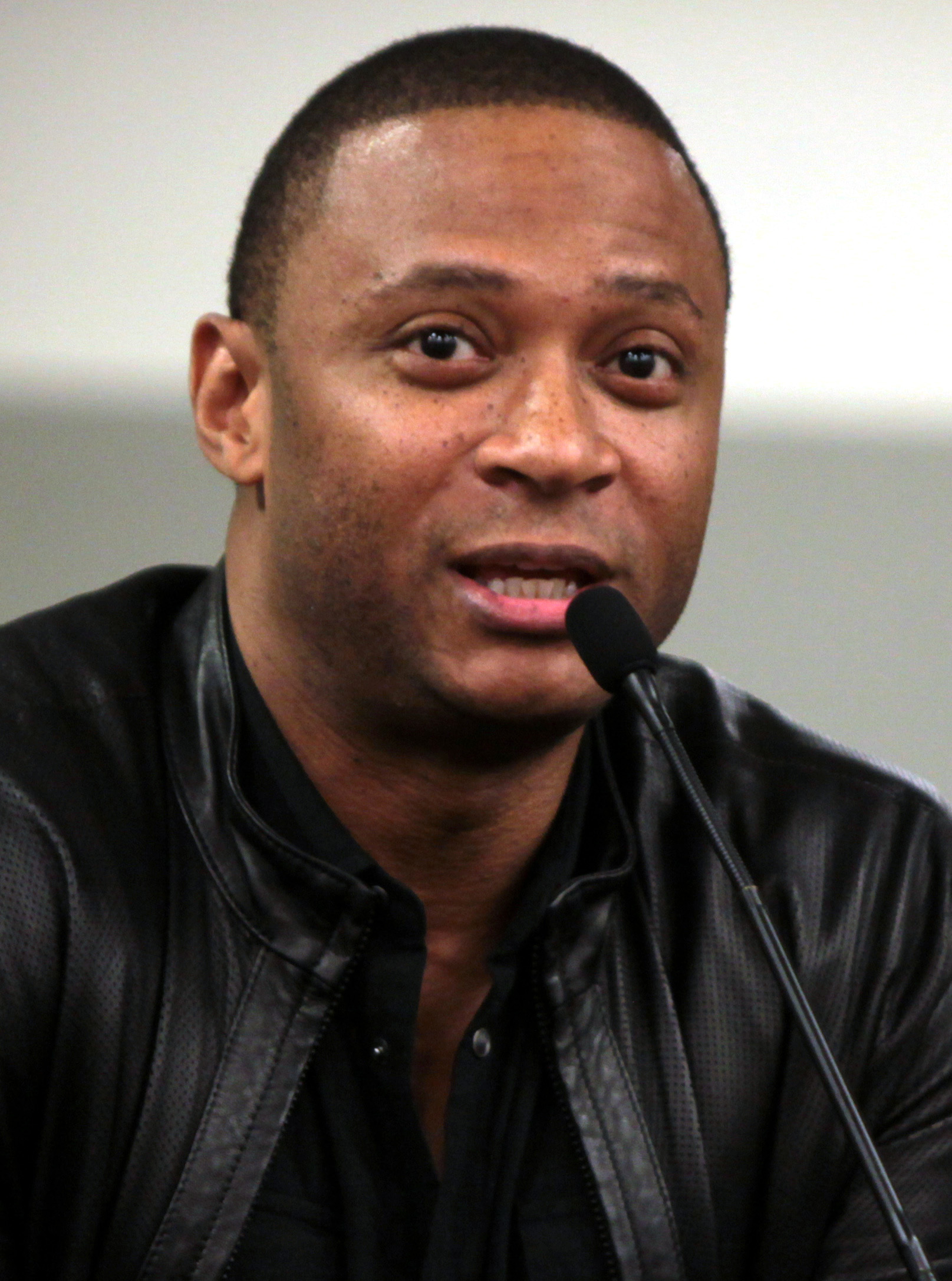
David Ramsey interpreta John Diggle
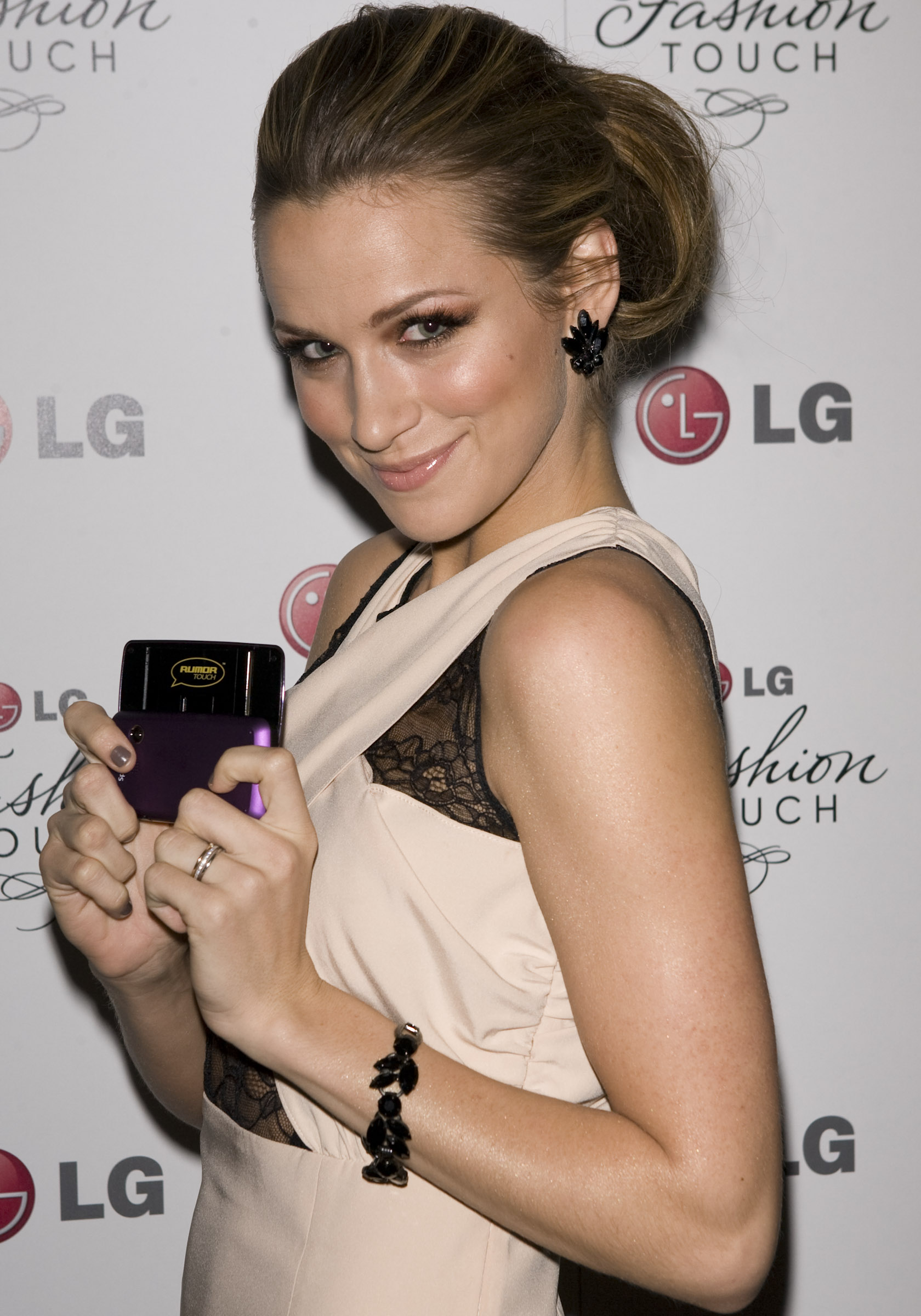
Shantel VanSanten interpreta Patty Spivot
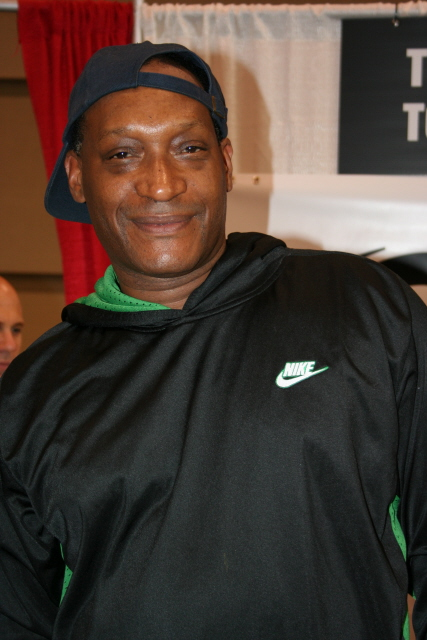
Tony Todd interpreta Zoom
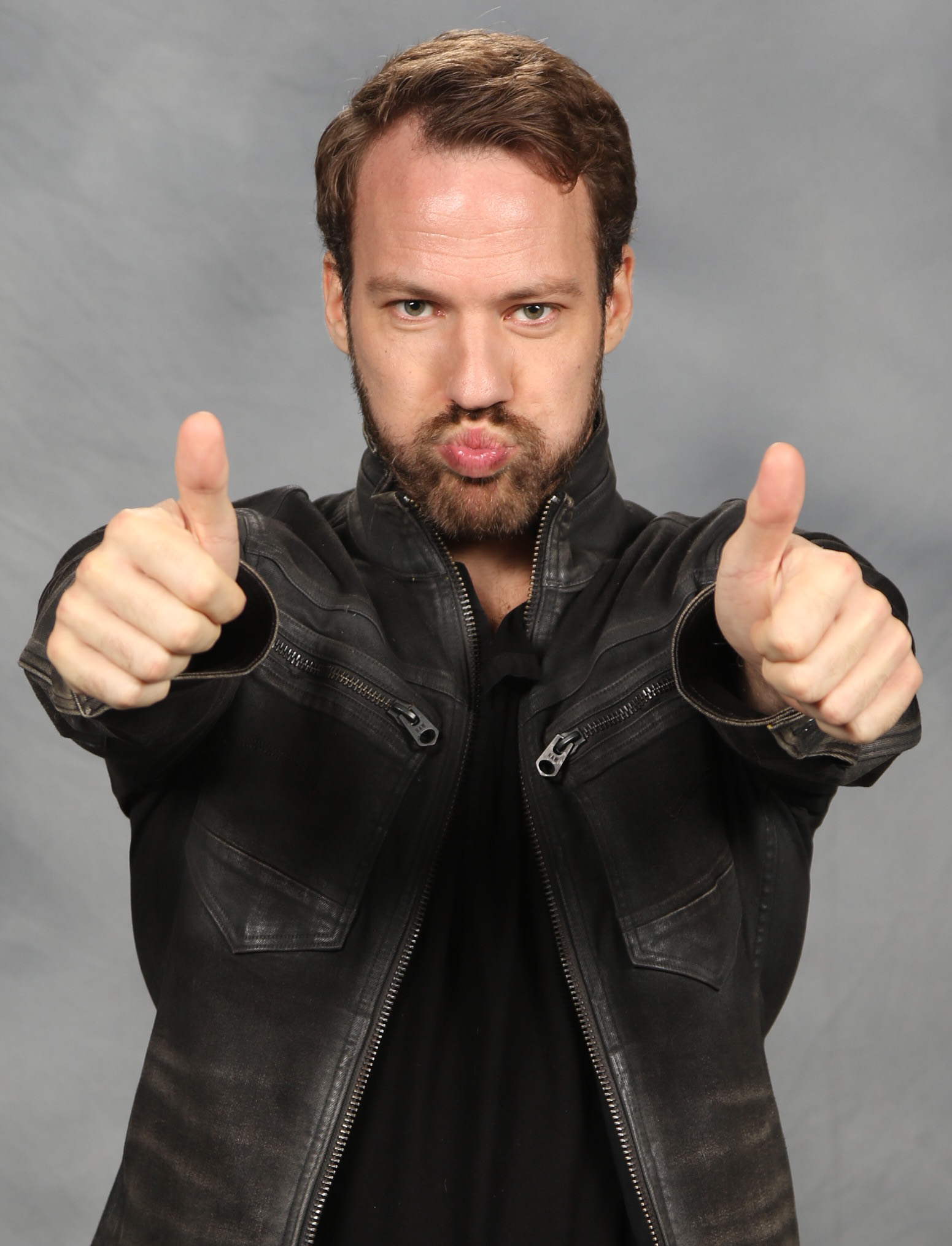
Falk Hentschel interpreta Carter Hall
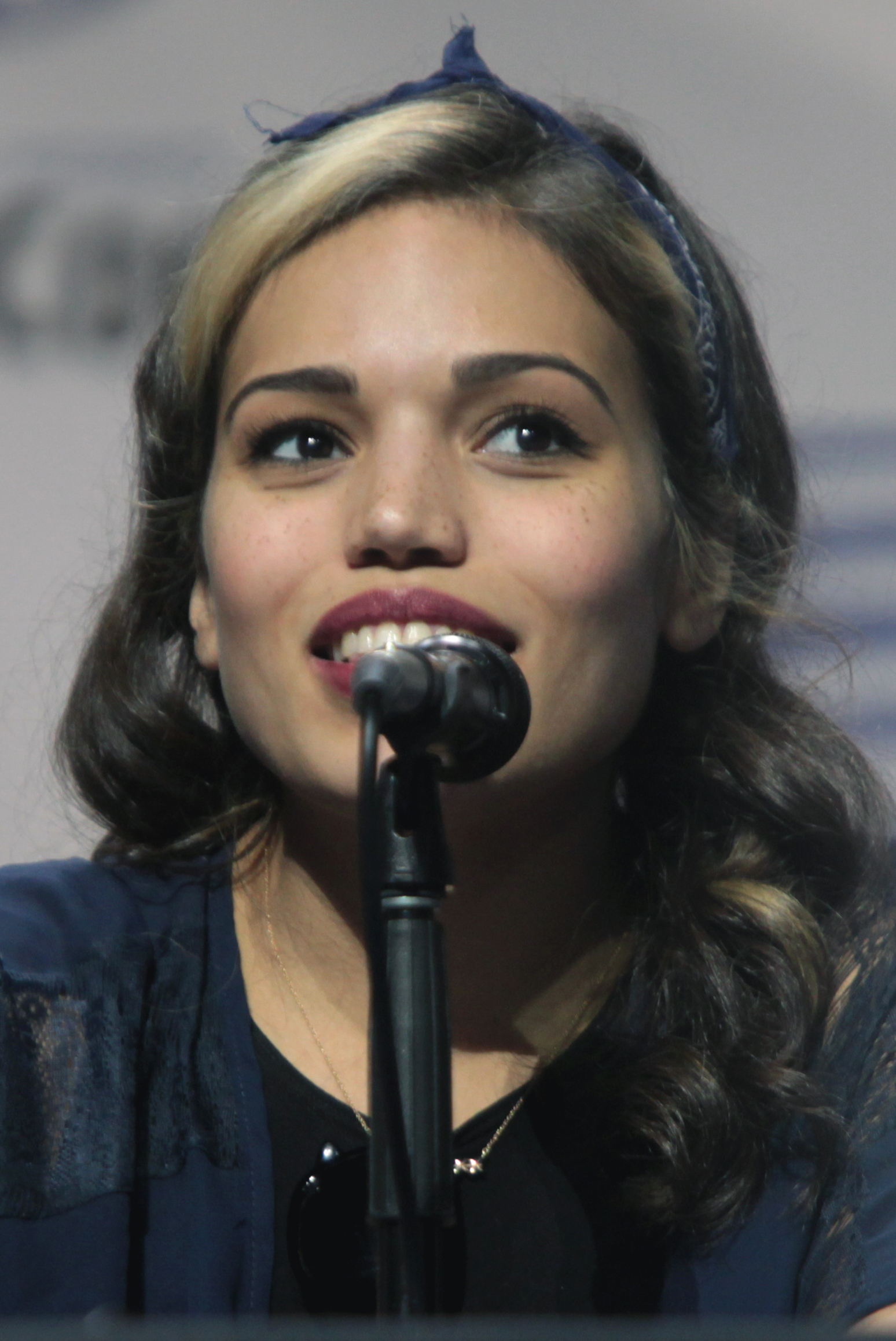
Ciara Renée interpreta Kendra Saunders
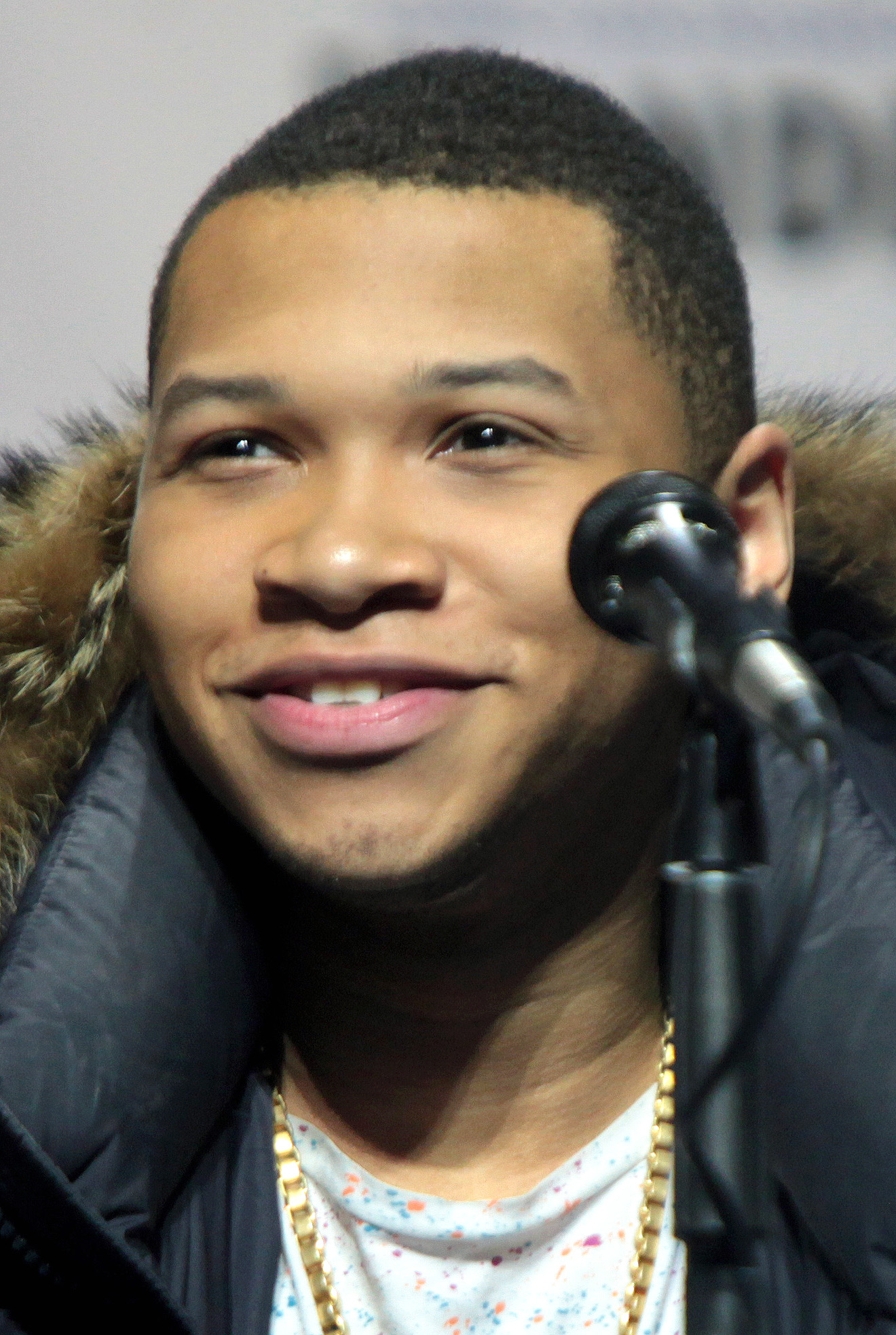
Franz Drameh interpreta Jefferson "Jax" Jackson
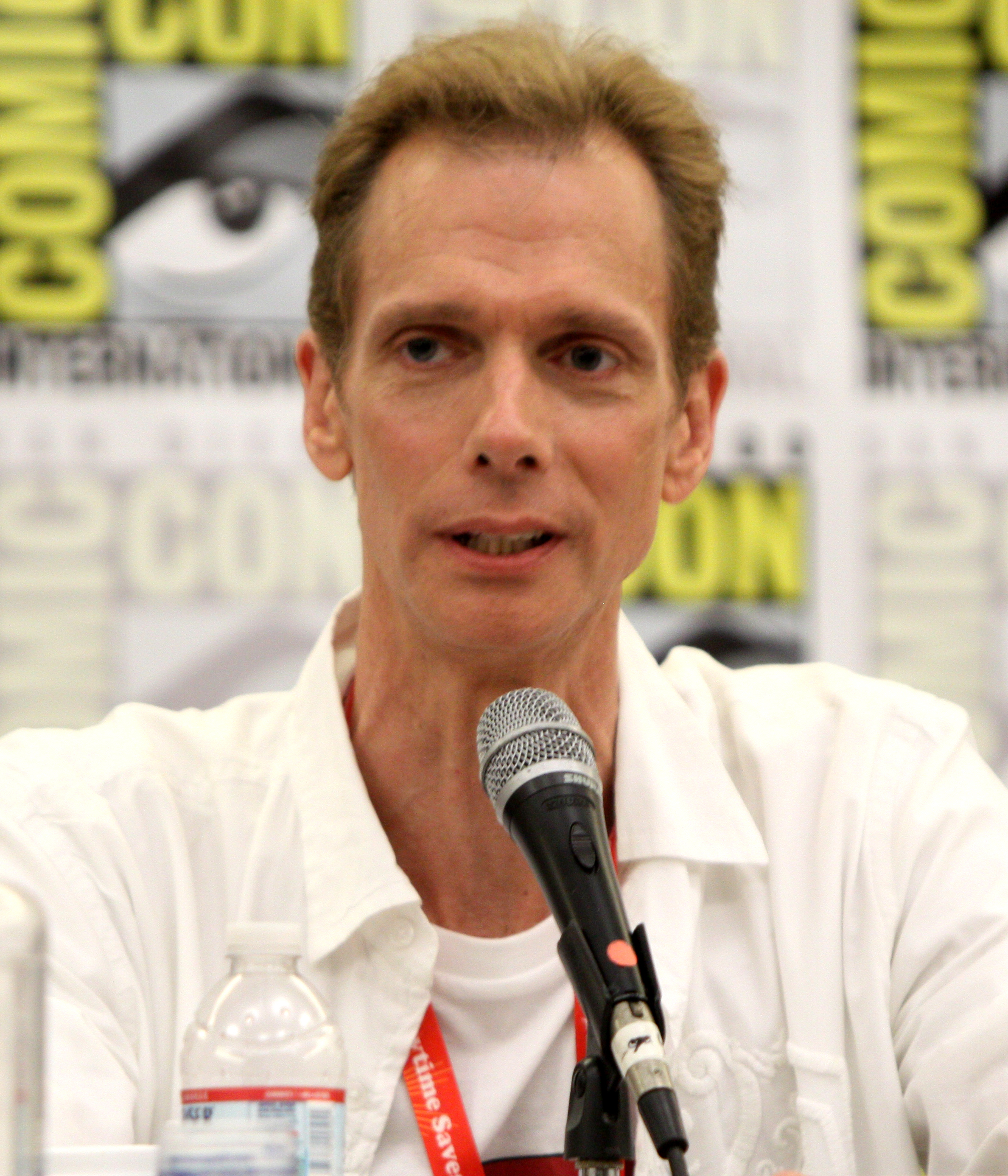
Doug Jones interpreta Jake Simmons
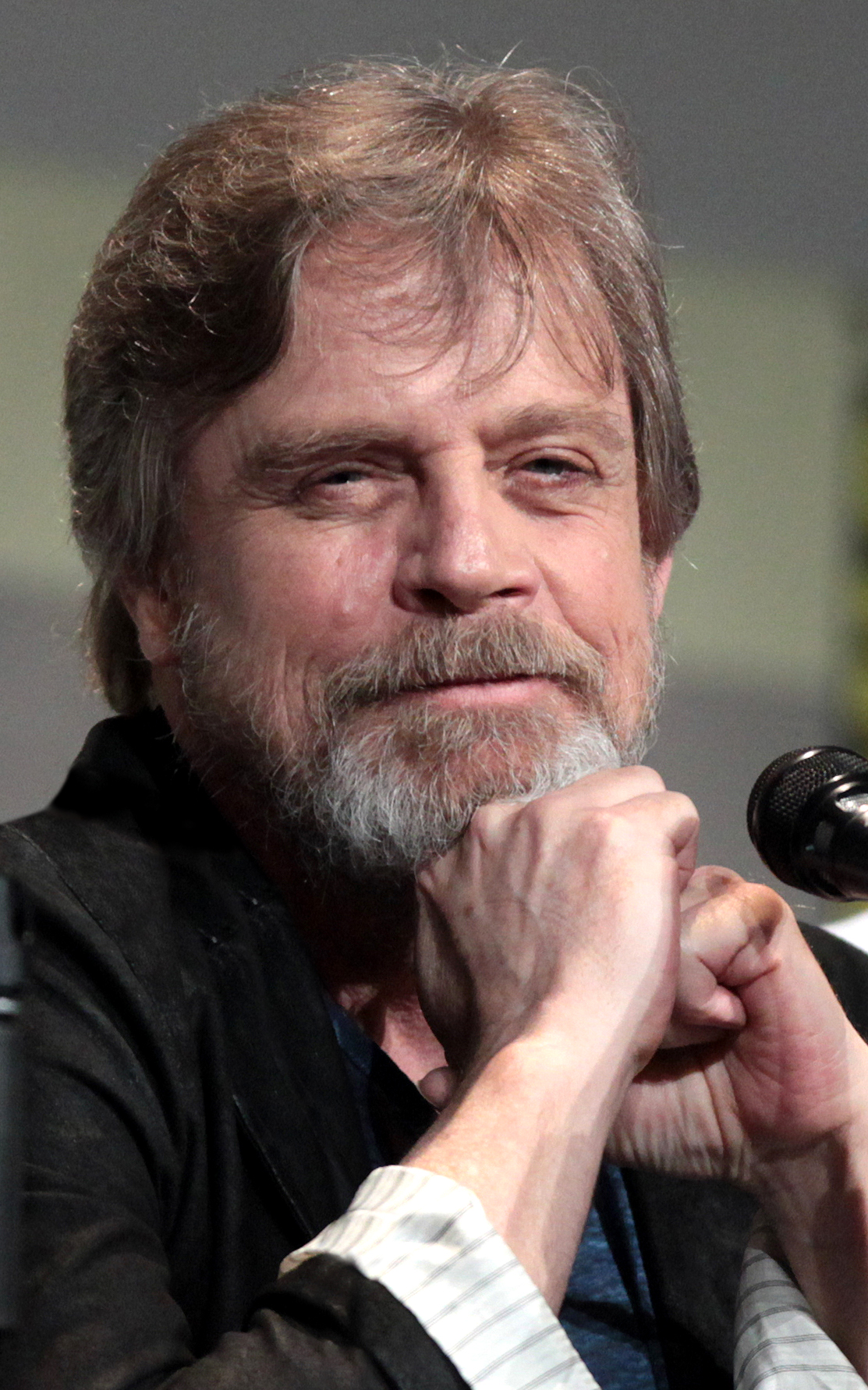
Mark Hamill interpreta Trickster
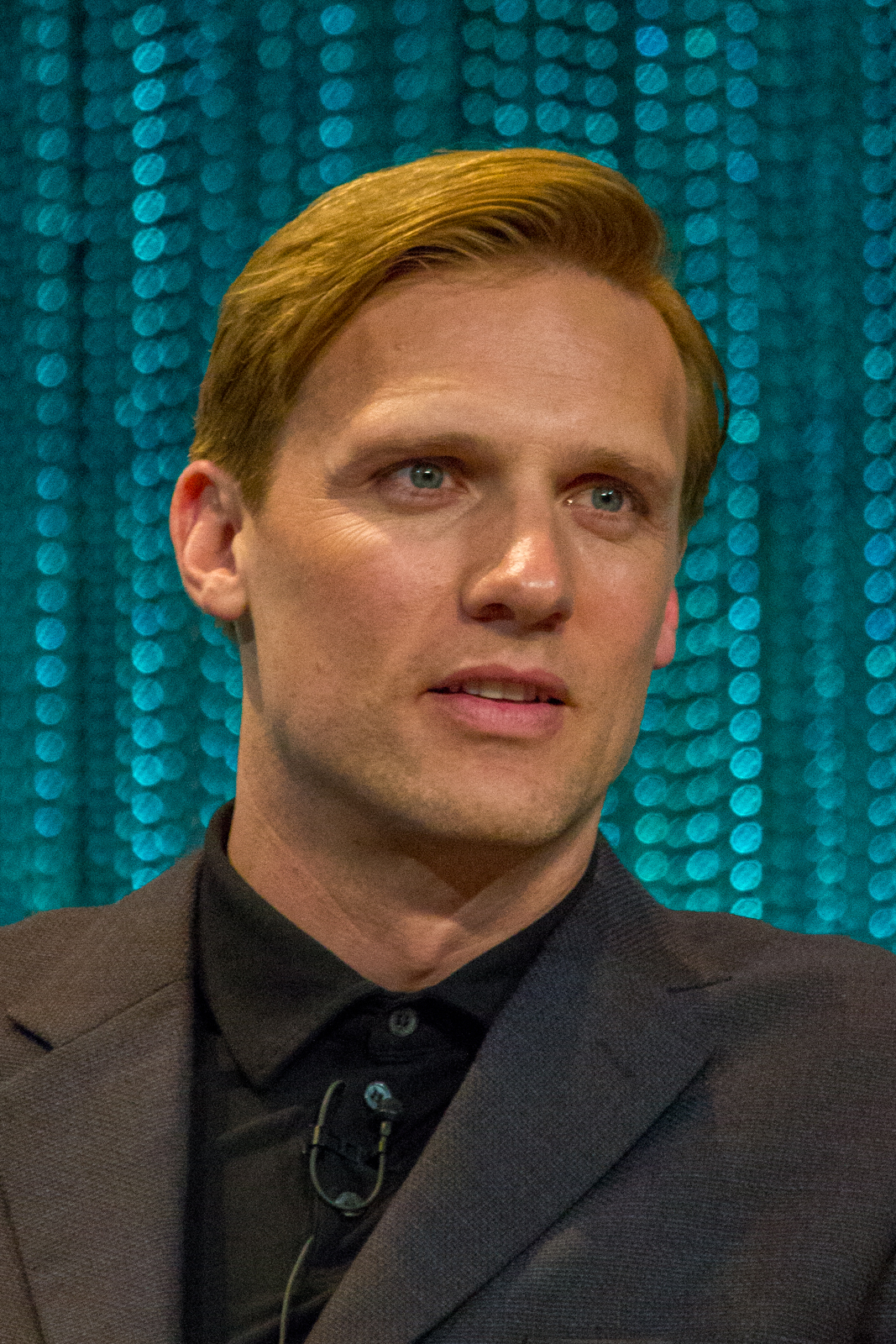
Teddy Sears interpreta Jay Garrick/Hunter Zolomon
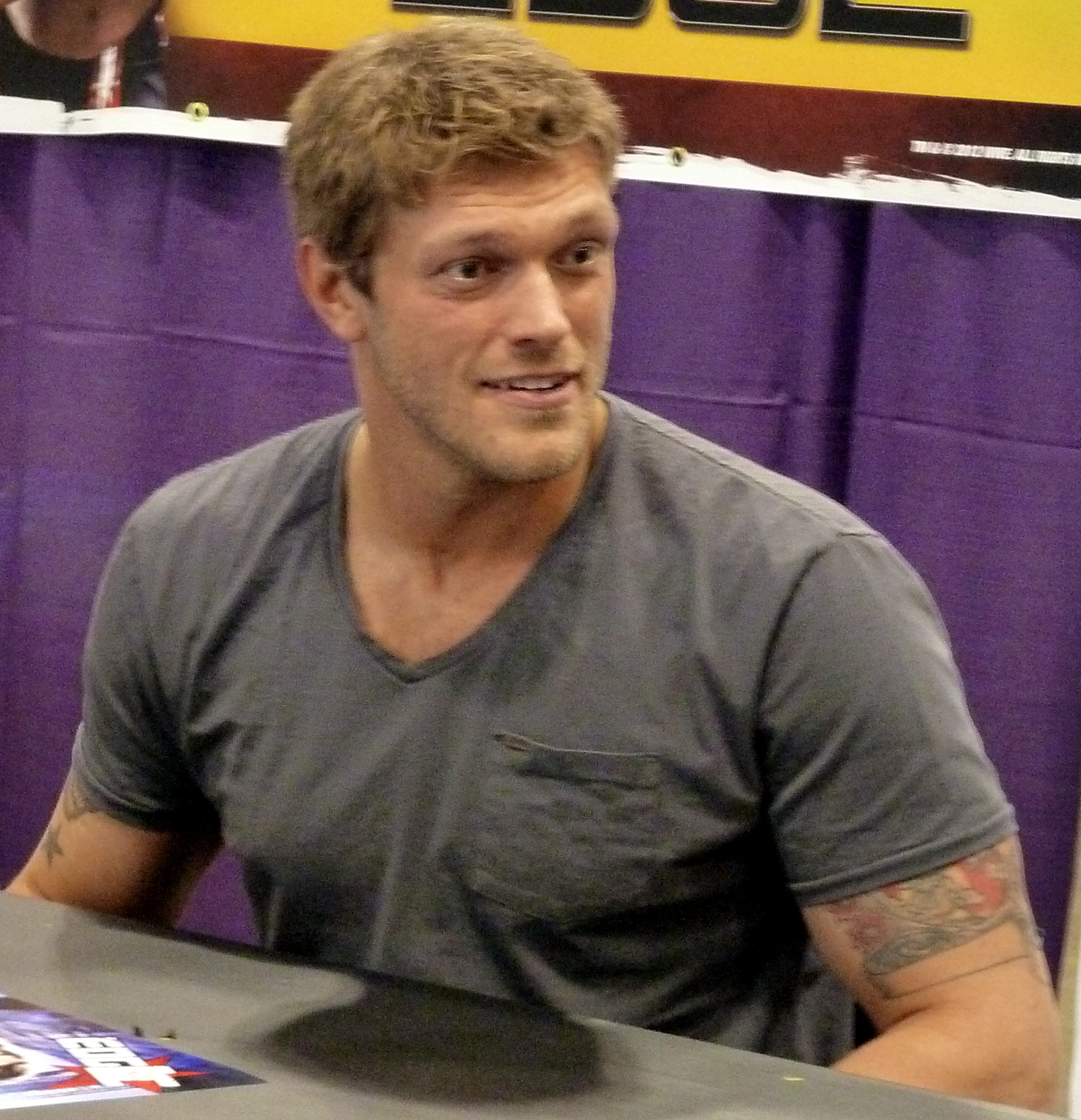
Adam Joseph Copeland interpreta Al Rothstein/Atom Smasher
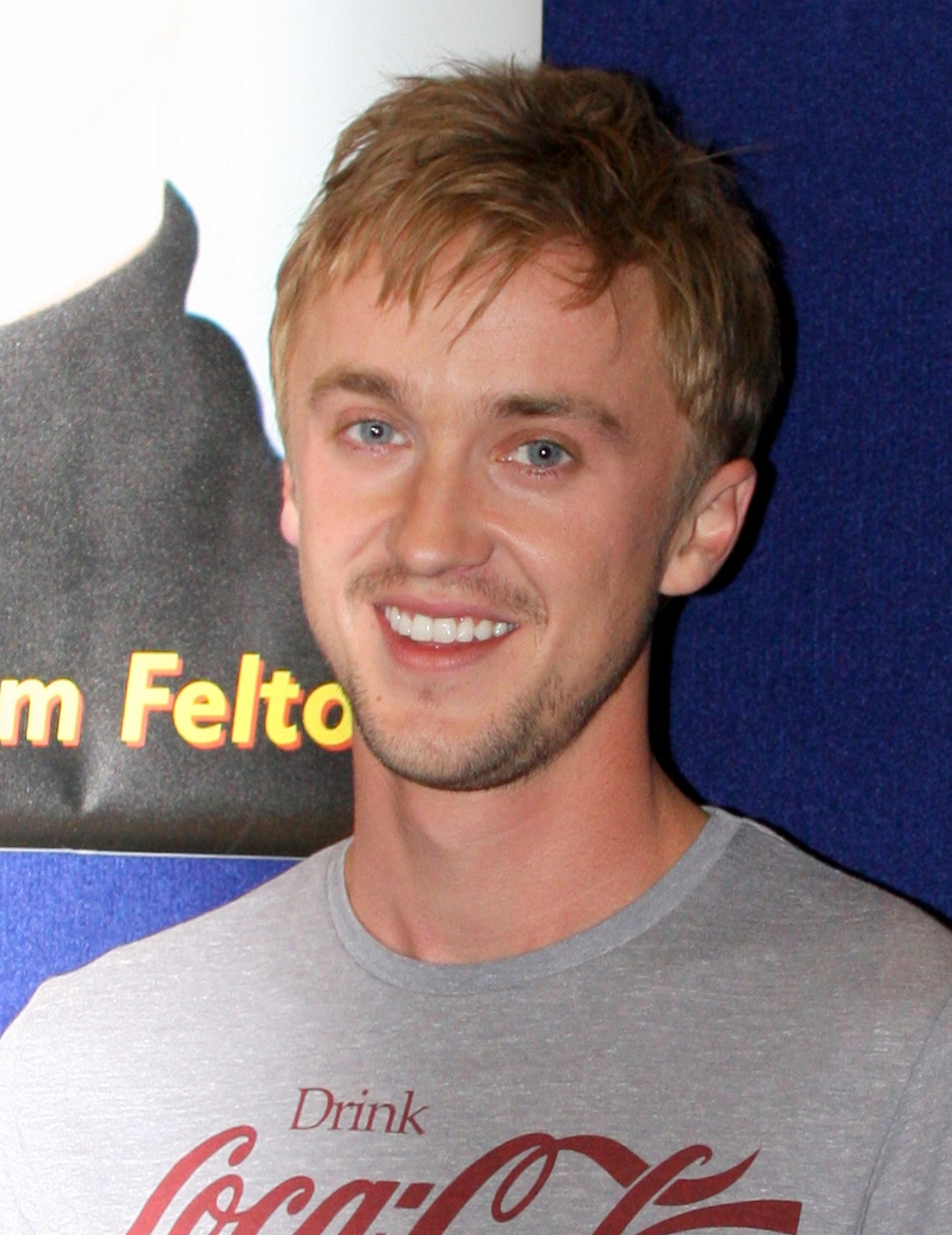
Tom Felton interpreta Julian Albert Desmond
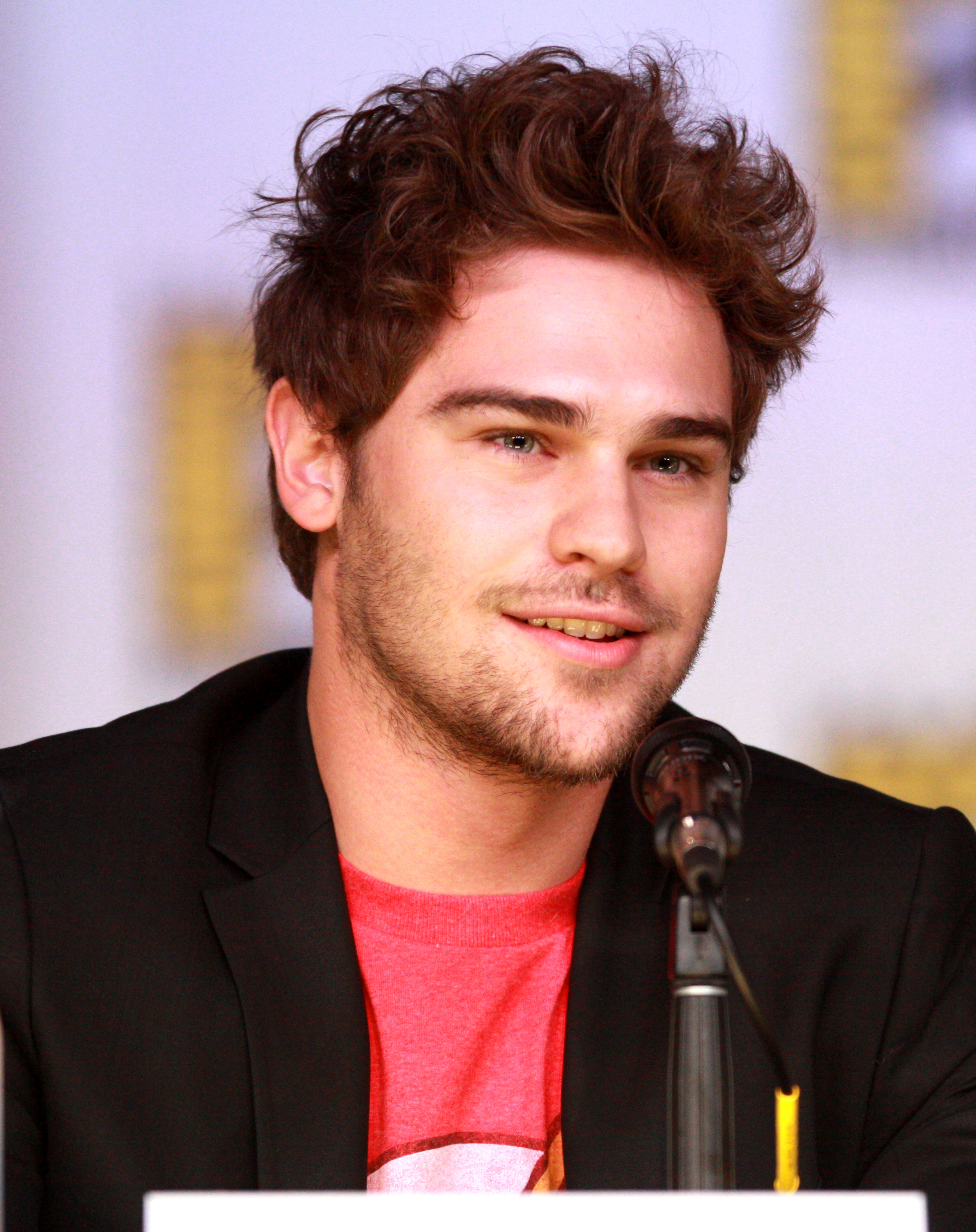
Grey Damon interpreta Mirror Master
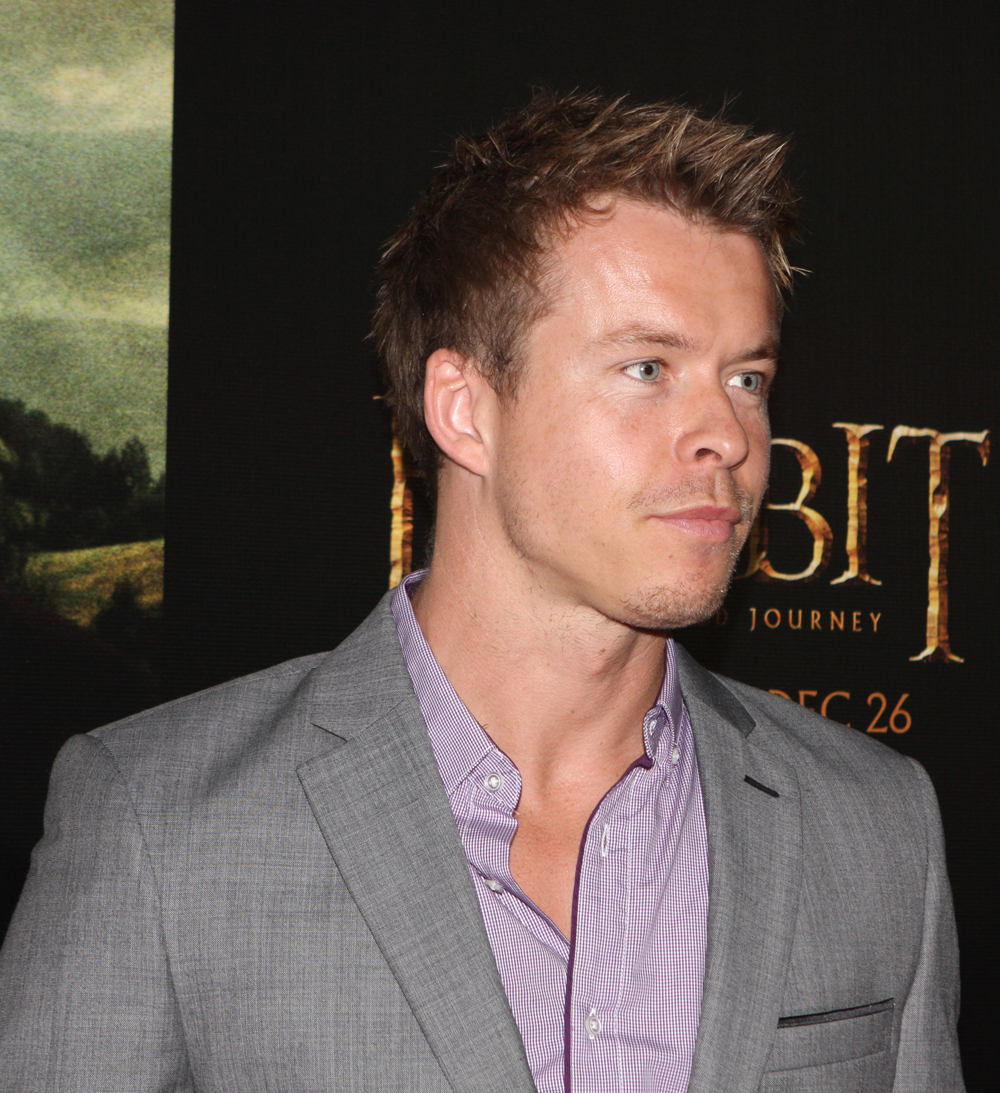
Todd Lasance interpreta Edward Clariss
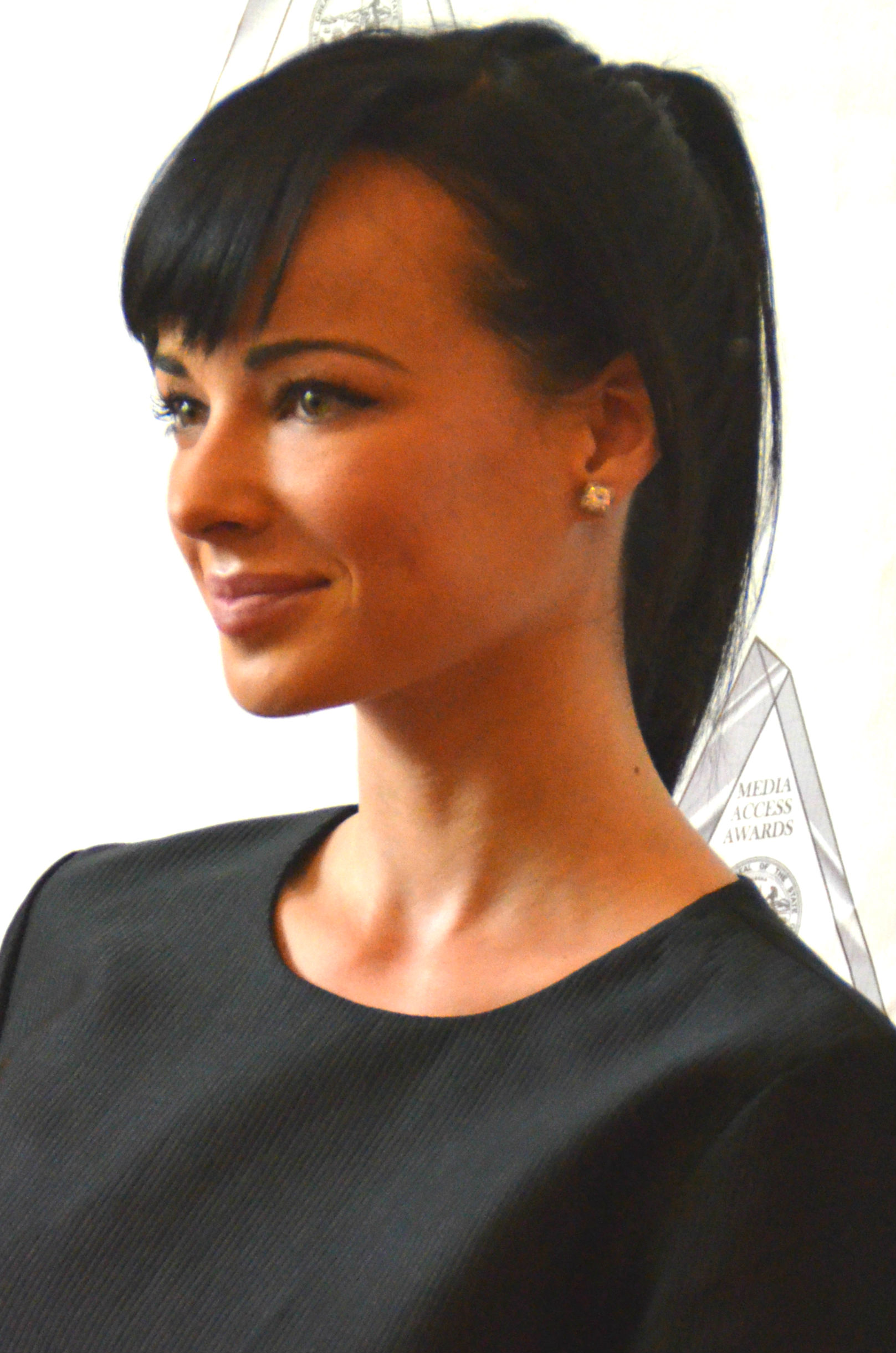
Ashley Rickards, interpreta Rosa Dillon
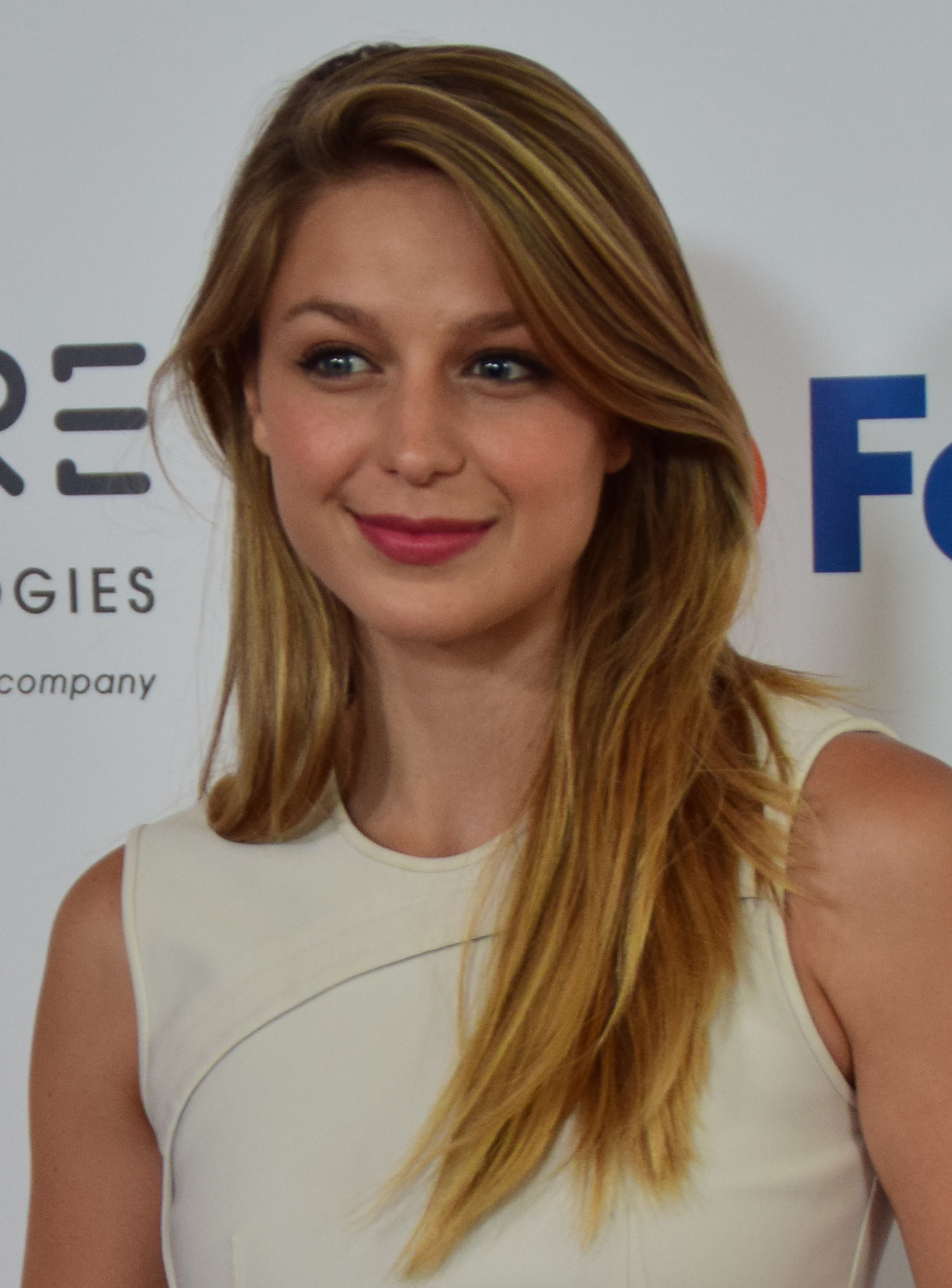
Melissa Benoist, interpreta Kara Zor-El/Kara Danvers/Supergirl
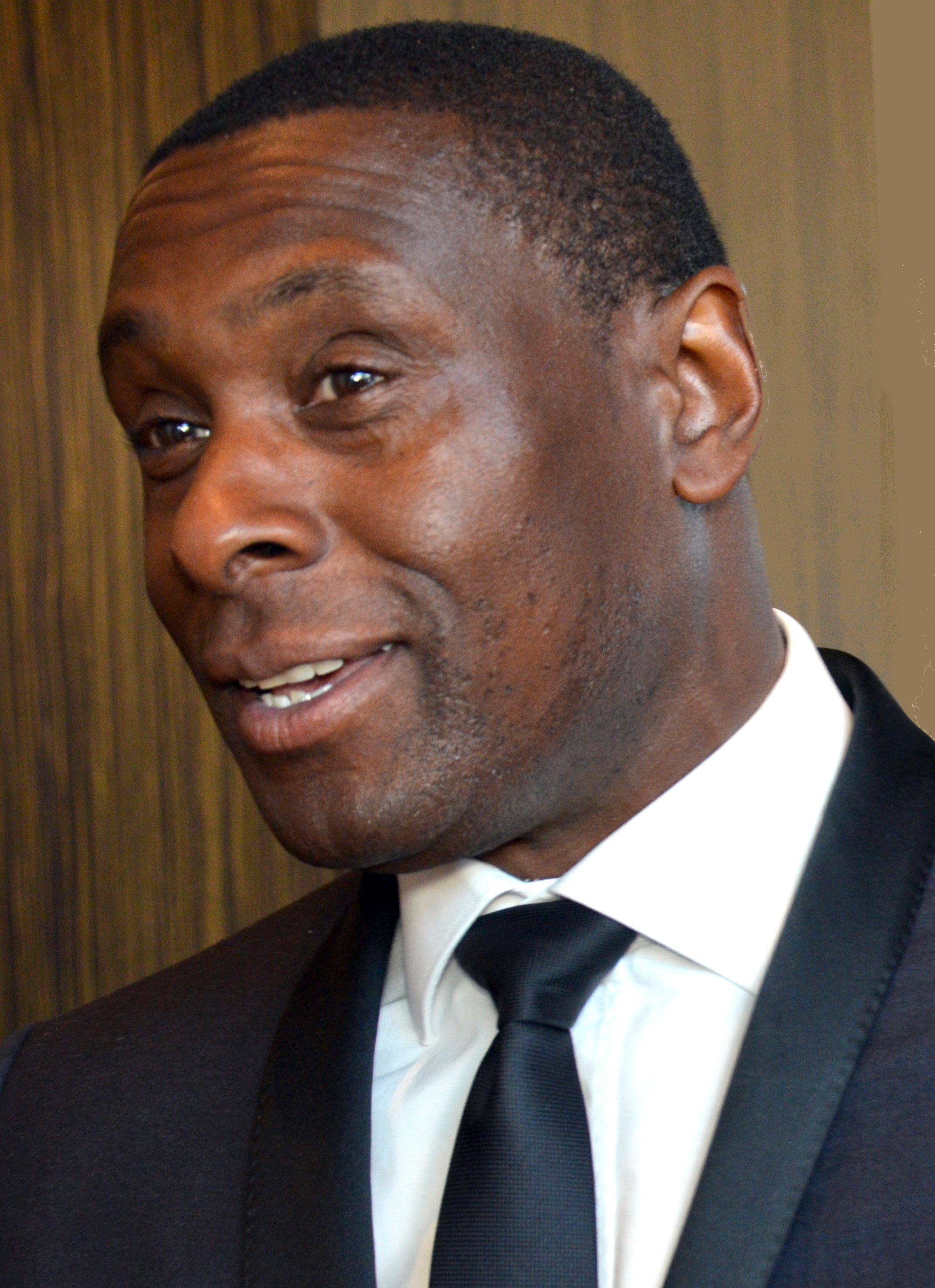
David Harewood interpreta Hank Henshaw/J'onn J'onzz/Martian Manhunter
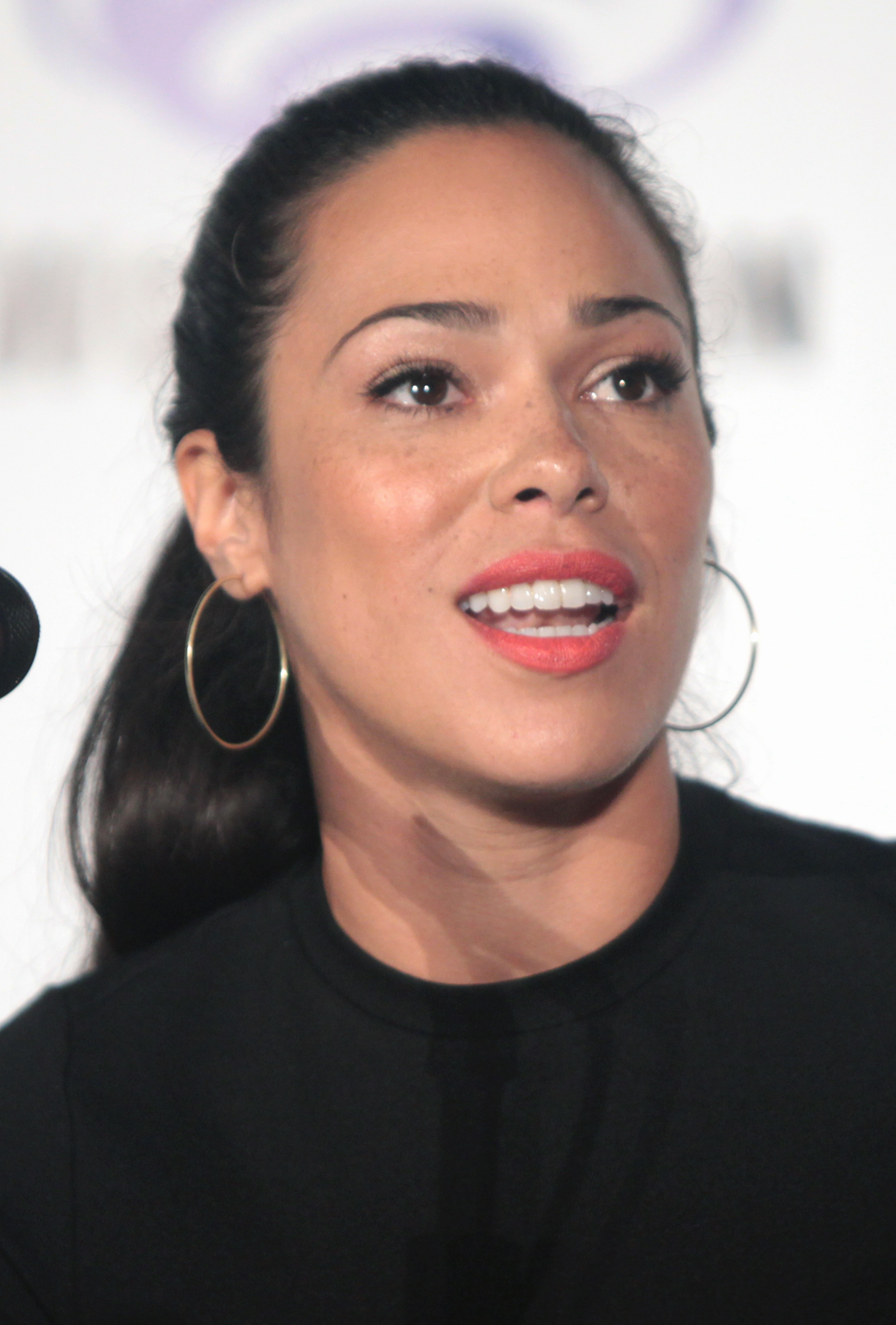
Jessica Camacho interpreta Gypsy
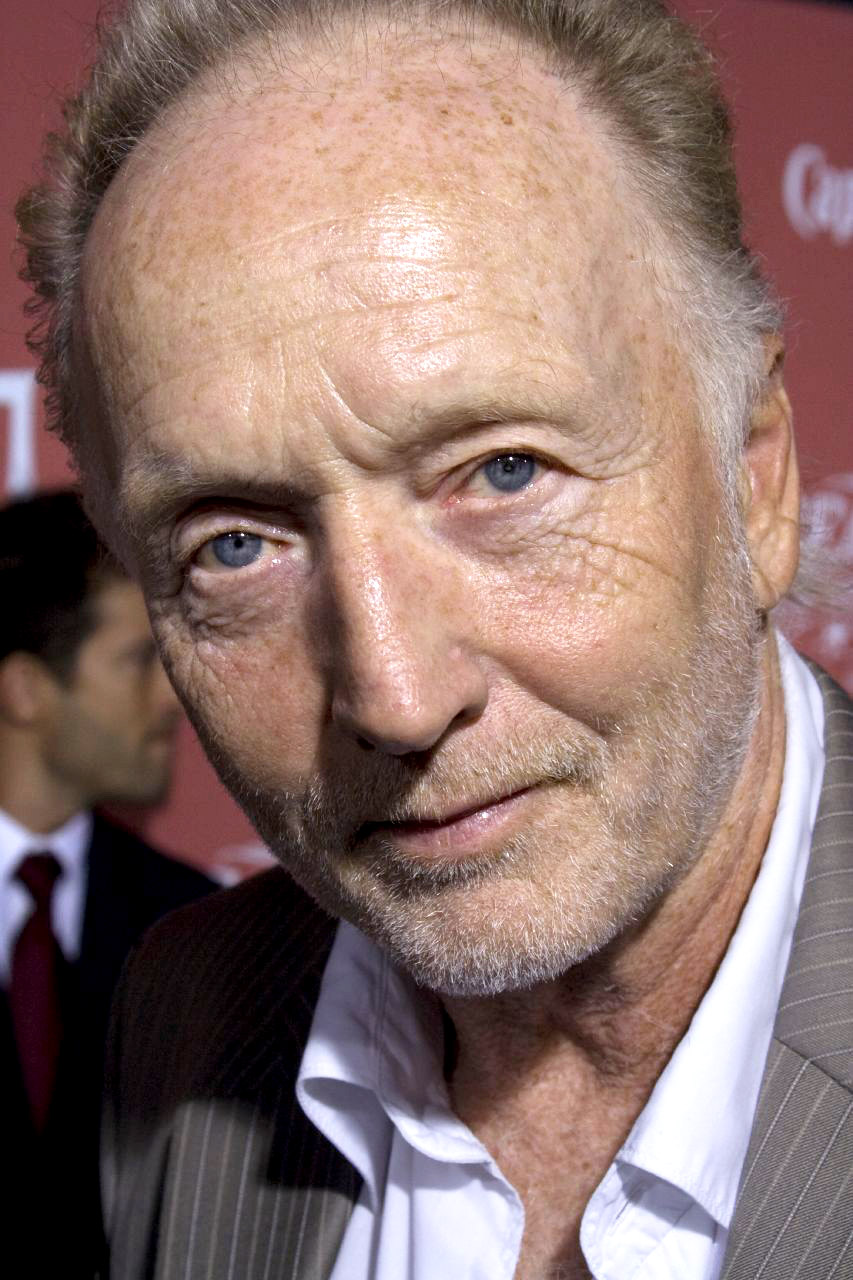
Tobin Bell interpreta Savitar e Alchemy
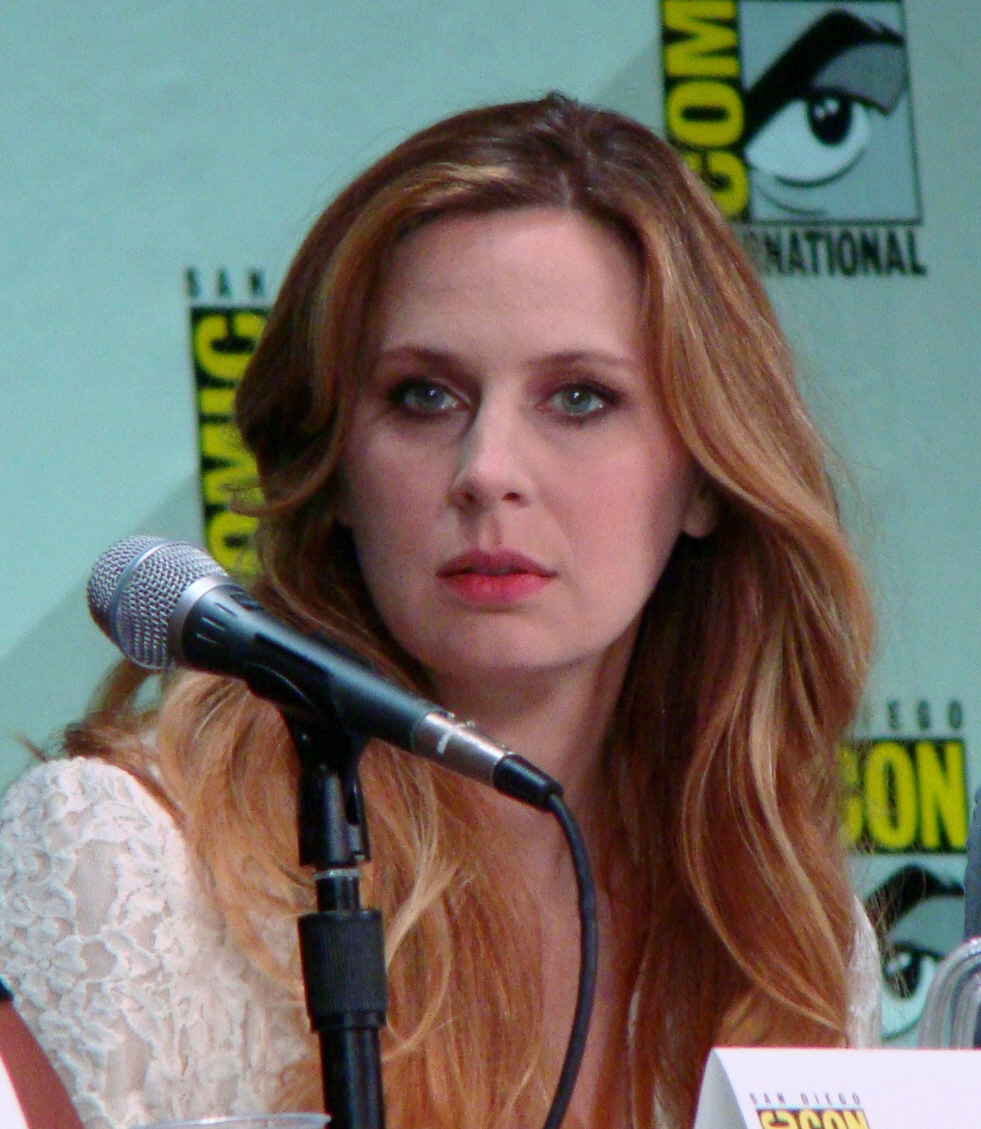
Anne Dudek interpreta Tracy Brand
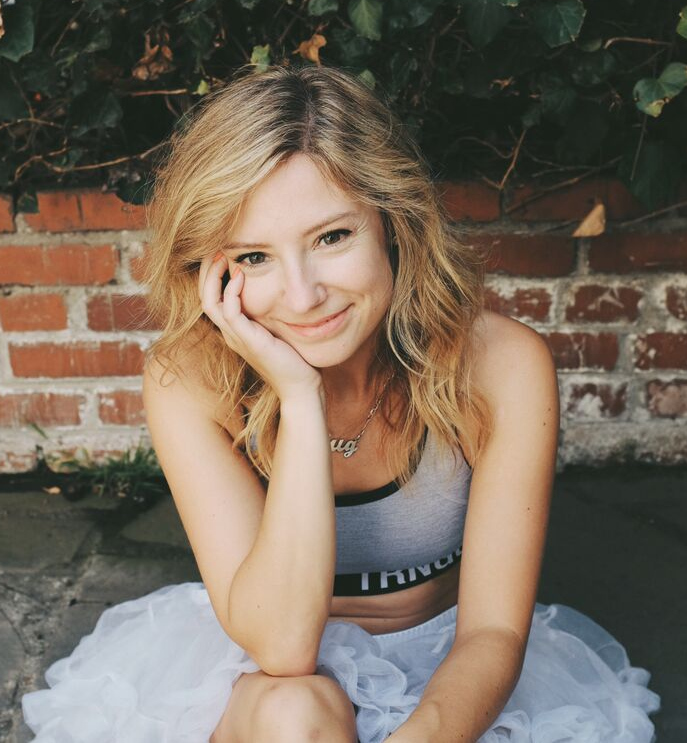
Sugar Lyn Beard interpreta Rebecca Sharpe
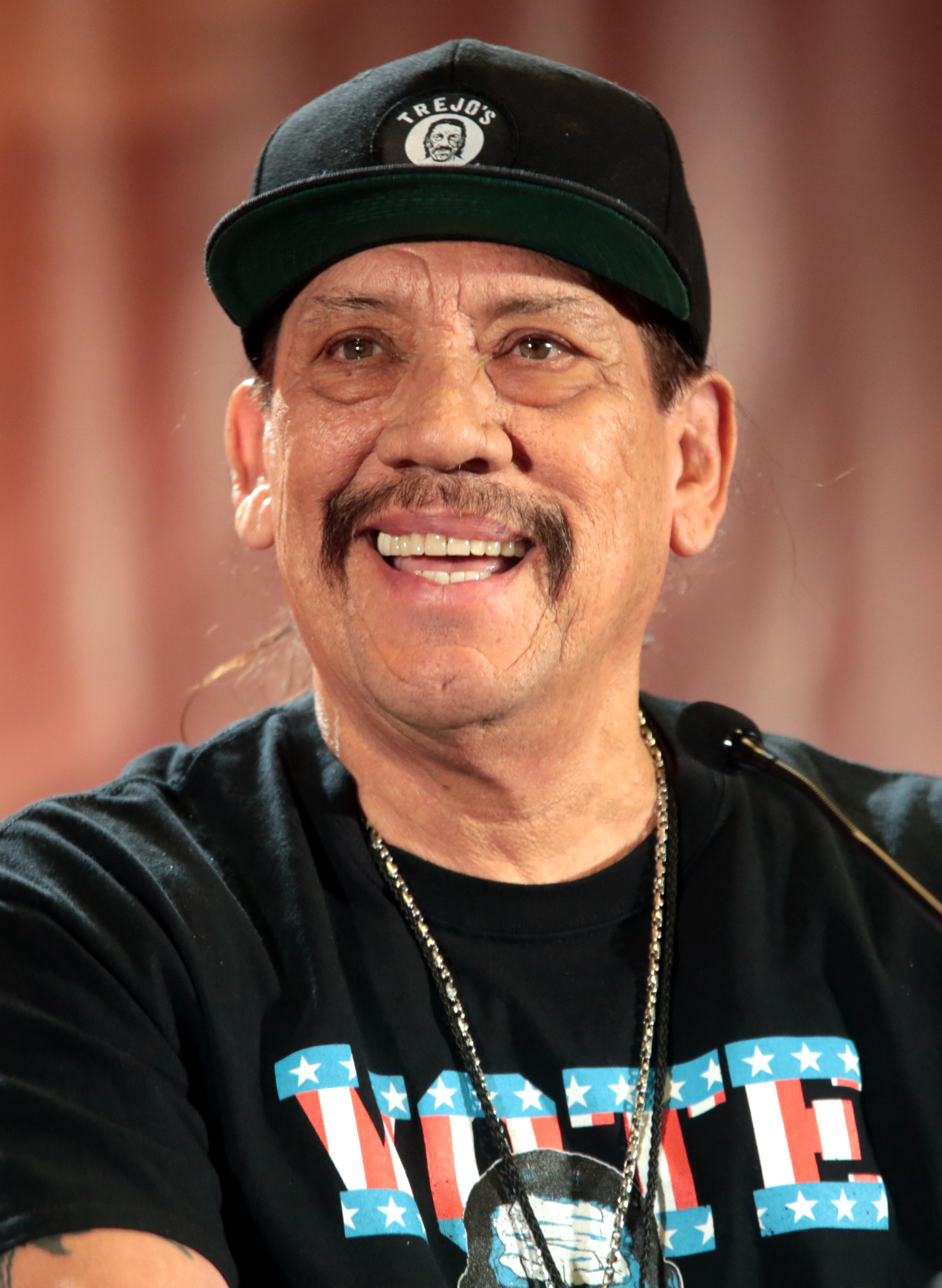
Danny Trejo interpreta Breacher
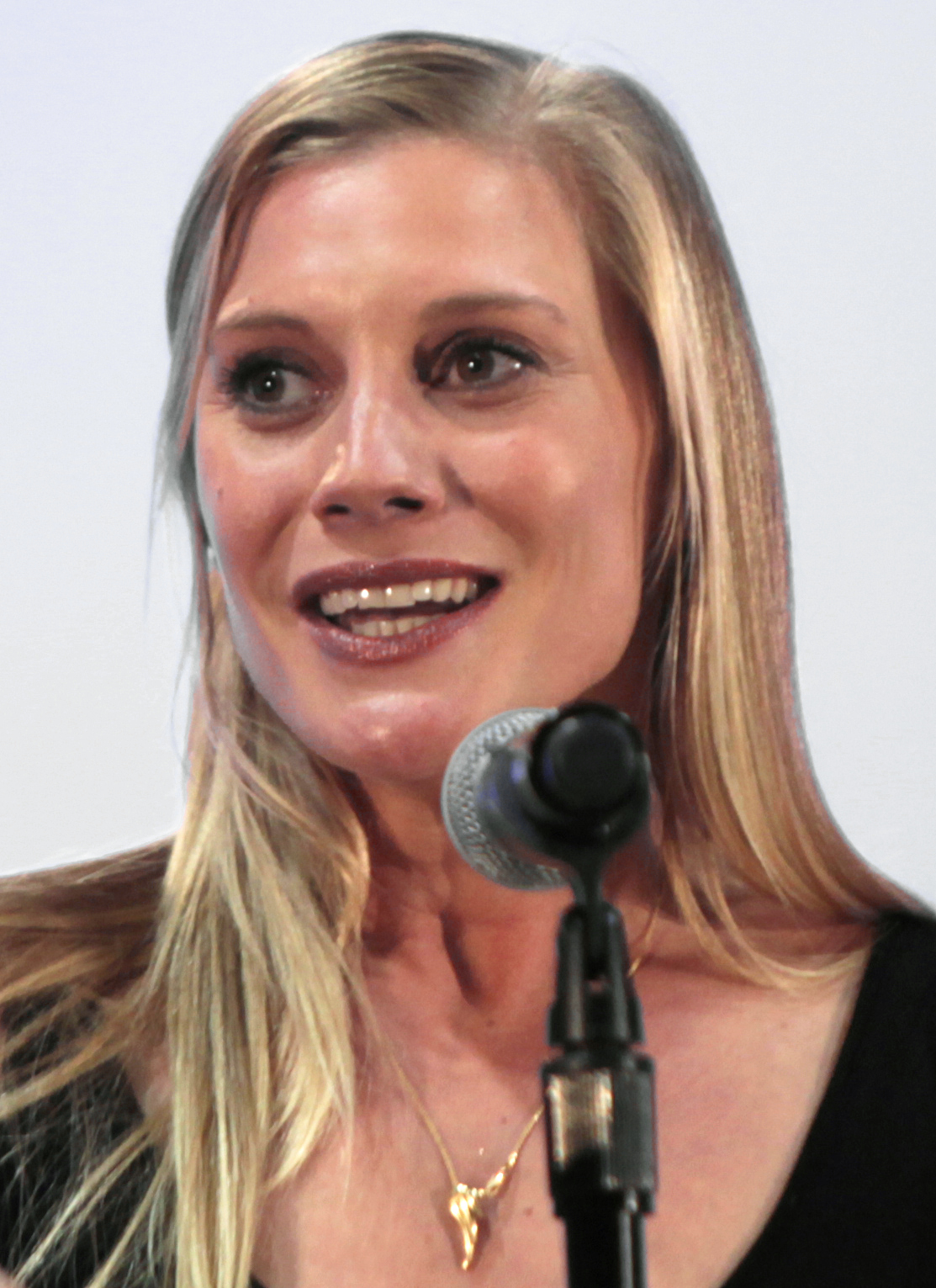
Katee Sackhoff interpreta Amunet Black